# Liste des palais de Venise
Cet article recense les principaux palais de Venise. 

## Liste des palais parsestiere

### Cannaregio

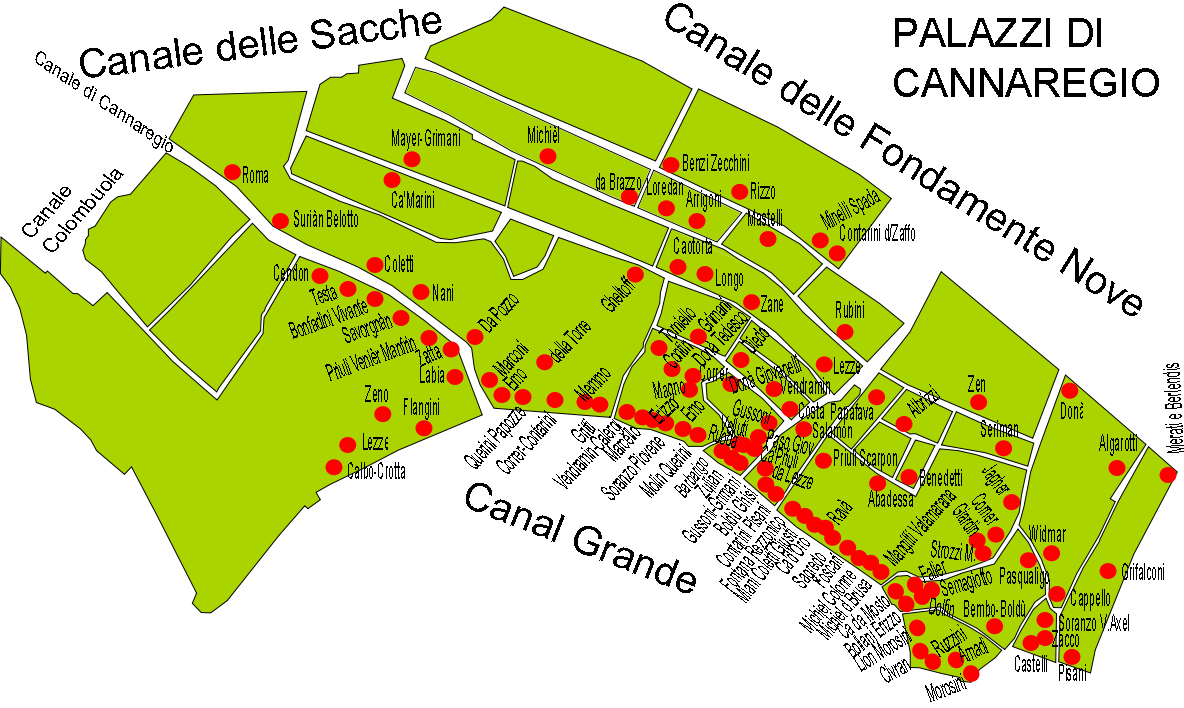

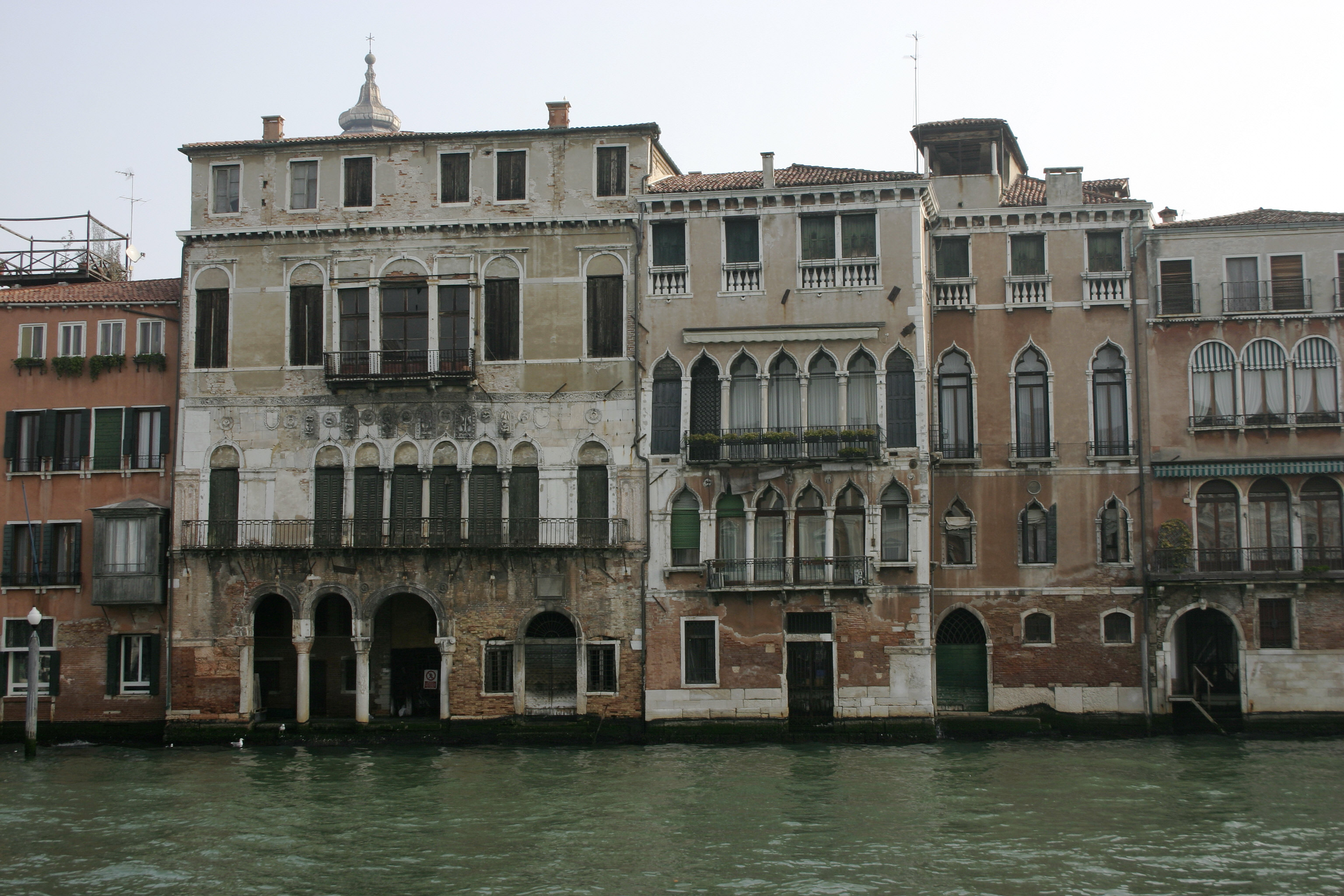
Ca' da Mosto

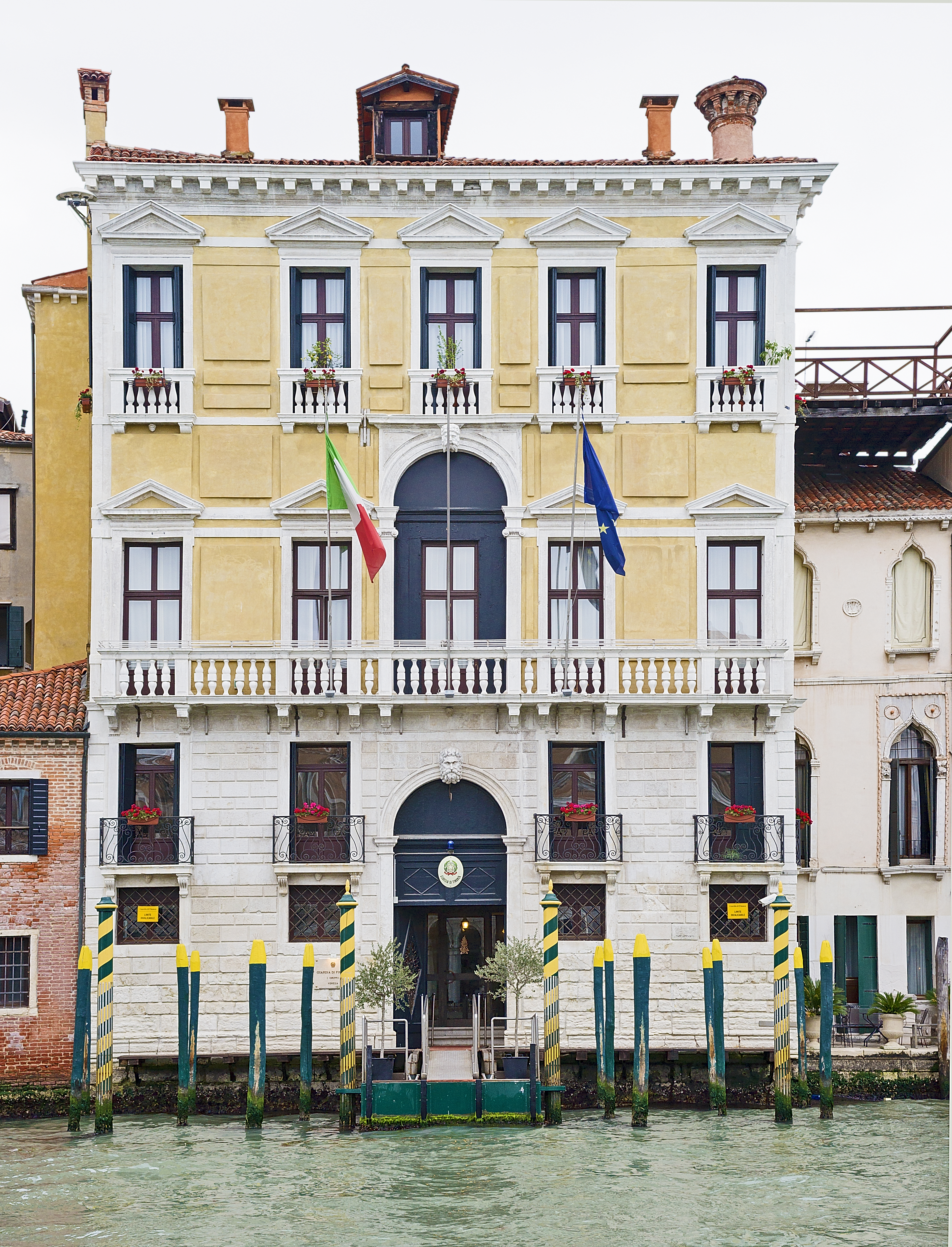
Palais Civran

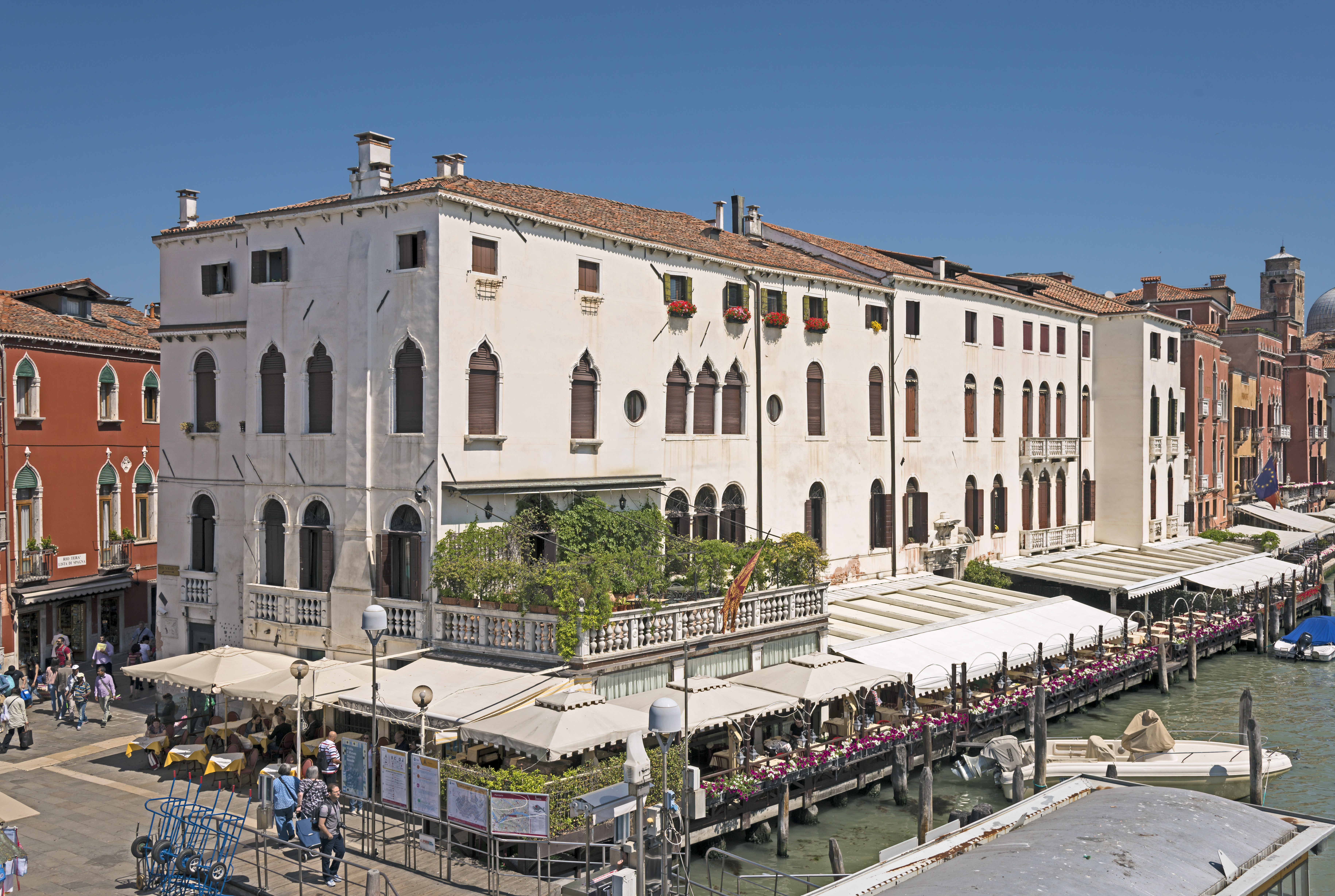
Palais Calbo Crotta

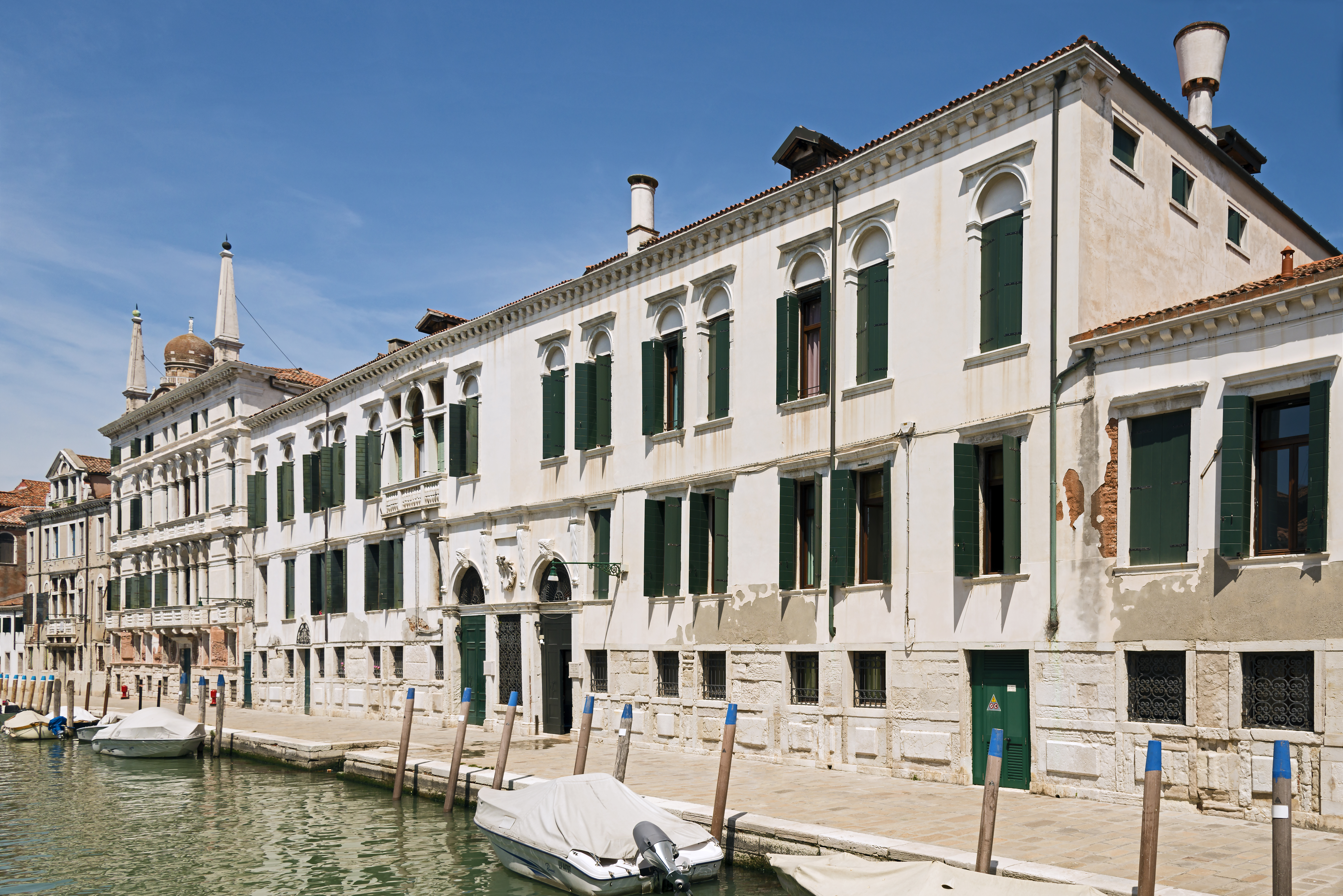
Palais Contarini dal Zaffo

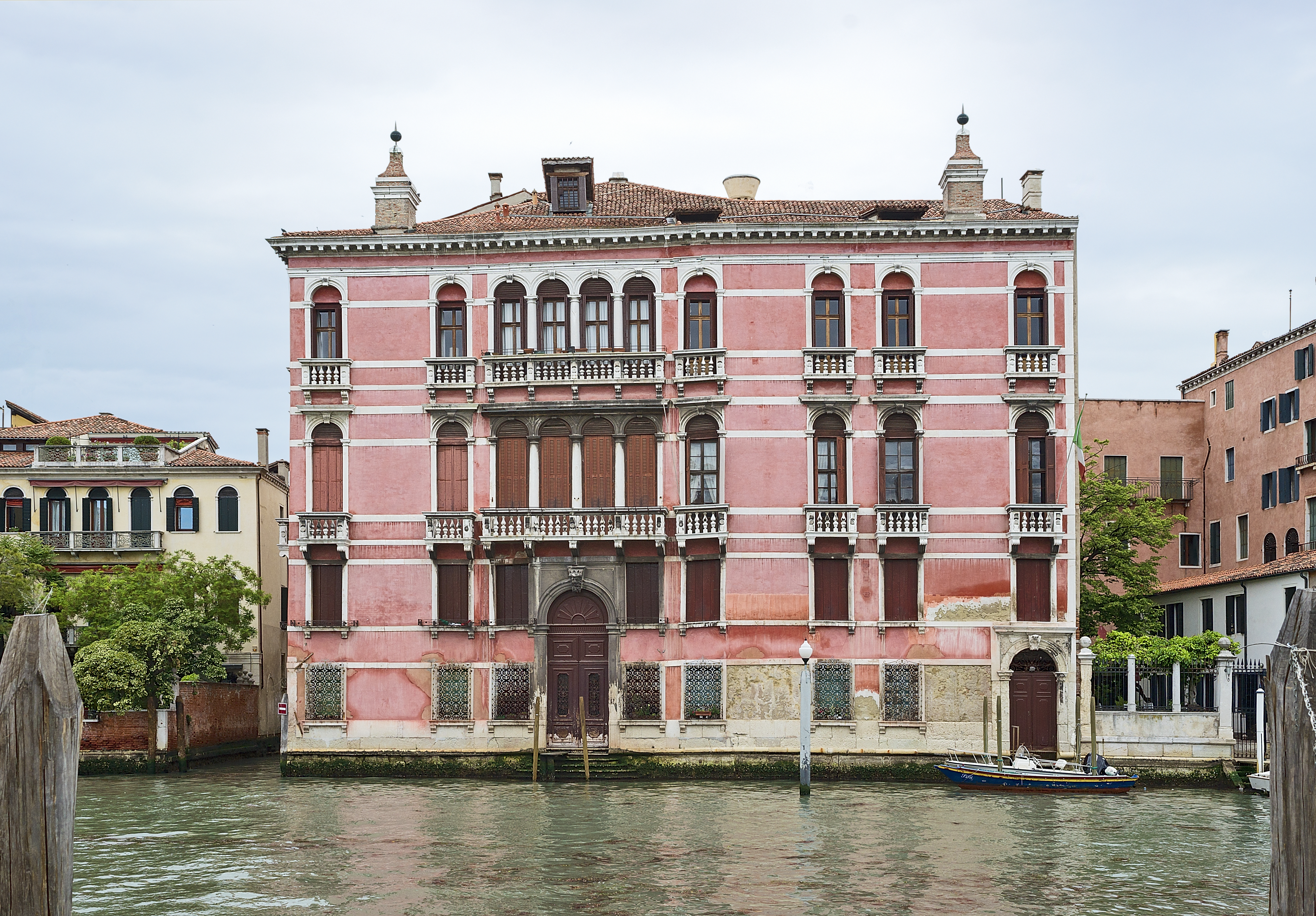
Palais Fontana Rezzonico

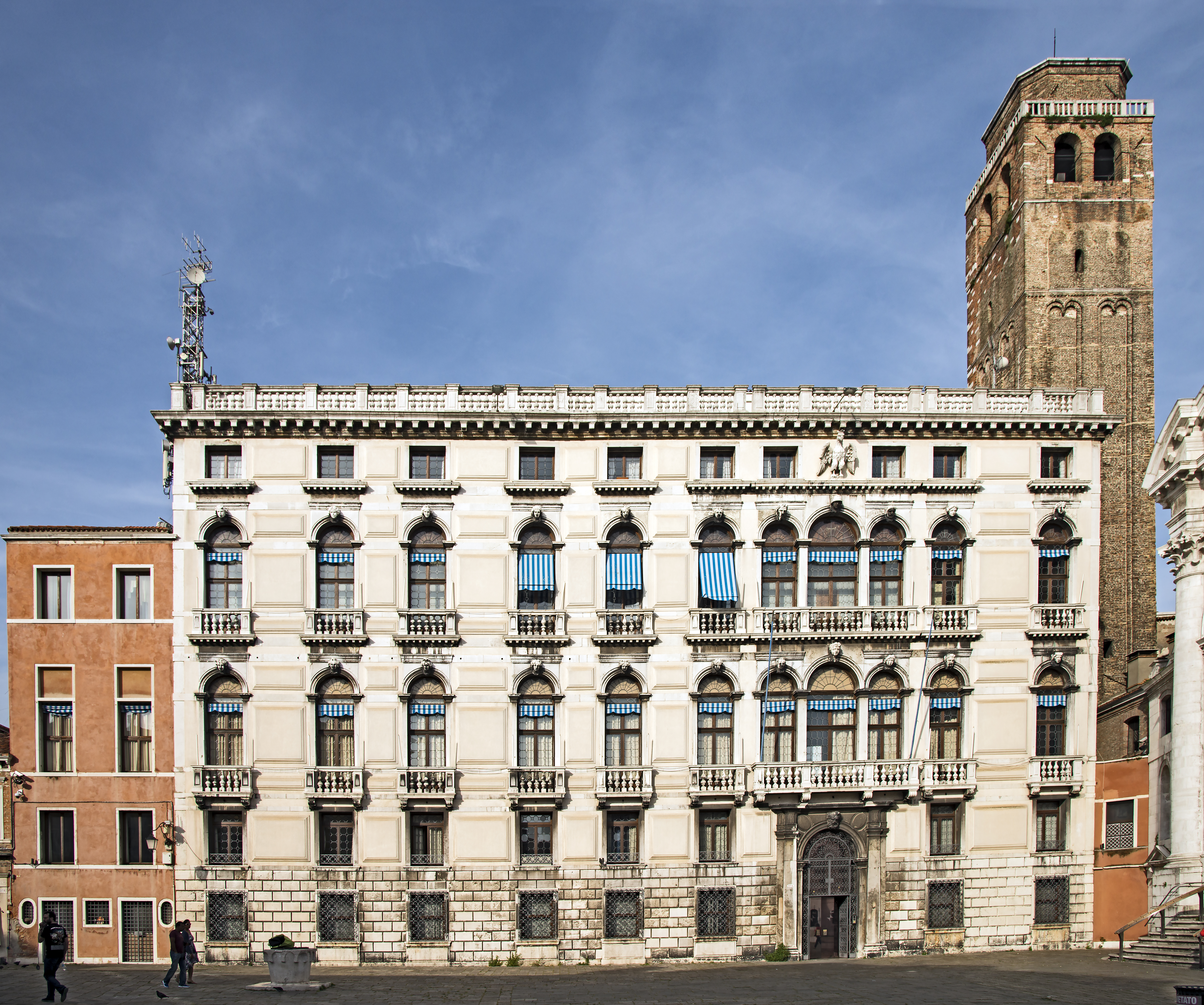
Palais Labia

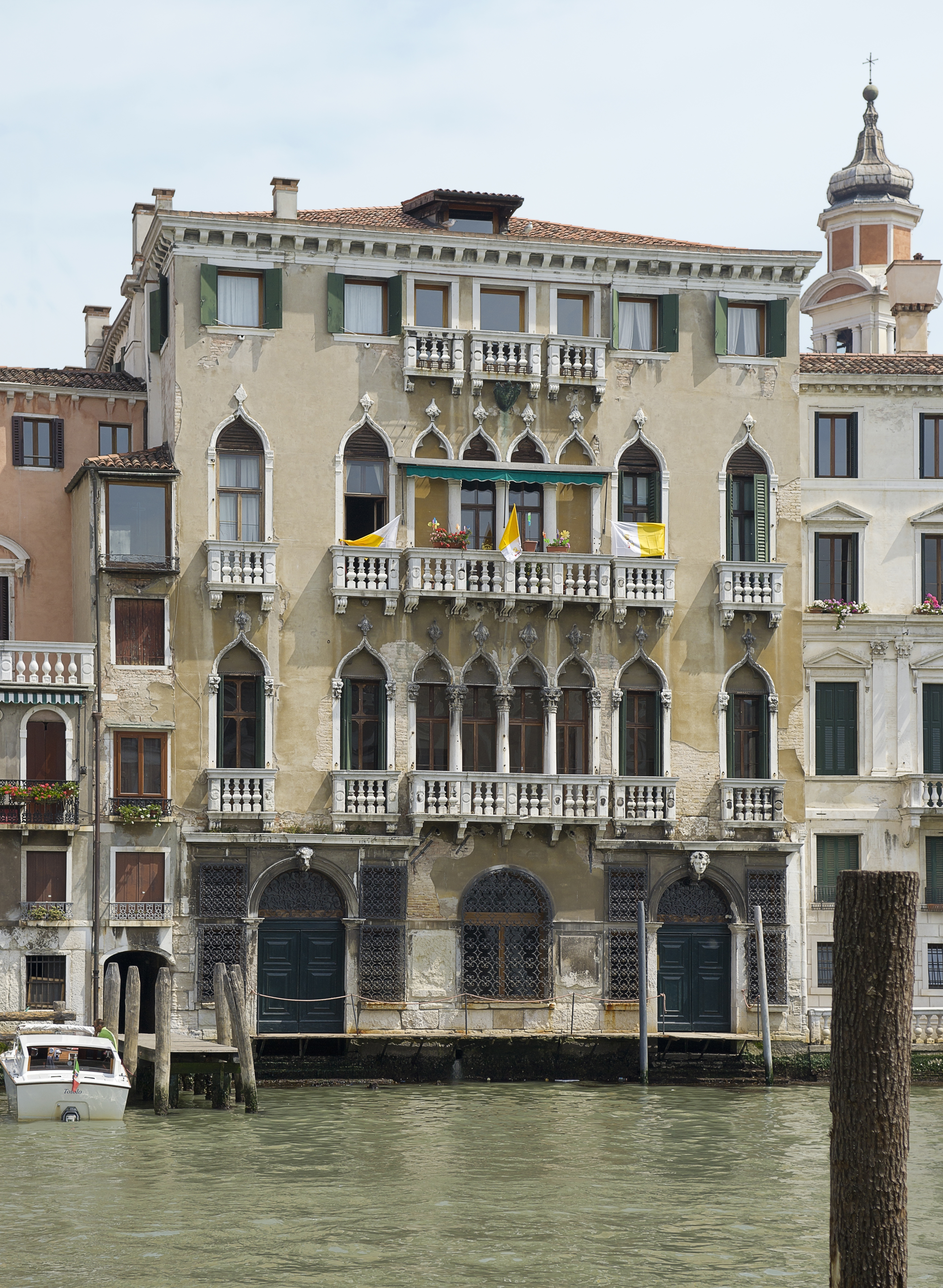
Palais Michiel del Brusà

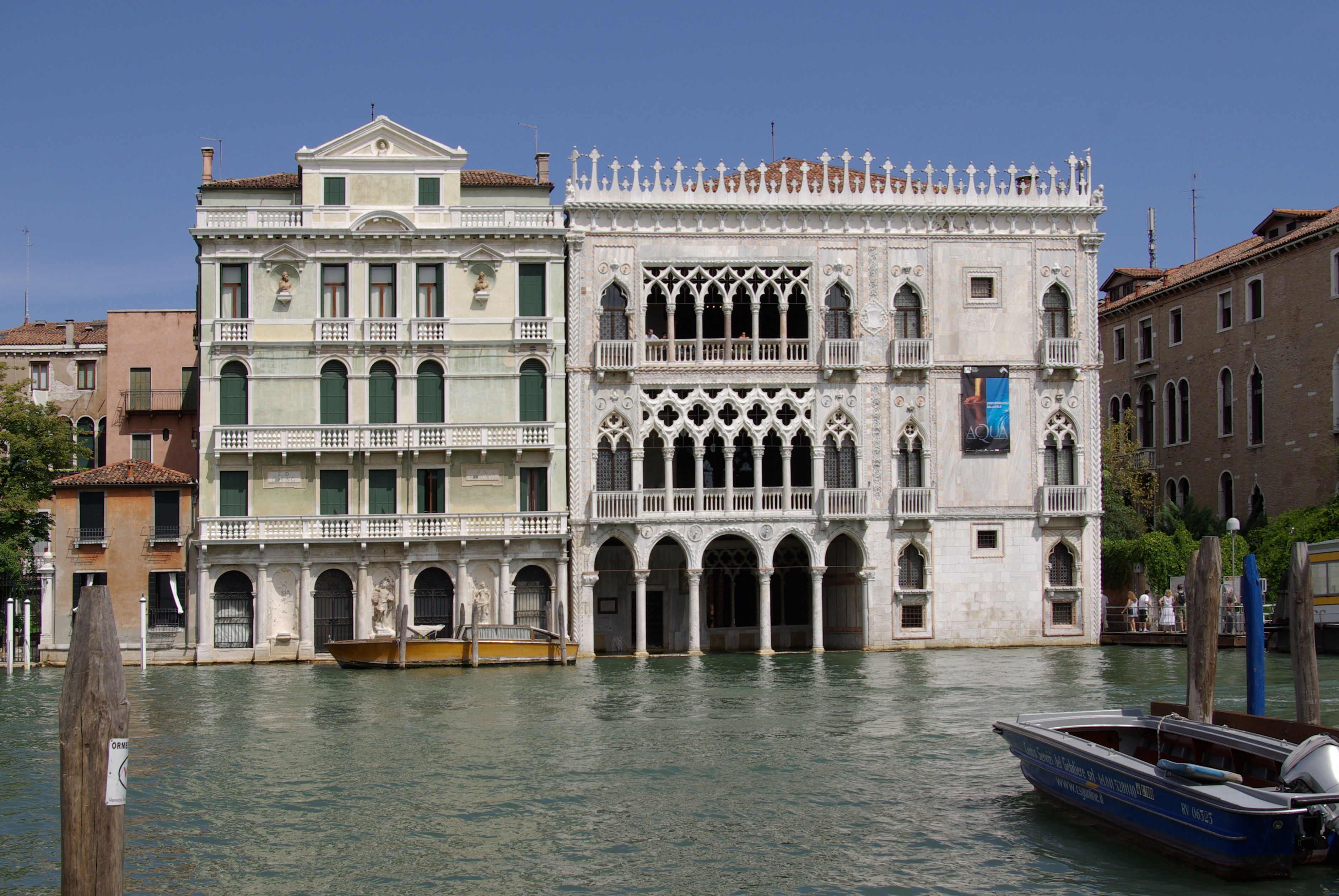
Le Palais Giusti et le Ca' d'Oro

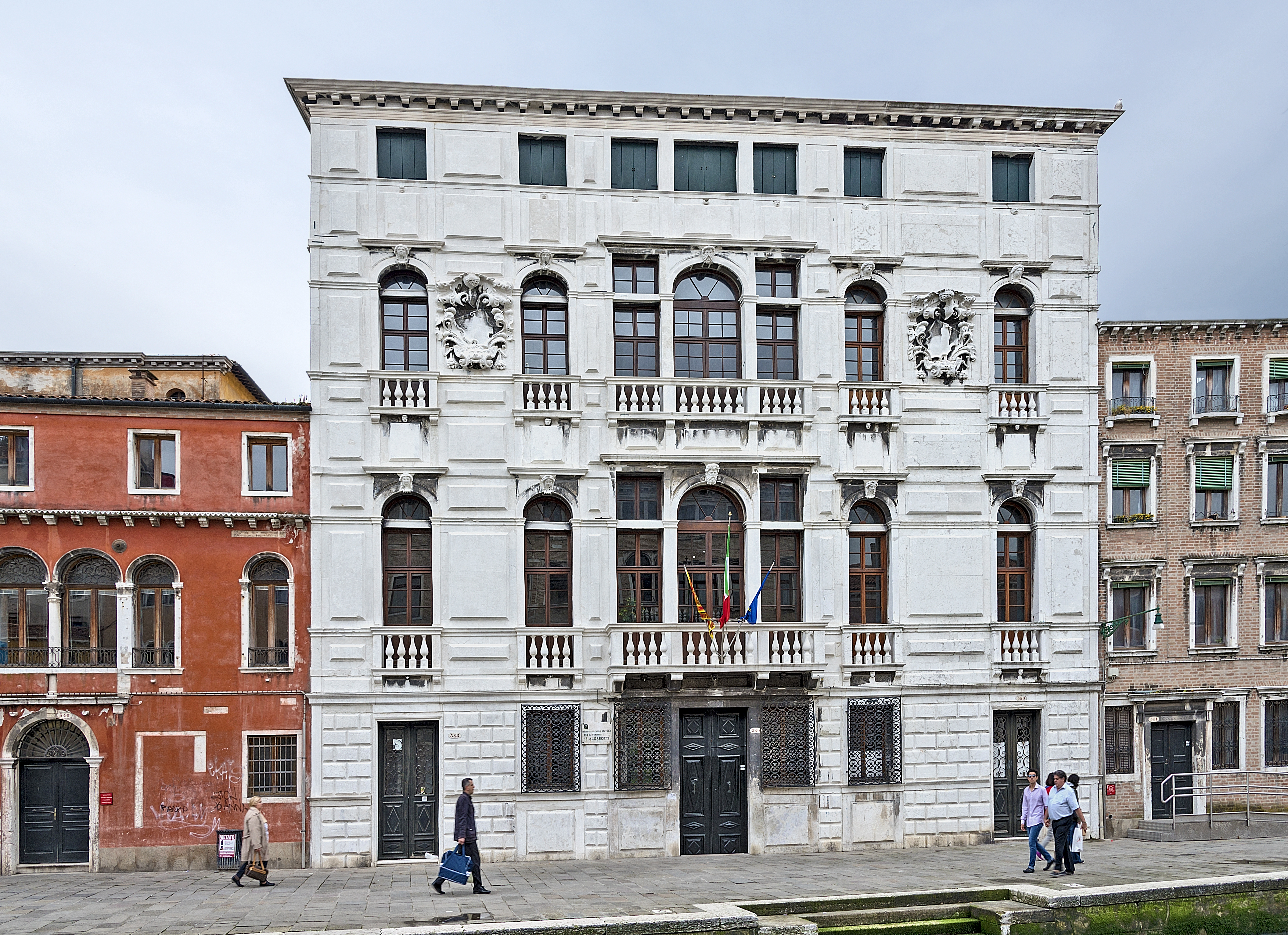
Palais Savorgnan

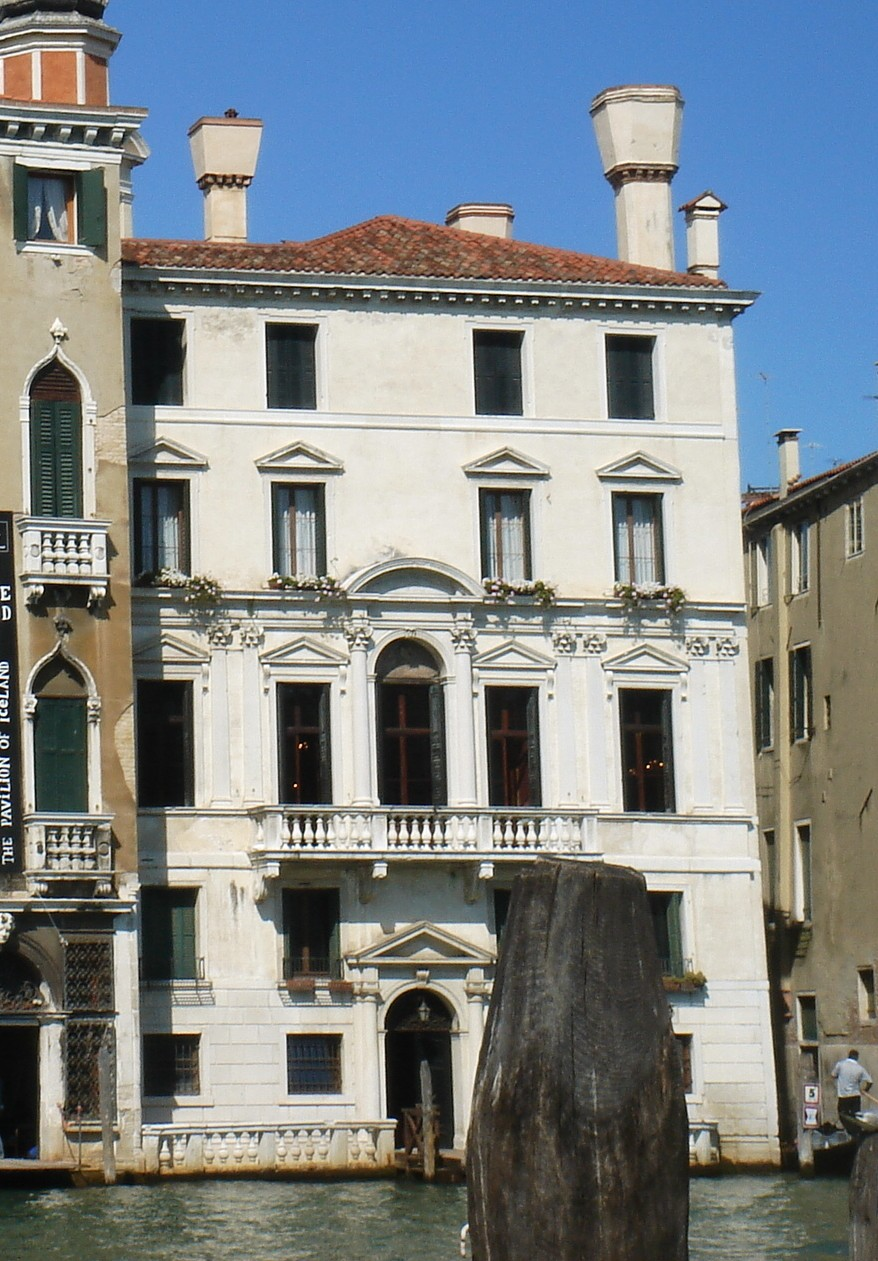
Palais Smith Mangilli Valmarana

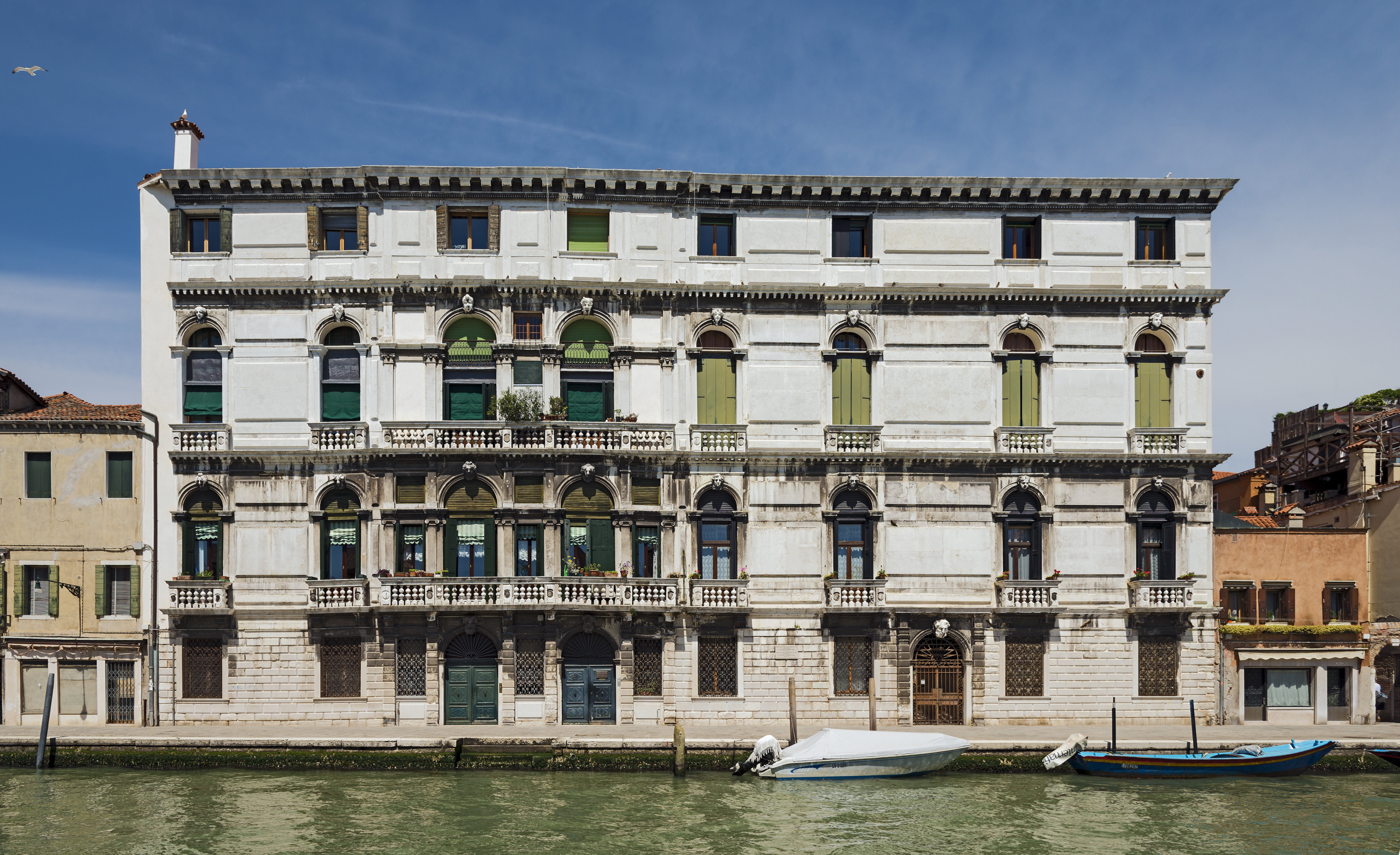
Palais Surian Bellotto

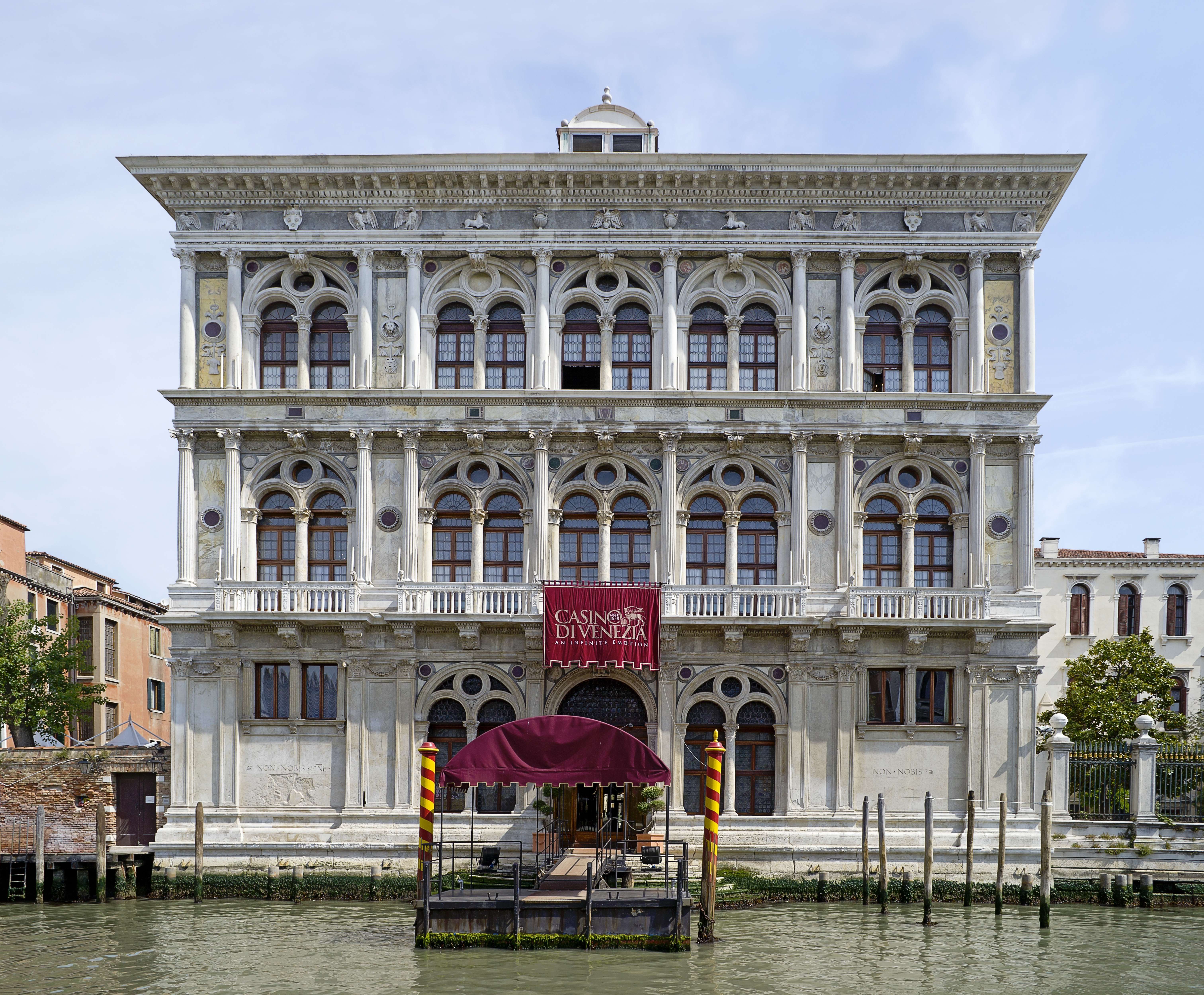
Palais Vendramin Calergi

| Nom du palais                           | Nom alternatif                                     | siècle                  | N.A.      | ruelle                                           |
| --------------------------------------- | -------------------------------------------------- | ----------------------- | --------- | ------------------------------------------------ |
| Palais Algarotti-Corniani               | Palazzo Algarotti                                  | XVIe siècle             | 5356      | calle Stella                                     |
| Palais Amadi                            | Palazzetto Amadi                                   | XVe siècle              | 5816      | corte Amadi                                      |
| Palais Arrigoni Caragiani               | Palazzo Arrigoni                                   | XVe siècle              | 3335-3336 | fondamenta de la Sensa                           |
| Palais Barbarigo                        | Palazzo Barberigo, Palais Barbarigo alla Maddalena | XVIe siècle             | 2252      | corte Barbaro                                    |
| Palais Benci Zecchini                   | Palazzo Benzi Zecchin                              | XVe siècle              | 3458      | fondamenta de la Madona de l'Orto                |
| Palais Benedetti                        | Palazzetto Benedetti                               | XVe siècle              | 4173      | ruga Do Pozi                                     |
| Palais Merati et Berlendis              | Palazzo Berlendis                                  | XVIIe siècle            | 6296      | sotoportego Berlendis                            |
| Palais Bollani Erizzo (it)              | Palazzo Bollani                                    | XIIIe siècle            | 5662      | sotoportego Dolfin                               |
| Palais Bonfadini Vivante (it)           | '                                                  | XVIe siècle             | 462       | fondamenta S. Giobbe                             |
| Palais Bragadin Velluti                 | Casa Velluti                                       |                         | 2268      | corte Zulian                                     |
| Palais Calbo Crotta (it)                | Palazzo Soranzo Calbo Crotta                       | XIVe et XVIIe siècles   | 122       | rio terá Lista de Spagna                         |
| Ca' Caotorta                            |                                                    |                         | 2625      | fondamenta de la Misericordia                    |
| Palais Capello                          | Palazzo Cappellis a Santa Maria Nova)              | XVe siècle              | 5400      | ponte de la Panada                               |
| Palais Castelli                         |                                                    | XVIIe siècle            | 6093      | corte dei Miracoli                               |
| Palais Cendon                           | Palazzetti Cendon                                  | XIVe siècle             | 534-535   | calle Cendon                                     |
| Palais Civran                           | ou Ca' Civran                                      | XVIIIe siècle           | 5745      | calle Gustavo Modena                             |
| Palais Coletti                          |                                                    | XVIe et XVIIe siècles   |           |                                                  |
| Palais Contarini dal Zaffo (it)         | Palazzo Contarini del Zaffo                        | XVIe siècle             | 3539      | fondamenta Gaspare Contarini                     |
| Palais Contarini Pisani                 |                                                    |                         | 3694-3696 | sotoportego del Tragheto                         |
| Palais Contarini Seriman                | Palazzo S(c)eriman                                 |                         | 4851      | calle Venier                                     |
| Palais Contin                           |                                                    | XVe siècle              | 2347      | rio terá ponte S. Antonio                        |
| Palais Corner                           |                                                    |                         | 4501      | sotoportego del Tragheto                         |
| Palais Correr Contarini                 |                                                    | XVIIe siècle            | 2214      | salizada S. Fosca                                |
| Palais Correr Contarini Zorzi           | Palazzo Correr Contarini                           |                         | 1633      | calle Soranzo detta Correr                       |
| Palais Costa                            |                                                    | XVIe et XVIIe siècles   | 2394      | fondamenta Vendramin                             |
| Petit Palais Da Brazzo                  |                                                    |                         | 3355      | fondamenta de la Sensa                           |
| Palais Da Lezze                         |                                                    |                         | 3597      | fondamenta de la Misericordia                    |
| Petit Palais Da Lezze                   |                                                    | XVIIe siècle            | 3681      | calle del Becher                                 |
| Ca' Da Lezze                            |                                                    |                         | 2651      | fondamenta dei Ormesini                          |
| Palais Da Pozzo                         | Ca' Da Pozzo                                       | XIVe siècle             | 1291      | fondamenta de Cannaregio                         |
| Palais Della Torre                      |                                                    |                         | 1373      | rio terá S. Leonardo                             |
| Palais Diedo                            |                                                    | XVIIe siècle            | 2386      | fondamenta Diedo                                 |
| Palais Dolfin                           | Casa Dolfin                                        |                         | 5655      | calle de la Posta                                |
| Palais Donà Giovanelli                  | Palazzo Giovannelli                                | XVe siècle              | 2292      | campiello de la Chiesa                           |
| Palais Donà Tedesco                     | Donà delle Rose alla Maddalena                     | XVIIe siècle            | 2343      | rio terá ponte S. Antonio                        |
| Palais Donato                           | Donà delle Rose sulle Fondamente Nove              | XVIe et XVIIe siècles   | 5038      | Fondamente Nove                                  |
| Palais Emo a San Leonardo               |                                                    |                         | 1558      | calle Emo                                        |
| Palais Emo alla Maddalena               |                                                    |                         | 2177      | calle del Tragheto                               |
| Palais Falier                           | Palazzo Falier ai Santi Apostoli                   | XIVe siècle             | 5643      | sotoportego Falier                               |
| Palais Flangini                         |                                                    | XVIIIe siècle           | 252       | calle Flangini                                   |
| Palais Fontana Rezzonico                | Palazzo Fontana                                    | XVIIe siècle            | 3829      | calle Fontana                                    |
| Palais Foscari del Prà                  | Palazzo Foscari a Santa Sofia                      | XIVe siècle             | 4201      | campo S. Sofia                                   |
| Palais Ghisi Boldù                      | Palazzo Boldù a San Felice                         | XVIIe siècle            | 3685      | calle Boldù                                      |
| Palais Miani Coletti Giusti             | Palazzo Giusti                                     |                         | 3838      | calle Pali detta Testori                         |
| Palais Giustinian Jäger                 | Palazzi Jagher sul Rio dei Santi Apostoli          | XVIe siècle             | 4760A     | Rio terà Barba Frutariol                         |
| Palais Giustinian Pesaro                | Palazzo Pesaro Ravà Ca'Giustinian                  | XIVe siècle             | 3935      | calle de la Ca' d'Oro                            |
| Palais Grifalconi Loredan               | Palazzo Grifalconi                                 | XVe siècle              | 6359      | calle de la Testa                                |
| Palais Grimani Mayer                    | Palazzo Grimani                                    | XVIe siècle             | 3024      | fondamenta de le Capucine                        |
| Palais Gritti                           | Palazzo Gritti Dandolo                             |                         | 1759      | fondamenta Gritti e Martinengo                   |
| Palais Gussoni Grimani                  | Palazzo Gussoni Grimani Della Vida                 | XVIe siècle             | 2277      | calle Minio                                      |
| Palais Labia                            |                                                    | XVIIe et XVIIIe siècles | 275       | campo S. Geremia                                 |
| Palais Lezze                            |                                                    |                         | 134       | rio terá Lista de Spagna                         |
| Palais Lion                             | Palazzo Lion Morosini                              |                         | 5701-5711 | campo del Remer                                  |
| Palais Longo                            | Ca' Longo                                          | XVe siècle              | 2591      | fondamenta de la Misericordia                    |
| Palais Loredan a San Canciano           |                                                    |                         | 6059      | calle longa Widmann                              |
| Palais Loredan Gheltoff                 | Palazzo Gheltoff                                   | XIVe siècle             | 1864      | calle de l'Aseo                                  |
| Palais Loredan Griman Calergi Vendramin | Ca' Vendramin Calergi                              | XVIe et XVIIe siècles   | 2040      | campiello Vendramin                              |
| Palais Magno (Cannaregio)               |                                                    |                         | 2143      | calle de la Madalena                             |
| Palais Marcello                         | Palazzo Marcello del Majno                         | XVIe siècle             | 2139      | corte Erizzo                                     |
| Palais Marconi                          | Ca'Manzoni                                         |                         | 1554      | calle Emo                                        |
| Ca' Marini                              |                                                    |                         | 2967      | fondamenta Chiovere S. Girolamo                  |
| Palais Mastelli del Cammello            | Palazzo Mastelli                                   |                         | 3381      | calle dei Mori                                   |
| Palais Memmo Martinengo Mandelli        | Palazzo Martinengo Mandelli                        | XVIIIe siècle           | 1756-1757 | campo S. Marcuola fondamenta Gritti e Martinengo |
| Palais Merati                           | Palazzo Merati e Berlendis                         | XVIIe siècle            | 6293      | corte Berlendis                                  |
| Palais Michiel                          |                                                    | XVIe siècle             | 3218      | fondamenta de la Sensa                           |
| Palais Michiel dalle Colonne            | Palazzo Michiel delle Colonne                      | XVIIe siècle            | 4314      | calle del Duca                                   |
| Palais Michiel del Brusà                | Palazzo Michiel dal Brusà                          |                         | 4391b     | Strada Nova                                      |
| Palais Minelli Spada                    |                                                    | XVIIe siècle            | 3536      | fondamenta Gaspare Contarini                     |
| Palais Molin Erizzo                     | Ca'Erizzo (alla Maddalena)                         | XVe siècle              | 2138      | corte Erizzo                                     |
| Palais Molin Gaspari                    | Palazzo Molin Querini                              | XVIIe siècle            | 2179      | calle del Tragheto                               |
| Ca' Morosini del Giardin                |                                                    |                         | 4629b     | calle Valmarana                                  |
| Palais Morosini Sagredo (it)            | Ca'Sagredo                                         | XIVe et XVe siècles     | 4199      | campo S. Sofia                                   |
| Palais Morosini                         | Case Morosini a San Giovanni Grisostomo            | XIVe et XVe siècles     | 5825-5826 | corte Amadi                                      |
| Ca' da Mosto                            |                                                    | XIIIe siècle            | 5628      | corte del Lion Bianco                            |
| Palais da Mosto                         | Palazzo Da Mosto                                   |                         | 1533      | calle da Mosto o Balbi dai Colori                |
| Palais Nani                             |                                                    | XVIe siècle             | 1105      | fondamenta de Cannaregio                         |
| Ca' d'Oro                               |                                                    | XVe siècle              | 3933      | calle de la Ca' d'Oro                            |
| Palais Pasqualigo                       |                                                    | XVIe et XVIIe siècles   | 5514      | calle Pasqualigo                                 |
| Palais Pasqualigo Giovannelli           |                                                    |                         | 2290      | salizada S. Fosca                                |
| Palais Pesaro Papafava                  |                                                    | XVe siècle              | 3764      | calle de la Racheta                              |
| Palais Pisani                           | Palazzo Pisani a Santa Marina                      | XVe siècle              | 2814      | corte Zappa                                      |
| Ca' Priuli                              |                                                    |                         | 2279      | calle Minio                                      |
| Palais Priuli Venier Manfrin            | Palazzo Manfrin Venier                             | XVIIIe siècle           | 342-343   | fondamenta Venier                                |
| Palais Priuli Scarpon                   |                                                    | XVIIe siècle            | 3729-3730 | calle larga del Dose Priuli                      |
| Palais Priuli Stazio                    | Palais Abadessa                                    | XVIe siècle             | 4013      | campiello Priuli                                 |
| Palais Querini                          | Palazzo Querini Papozze                            |                         | 1574      | campiello del Remer                              |
| Palais Rizzo                            | Palazzo Rizzo Patarol                              |                         | 3500      | fondamenta de la Madona de l'Orto                |
| Palais Roma                             |                                                    |                         | 923       | fondamenta de Cannaregio                         |
| Palais Rubini                           |                                                    | XVIIe siècle            | 3554      | fondamenta de l'Abazia                           |
| Palais Ruoda                            | Palazzo Ruoda-Boldù                                | XVIIe siècle            | 2256      | corte Bragadin                                   |
| Palais Ruzzini                          |                                                    |                         | 5783-5784 | salizada S. Giovanni Grisostomo                  |
| Palais Salamon                          |                                                    | XVe siècle              | 3611      | calle Salamon                                    |
| Palais Savorgnan                        |                                                    | XVIIe siècle            | 349       | fondamenta Savorgnan                             |
| Palais Sceriman ou Manin-Sceriman       | Palazzo Zeno Ca' Frizier                           | XVe siècle              | 168       | rio terá Lista de Spagna                         |
| Palais Sernagiotto                      | Casa Sernagiotto                                   |                         | 5722      | calle Semagiotto                                 |
| Palais Smith Mangilli Valmarana         | Palazzo Mangilli Valmarana                         | XVIIIe siècle           | 4392      | Strada Nova                                      |
| Palais Soranzo Piovene                  | Palazzo Soranzo                                    |                         | 2176      | calle Piovene                                    |
| Palais Soranzo Van Axel (it)            | Palazzo Sanudo Van Axel                            | XVe siècle              | 6099      | fondamenta Sanudo                                |
| Palais Strozzi Morosini                 |                                                    |                         | 4503      | sotoportego del Tragheto                         |
| Palais Surian Bellotto                  | Palazzo Surian                                     | XVIIe siècle            | 967       | fondamenta de Cannaregio                         |
| Palais Testa (it)                       |                                                    | XVe siècle              | 468       | fondamenta S. Giobbe                             |
| Palais Torniello                        | Palazo Torniello ai Servi                          | XVIe siècle             | 2370      | calle Tornielli                                  |
| Palais Vendramin                        | Ca'Vedramin                                        | XVIIe siècle            | 2400      | fondamenta Vendramin                             |
| Palais Widmann                          | Palazzo Widmann-Rezzonico                          | XVIIe siècle            | 5403      | fondamenta Widmann                               |
| Palais Zacco                            |                                                    | XVe siècle              | 6097      | calle Caselli                                    |
| Ca' Zanardi                             |                                                    | XVIe siècle             | 4132      | calle Zanardi                                    |
| Palais Zane                             | (part du Palais Michiel)                           | XVIe siècle             | 2536      | fondamenta de la Misericordia                    |
| Petit Palais Zatta                      |                                                    |                         | 328-330   | fondamenta Labia                                 |
| Palais Zen (it)                         |                                                    | XVIe siècle             | 4922      | fondamenta Zen                                   |
| Palais Zulian                           | Palazzo Zulian Priuli                              |                         | 2253      | corte Barbaro                                    |

### Castello

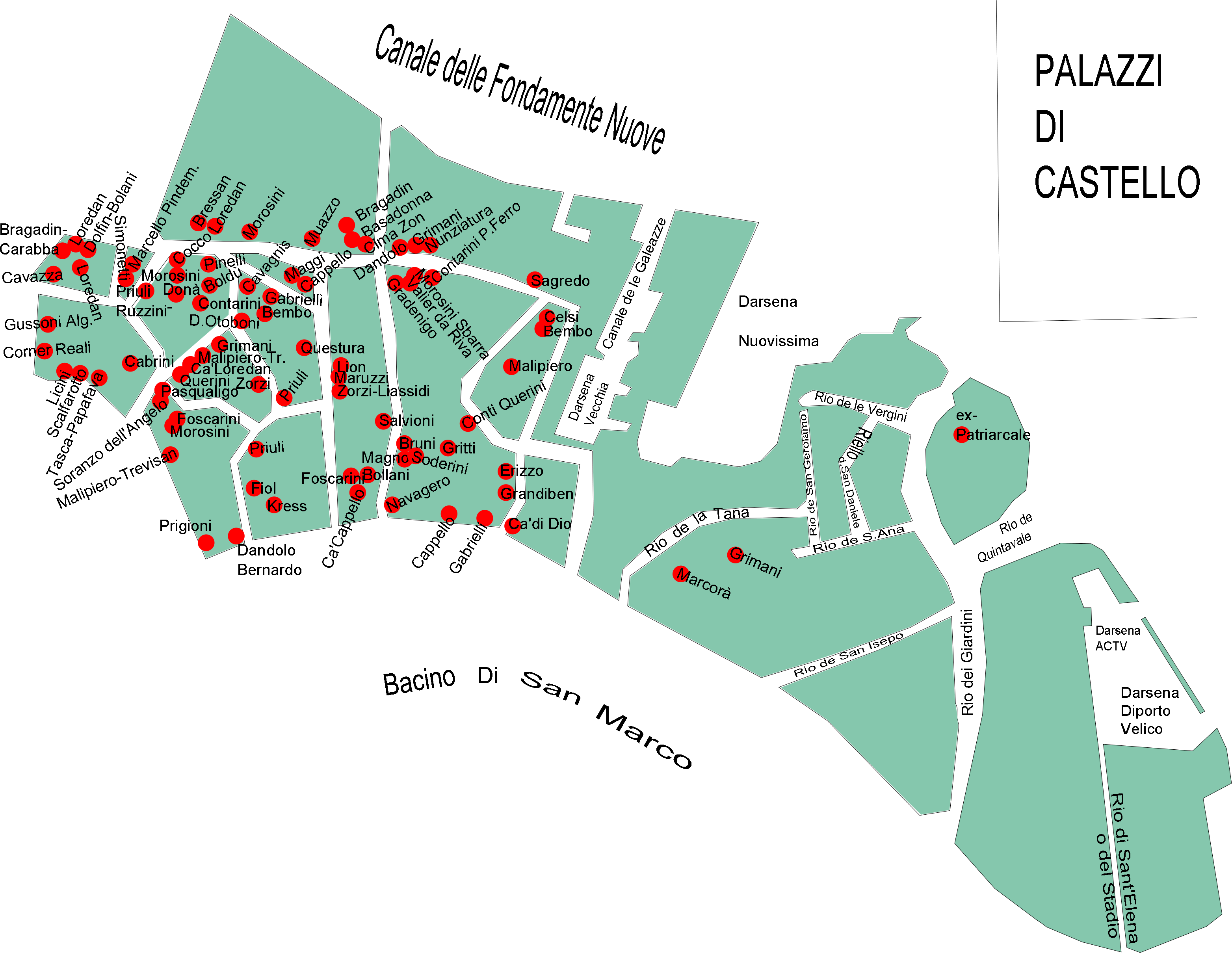

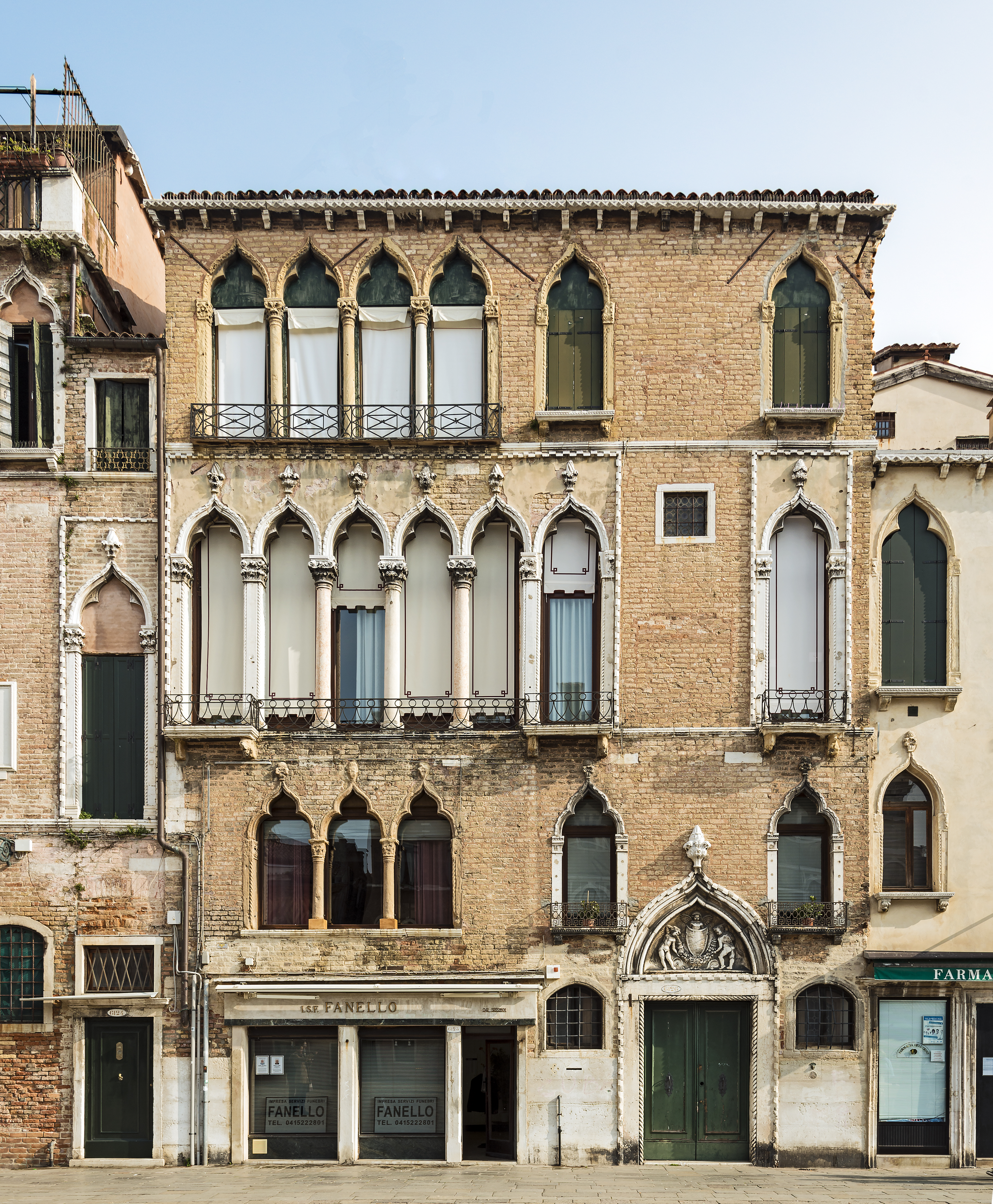
Les Palais Donà

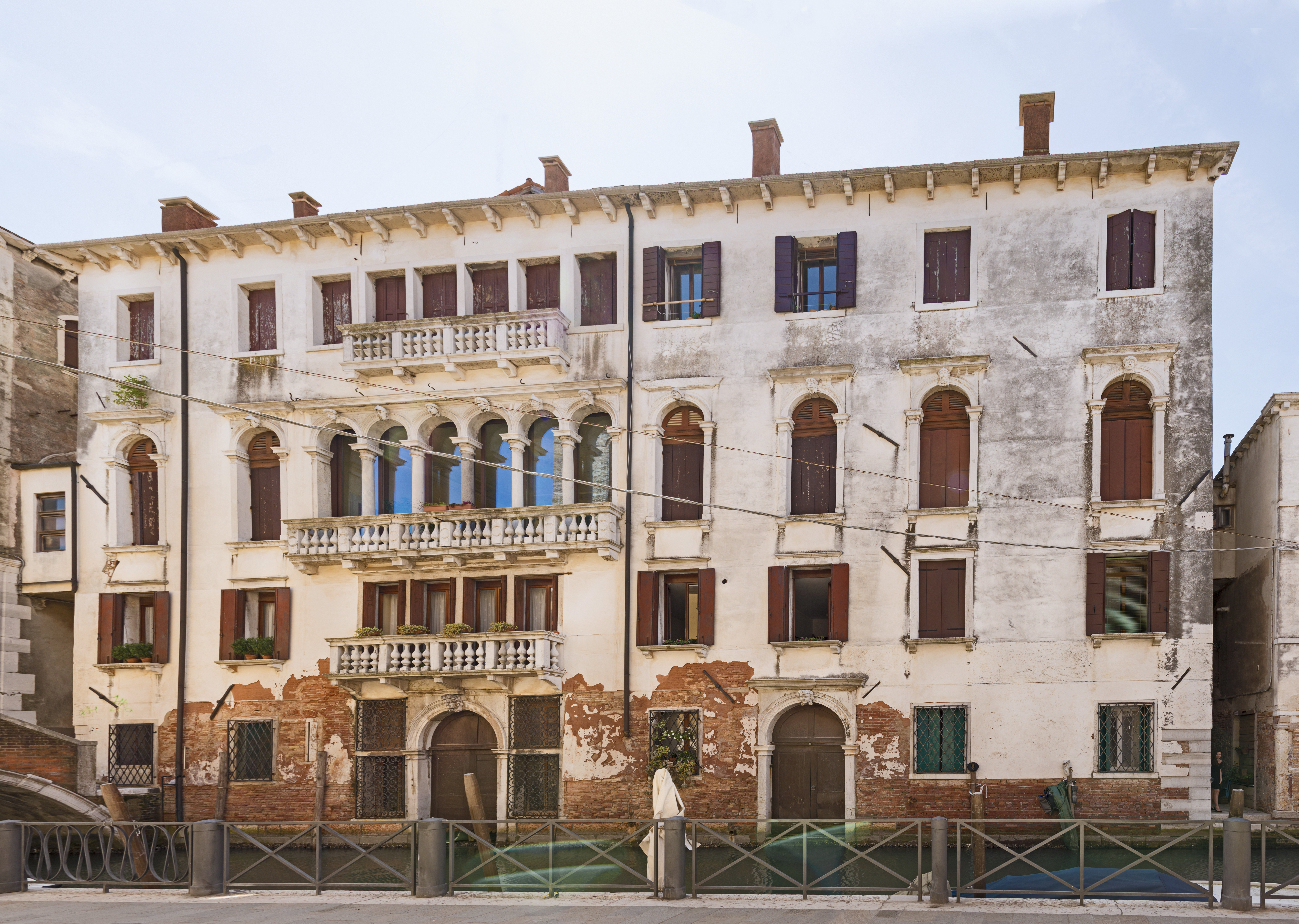
Palais Erizzo

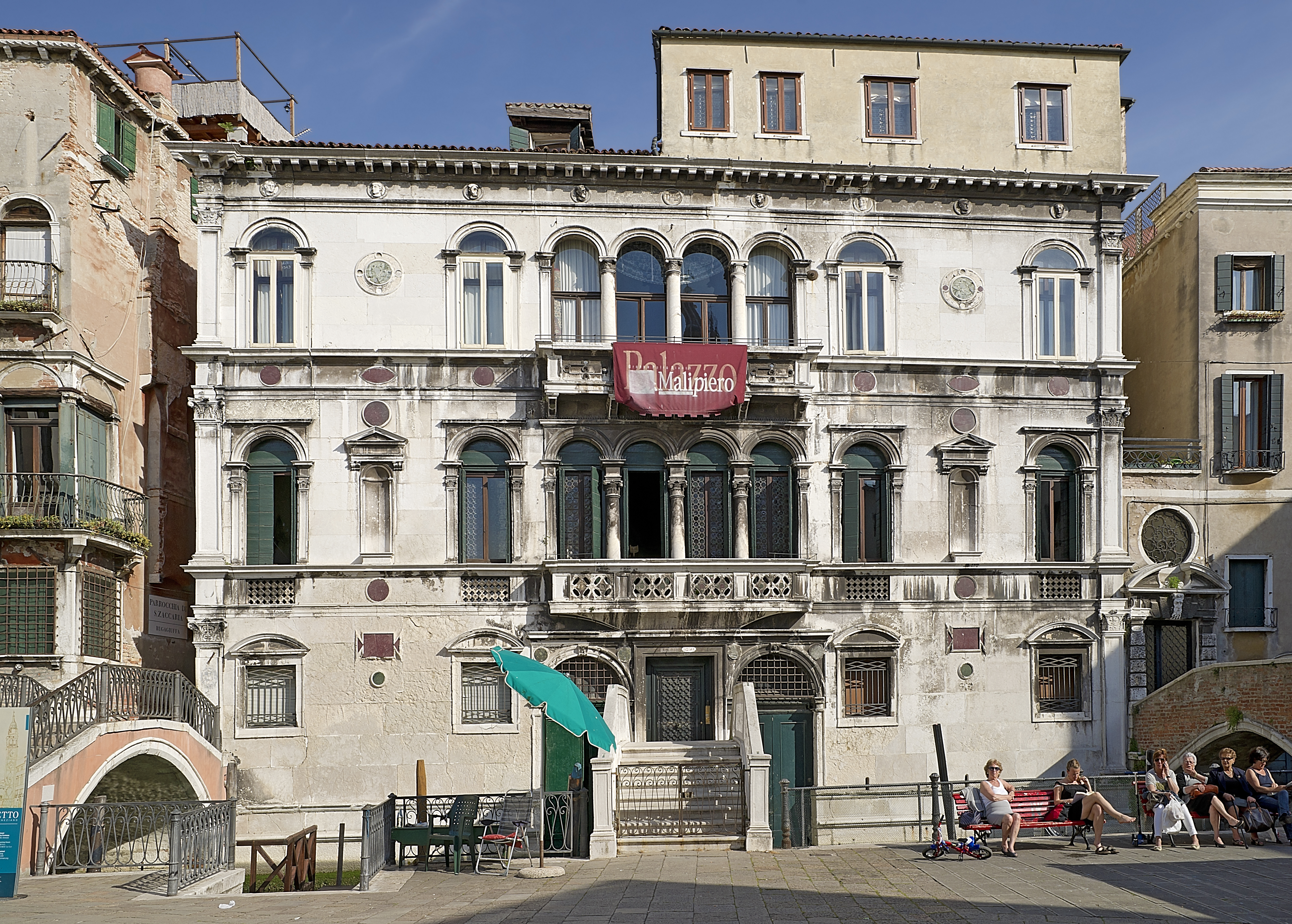
Palais Malipieri Trevisan

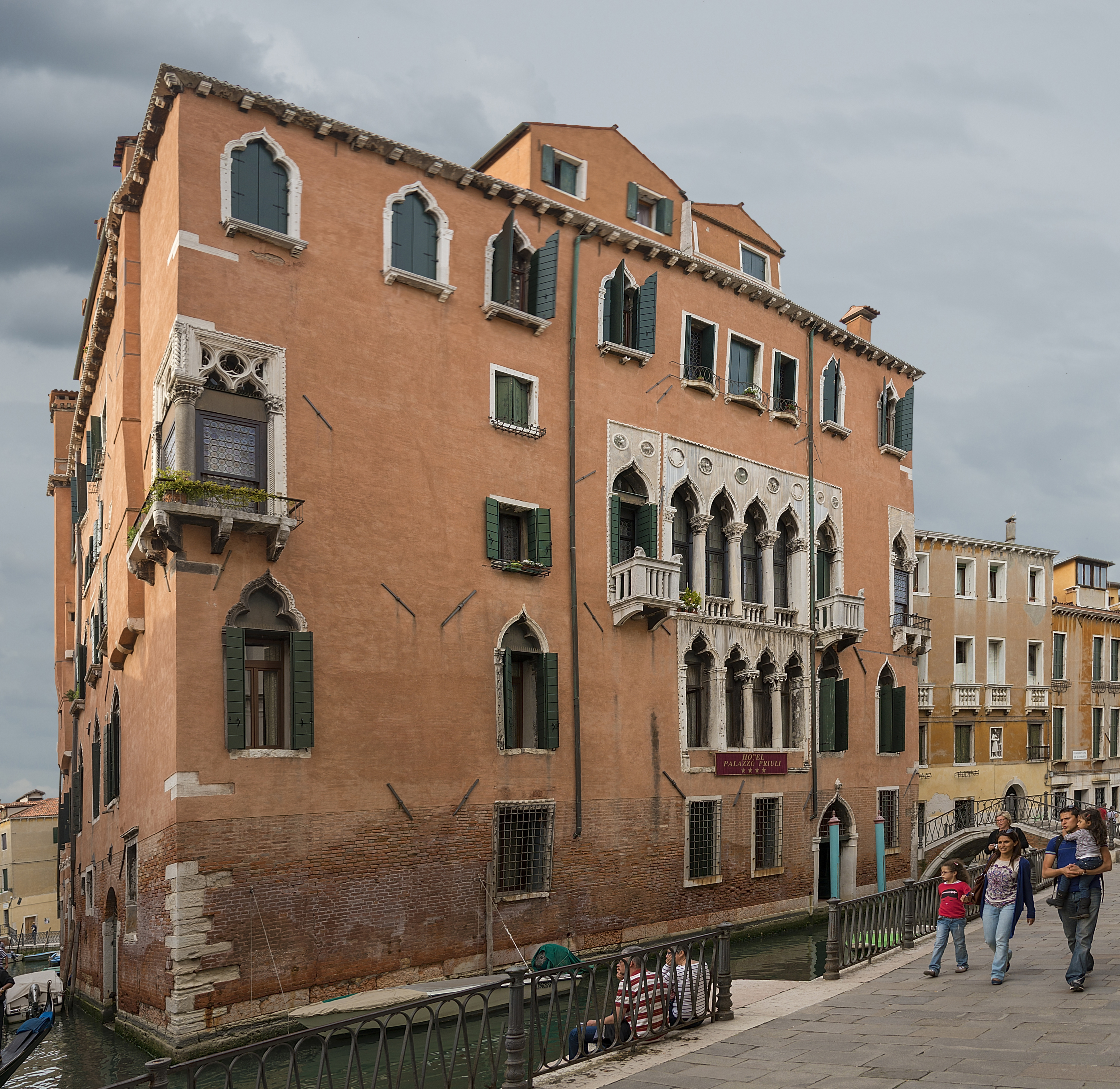
Palais Priuli a San Severo

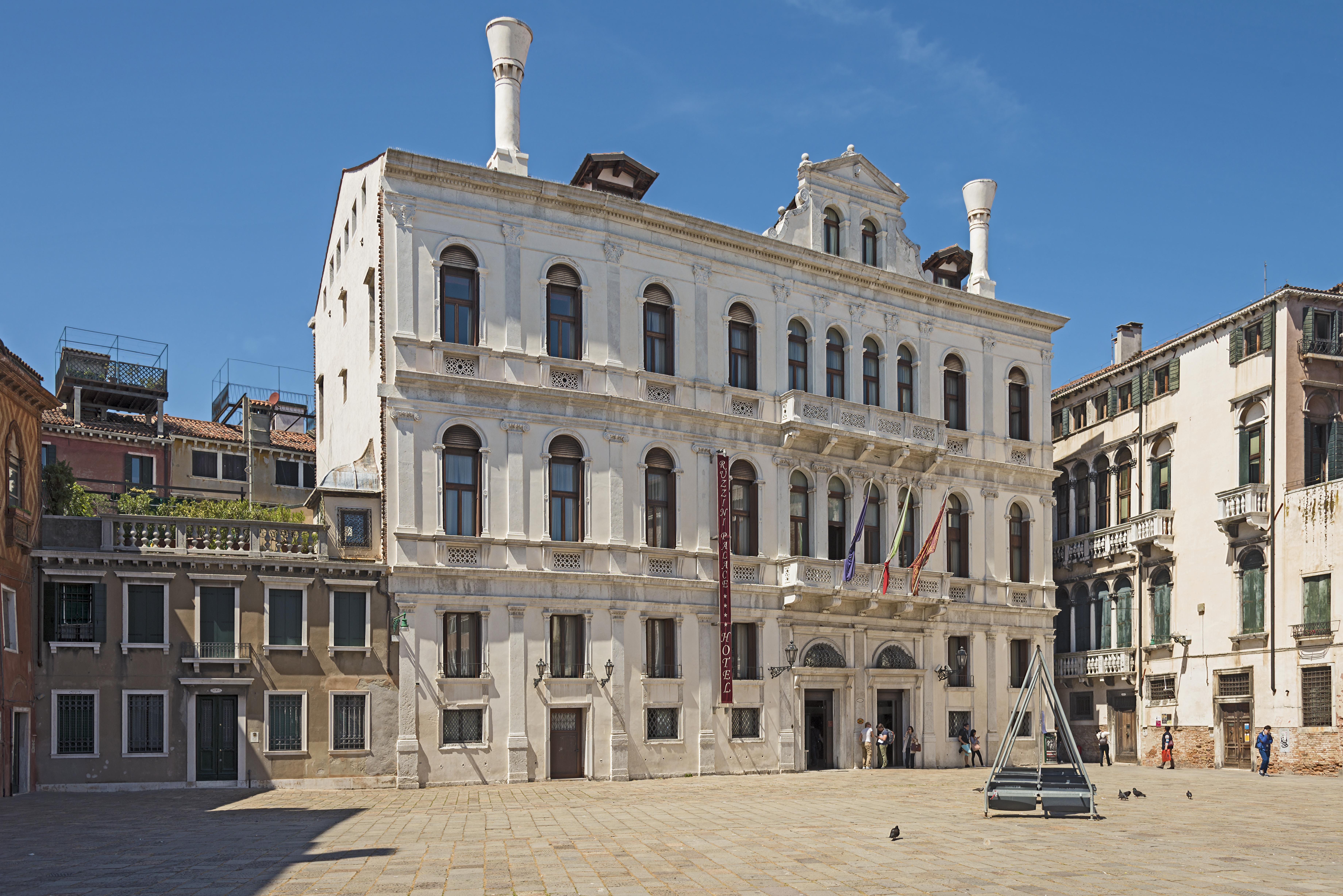
Palais Priuli Ruzzin

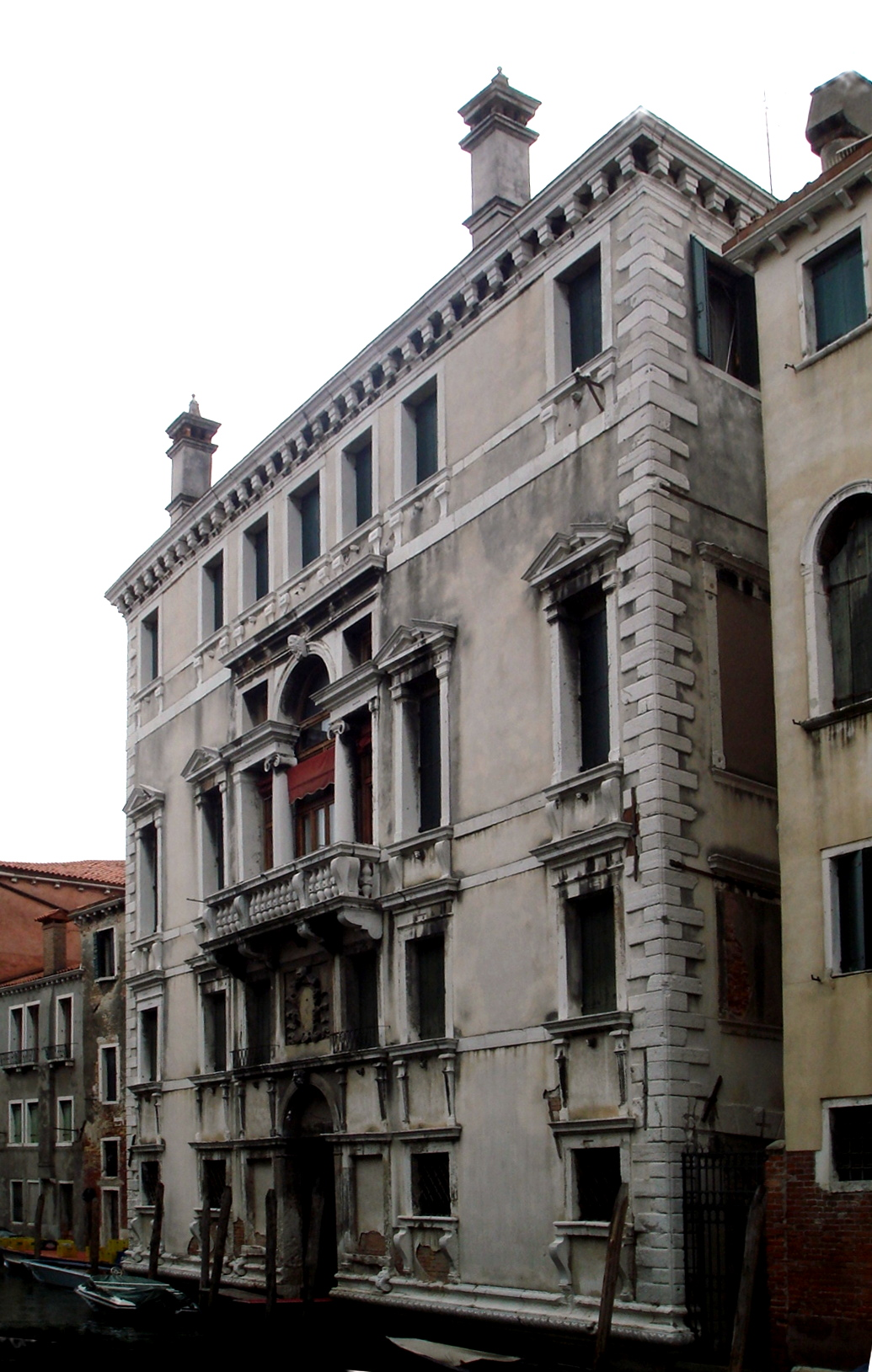
Palais Salvioni

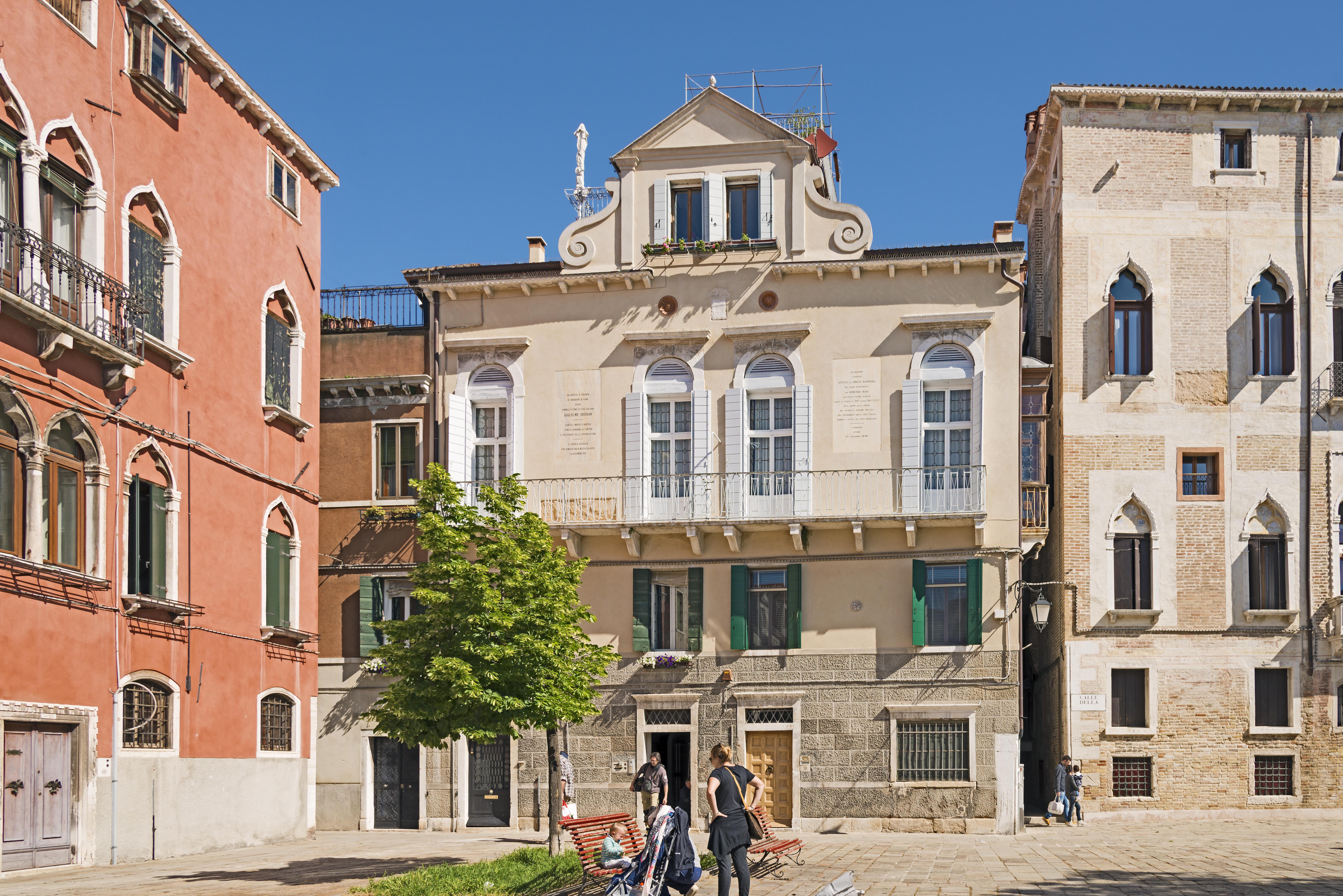
Palais Soderini

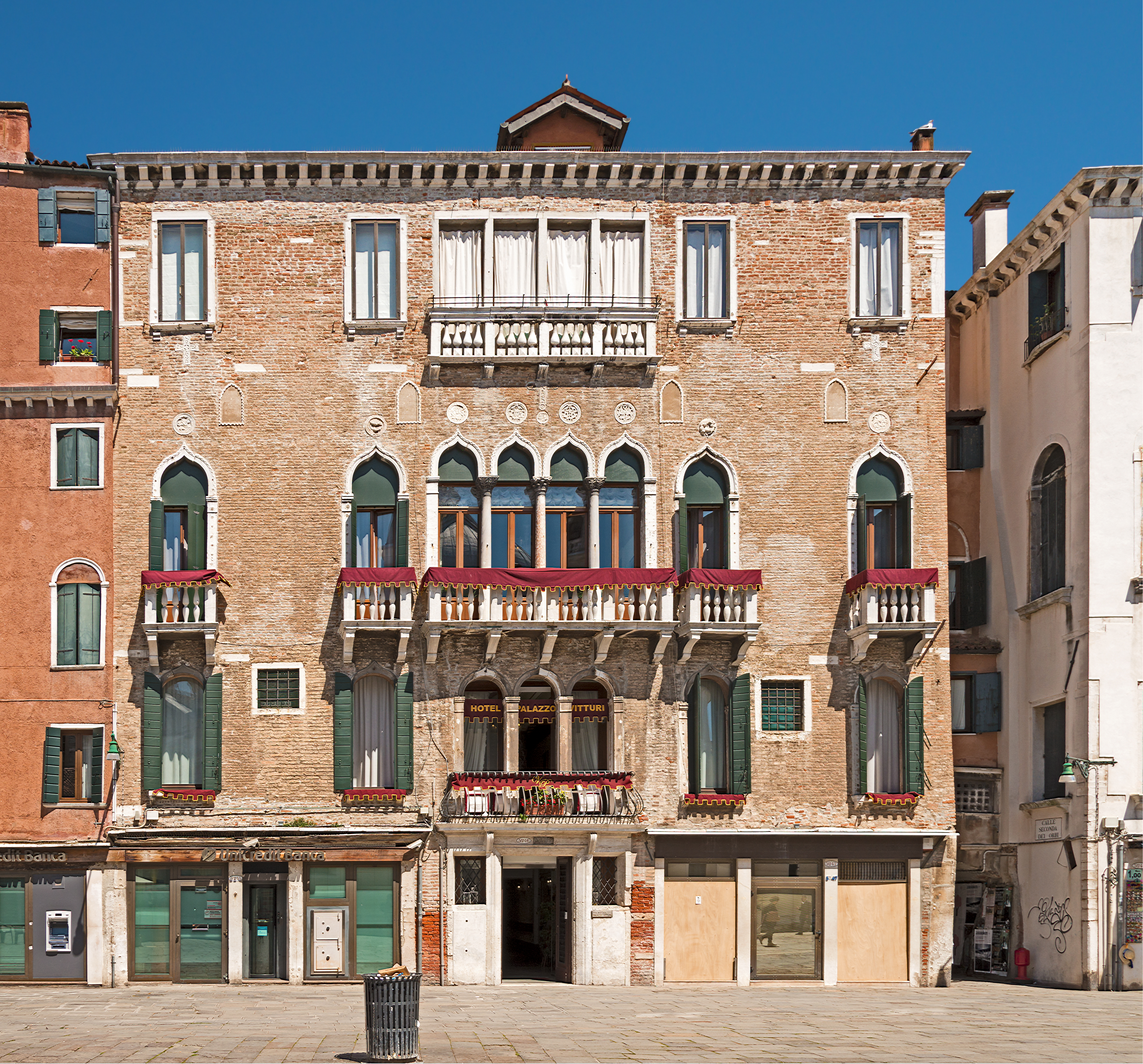
Palais Vitturi

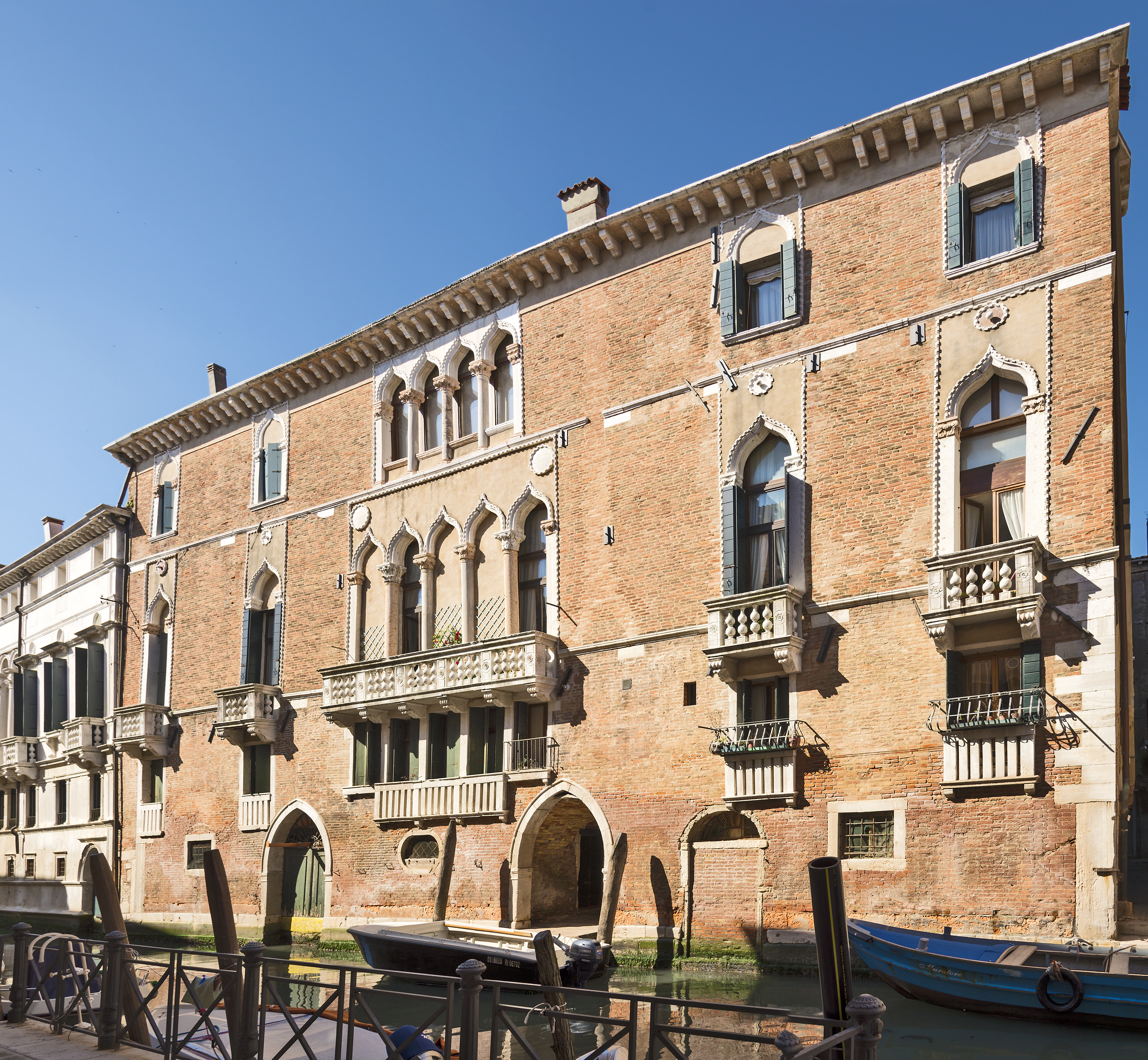
Palais Zorzi Bon

| Nom du palais                               | Nom alternatif                             | siècle                 | N.A.           |                                                |
| ------------------------------------------- | ------------------------------------------ | ---------------------- | -------------- | ---------------------------------------------- |
| Palais Avogadro                             |                                            |                        | 4426           | ponte Pasqualigo                               |
| Palais Basadonna                            |                                            |                        | 6500           | corte de le Do Porte                           |
| Palais Bembo                                |                                            |                        | 5153           | calle de la Madona                             |
| Palais Bembo Boldù                          | Palazzo Bembo a Santa Maria Nova           |                        | 5999           | campiello S. Maria Nova                        |
| Palais Bembo a San Ternita                  | Casa Magno                                 | XVe siècle             | 2693           | calle Magno                                    |
| Palais Boldù                                |                                            |                        | 5180-5181      | calle Longa S. Maria Formosa                   |
| Palais Bollani a San Antonin                |                                            | XVIe siècle            | 3647           | corte Bollani                                  |
| Palais Bragadin Bigaglia                    | Palazzo Bragadin                           | XVe et XVIe siècles    | 6480           | calle del Cafetier                             |
| Palais Bragadin Pinelli                     |                                            |                        | 6258           | calle Bragadin o Pinelli                       |
| Palais Bragadin Carabba                     | Palazzo Bragadin                           | XVe siècle             | 6050           | ramo Bragadin o Carabba                        |
| Palais Bressan                              |                                            |                        | 6323           | calle Bressana                                 |
| Petit Palais Bruni                          |                                            |                        | 3618           | calle Terazera                                 |
| Palais Cabrini                              |                                            |                        | 5273           | calle de le Bande                              |
| Palais Cappello a Sant'Antonin              |                                            | XVIe siècle            | 3764           | campiello del Piovan                           |
| Palais Cappello a San Giovanni Laterano     | Palazzo Cappello                           | XVe siècle             | 6391           | calle S. Giovanni Laterano                     |
| Palais Cappello Memmo                       | Ca' Cappello                               |                        | 3702           | calle de la Pietá                              |
| Palais Cavagnis                             | Cavanis                                    | XVIIe siècle           | 5170           | fondamenta Cavanis                             |
| Palais Cavazza                              |                                            |                        | 5990           | fondamenta del Pistor                          |
| Palais Celsi                                | poi Donà                                   |                        | 2716           | calle Donà                                     |
| Palais Cima Zon                             |                                            |                        | 6512           | calle Zon                                      |
| Palais Cocco                                |                                            |                        | 6165           | calle Cocco detta Remer                        |
| Palais Contarini                            |                                            |                        | 6131           | calle Longa S. Maria Formosa                   |
| Petit Palais Conti Querini                  | Palazzetto Querini                         | XVIIIe siècle          | 3520           | calle de l'Arco                                |
| Palais Contarini dalla Porta di Ferro       | Palazzo Contarini della Porta di Ferro     | XIVe et XVe siècles    | 2926           | salizada S. Giustina                           |
| Palais Corner Reali                         |                                            |                        | 5527           | campo de la Fava                               |
| Palazzina Dal Fiol                          | Palazzina Da Fiol                          |                        | 4669-4672      | corte Nova                                     |
| Petit Palais Dandolo                        |                                            |                        | 6826           | fondamenta Dandolo                             |
| Hôtel Danieli, composé de :                 |                                            |                        |                |                                                |
| Palais Dandolo                              |                                            |                        | 4196           | Riva dei Schiavoni                             |
| Palais Danieli Excelsior                    |                                            |                        |                | Riva dei Schiavoni                             |
| Ca' di Dio                                  |                                            |                        | 2182-2186      | riva de la Ca' de Dio                          |
| Palazzo Dolfin Bolani                       | Palazzo Bolani                             |                        | 6073           | campo S. Marina                                |
| Palais Valier Da Riva                       | Palazzo Da Riva                            | XVIIe siècle           | 2856           | calle del Fontego                              |
| Les Palais Donà (it)                        | a Santa Maria Formosa                      | XVe siècle             | 6121-6123-6126 | campo S. Maria Formosa                         |
| Palais Donà Ottoboni                        |                                            |                        | 5136           | calle de la Madona                             |
| Palais Erizzo                               | a San Martino                              | XVIIe siècle           | 4002           | calle Erizzo                                   |
| Palais Foscarini                            |                                            |                        | 4392           | ponte privato da Calle larga S. Marco          |
| Palais Gabrielli a Santa Maria Formosa      |                                            |                        | 5152           | calle de la Madona                             |
| Palais Gabrielli sulla Riva degli Schiavoni |                                            |                        | 4110           | riva dei Schiavoni                             |
| Palais Gradenigo a Santa Giustina           | a Santa Giustina                           | XVIIe siècle           | 2838           | campo S. Giustina                              |
| Palais Grandiben Negri                      | Palazzo Grandiben                          | XIVe siècle            | 4003           | ponte Erizzo                                   |
| Petit Palais Grimani                        |                                            |                        | 4860           | ramo Grimani                                   |
| Palais Grimani in Via Garibaldi             |                                            |                        | 1796           | via Garibaldi                                  |
| Palais Grimani a Santi Giovanni e Paolo     |                                            |                        | 6779-6781      | campo SS. Giovanni e Paolo                     |
| Palais Grimani di Santa Maria Formosa       |                                            | XVIe siècle            | 4858           | ramo Grimani                                   |
| Palais Gritti Loredan                       | Ca'Gritti                                  | XIVe siècle            | 3698           | calle de la Pietá                              |
| Palais Gritti Morosini Badoer               | Palazzo Gritti                             | XIVe siècle            | 3608           | campo S. Giovanni in Bragora o Bandiera e Moro |
| Palais Gussoni Algarotti                    | Palazzetto Gussoni a San Lio               | XVe siècle             | 5601           | calle de la Fava                               |
| Palais Kress                                |                                            |                        | 4685A-4686     | calle S. Zaccaria                              |
| Palais Licini                               |                                            |                        | 5507           | corte Licini                                   |
| Palais Lion                                 |                                            |                        | 3392           | calle Maruzzi                                  |
| Ca' Loredan                                 |                                            |                        | 5251           | campo da S. Maria Formosa                      |
| Palais Loredan a Santa Marina               |                                            |                        | 6043           | campo S. Marina                                |
| Palais Loredan a Santi Giovanni e Paolo     |                                            |                        | 6302           | calle de la Madona                             |
| Palais Maggi                                |                                            |                        | 6394           | calle S. Giovanni Laterano                     |
| Palais Magno (Castello)                     |                                            |                        | 6676A-6689     | corte de la Terrazza                           |
| Palais Malipiero (Castello)                 |                                            |                        | 2684-89        | campo Do Pozi                                  |
| Palais Malipiero Trevisan                   | Palazzo Trevisan                           | XVIe siècle            | 5250           | campo da S. Maria Formosa                      |
| Palais Marcello Pindemonte Papadopoli       | Palazzo Marcello                           | XVIIe siècle           | 6108           | calle Borgoloco Pompeo Molmenti                |
| Palais Marcorà                              |                                            |                        | 1581           | via Garibaldi                                  |
| Palais Maruzzi                              |                                            |                        | 3394           | calle Lion                                     |
| Palais Morosini a San Giovanni Laterano     |                                            | XVe siècle             | 6432           | Barbaria de le Tole                            |
| Palais Morosini a San Giovanni Nuovo        |                                            |                        | 4391           | calle Piacentini                               |
| Palais Morosini a Santi Giovanni e Paolo    |                                            |                        | 6396           | fondamenta S. Giovanni Laterano                |
| Palais Morosini dalla Sbarra                |                                            |                        | 2845           | calle del Fontego                              |
| Palais Morosini dal Pestrin (it)            | Palazzo Morosini                           | XVIIe siècle           | 6140           | ramo del Pestrin                               |
| Les Palais Muazzo                           | Palazzo Giustinian puis Muazzo             |                        | 6451-6453      | sotoportego Muazzo                             |
| Palais Navagero                             | Casa Navagero                              |                        | 4145           | riva dei Schiavoni                             |
| Palazzo della Nunziatura                    | Palazzo Gritti a San Francesco della Vigna | XVIe siècle            | 2787           | campo S. Francesco                             |
| Palais Pasqualigo (Castello)                |                                            |                        | 4424           | fondamenta del Remedio                         |
| Ex-Palais Patriarcal                        |                                            |                        | 70             | campo S. Piero                                 |
| Palais delle Prigioni Nuove                 |                                            |                        | 4209           | riva dei Schiavoni                             |
| Palais Priuli a San Provolo                 |                                            |                        | 4711           | campo S. Provolo                               |
| Palais Priuli Ruzzini Loredan (it)          | Campo S.M.Formosa                          | XVIIe siècle           | 5866           | campo S. Maria Formosa                         |
| Palais Priuli a San Severo                  |                                            | XVe siècle             | 4979B          | calle del Diavolo                              |
| Palais Querini Stampalia (it)               | Palazzo Querini                            | XVIe siècle            | 5252           | campo da S. Maria Formosa                      |
| Palais Sagredo a Santa Ternita              |                                            | XVIIe siècle           | 2721           | fondamenta del Cristo                          |
| Palais Salvioni                             |                                            |                        | 3463           | ramo va va dal Salvioni                        |
| Palais Scalfarotto                          |                                            |                        | 5492A          | calle de la Malvasia                           |
| Palais Simonetti                            |                                            |                        | 6109           | calle Borgoloco Pompeo Molmenti                |
| Palazzetto Soderini                         |                                            |                        | 3626           | campo S. Giovanni in Bragora o Bandiera e Moro |
| Palais Soderini                             |                                            |                        | 3610           | campo S. Giovanni in Bragora o Bandiera e Moro |
| Palais Soldà                                | Casa Solda                                 |                        | 510            | fondamenta S. Anna                             |
| Palais Soranzo dell'Angelo                  | Palazzo Soranzo                            | XVe et XVIIe siècles   | 4419           | ponte del Remedio                              |
| Palais Spiridione Papadopoli                |                                            |                        | 6114           | Borgoloco Pompeo Molmenti                      |
| Palais Tamagnini Massari                    |                                            |                        | 3769           | calle del Forno                                |
| Palais Tasca Papafava                       | in Parrocchia San Zulian                   |                        | 5402           | calle Mussato o Tasca                          |
| Palais Trevisan Cappello                    | in Canonica                                | XVIe siècle            | 4328           | calle de la Malvasia                           |
| Palais Venier                               | a San Martino                              | XIVe siècle            | 5267-5270      | calle de le Bande                              |
| Palais Vitturi (it)                         |                                            | XIIIe et XIVe siècles  | 5246           | campo S. Maria Formosa                         |
| Palais Ziani                                | Demanio                                    |                        | 5050           | fondamenta S. Lorenzo                          |
| Palais Zon Marcello                         | Palazzo Zon Zatta                          | XIVe et XVIIIe siècles | 6512           | calle Zon                                      |
| Palais Zorzi, composé des :                 |                                            |                        |                |                                                |
| - Palais Zorzi Bon                          |                                            | XIIIe siècle           | 4907           | calle de l'Arco detta Bon                      |
| - Palais Zorzi Galeoni                      |                                            | XVe siècle             | 4930           | salizada Zorzi                                 |
| Palais Zorzi Liassidi                       | Palazzo Zorzi                              | XVe siècle             | 3405           | calle de la Madona                             |

### Dorsoduro

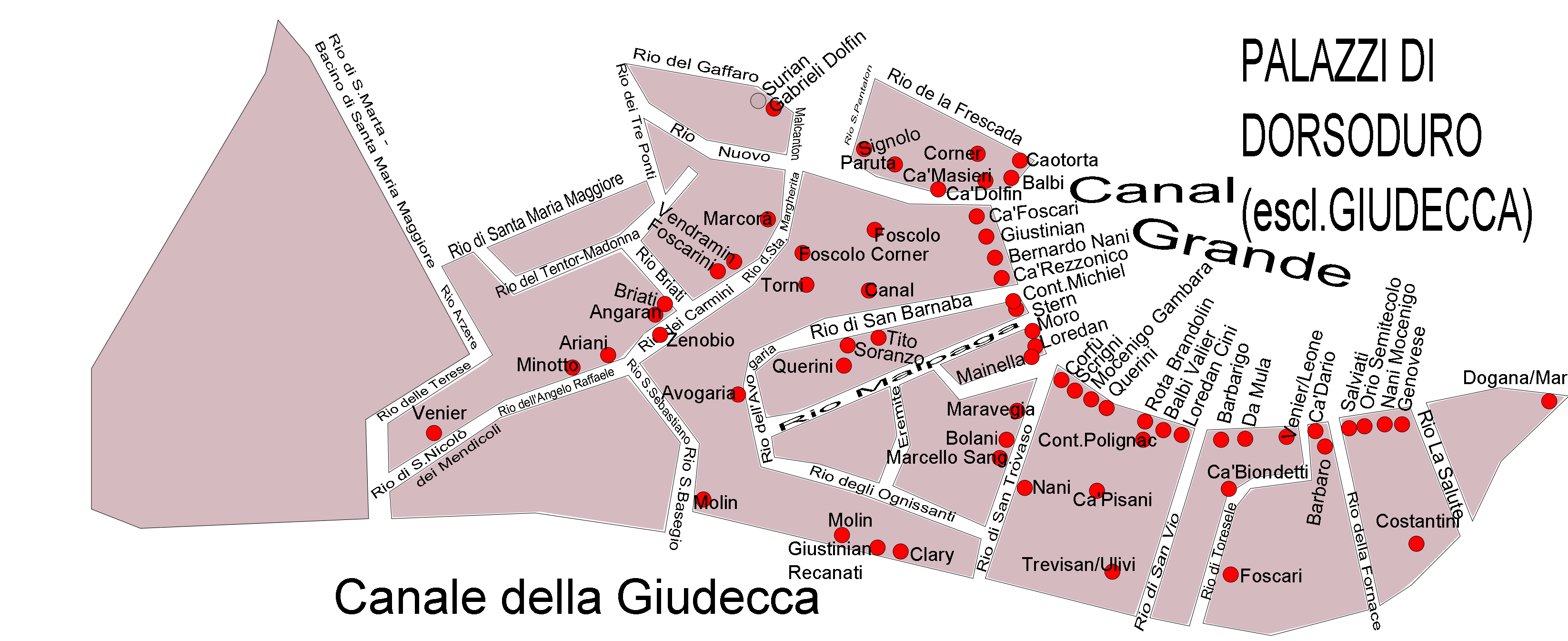

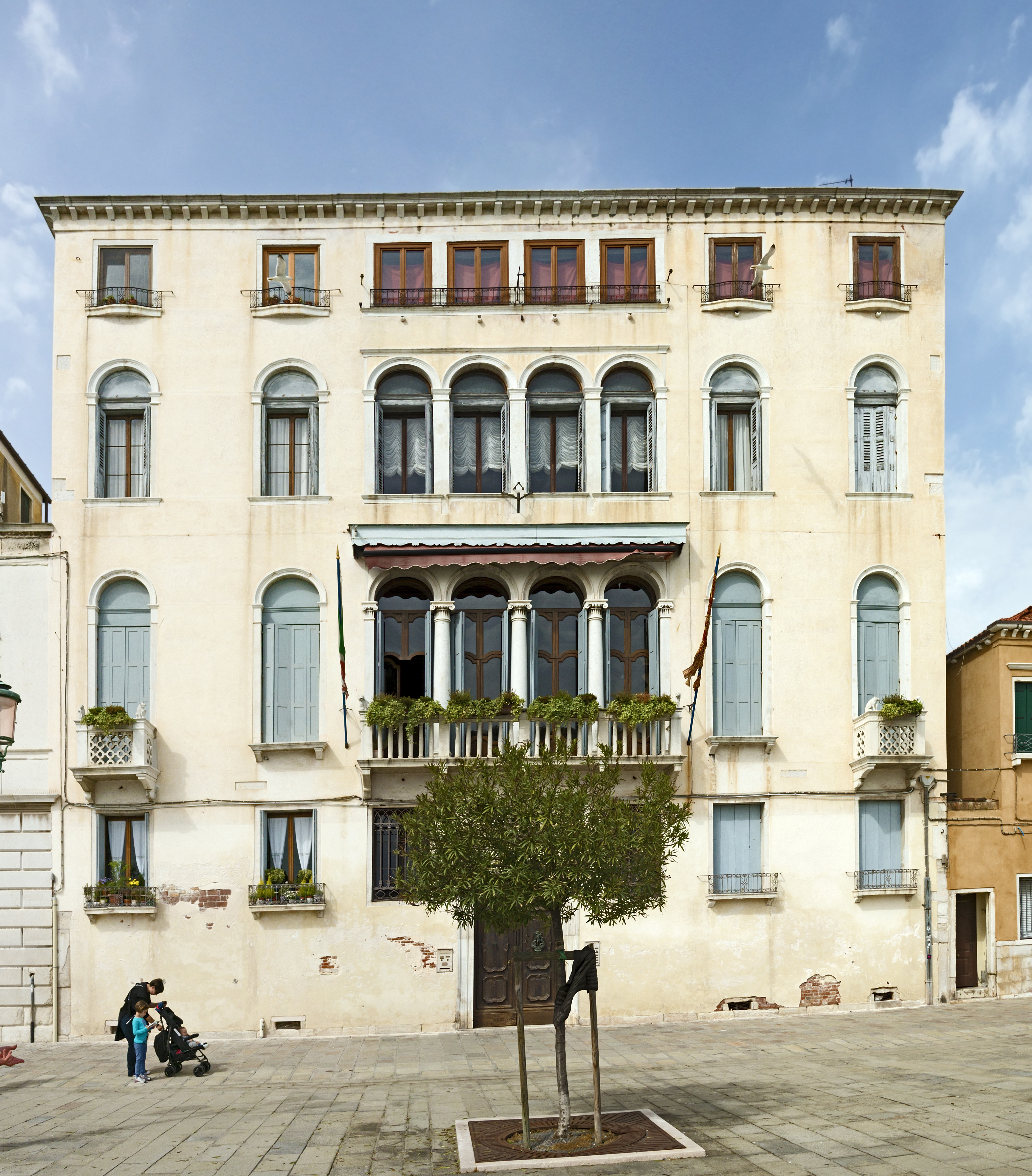
Palais Ficquelmont-Clary

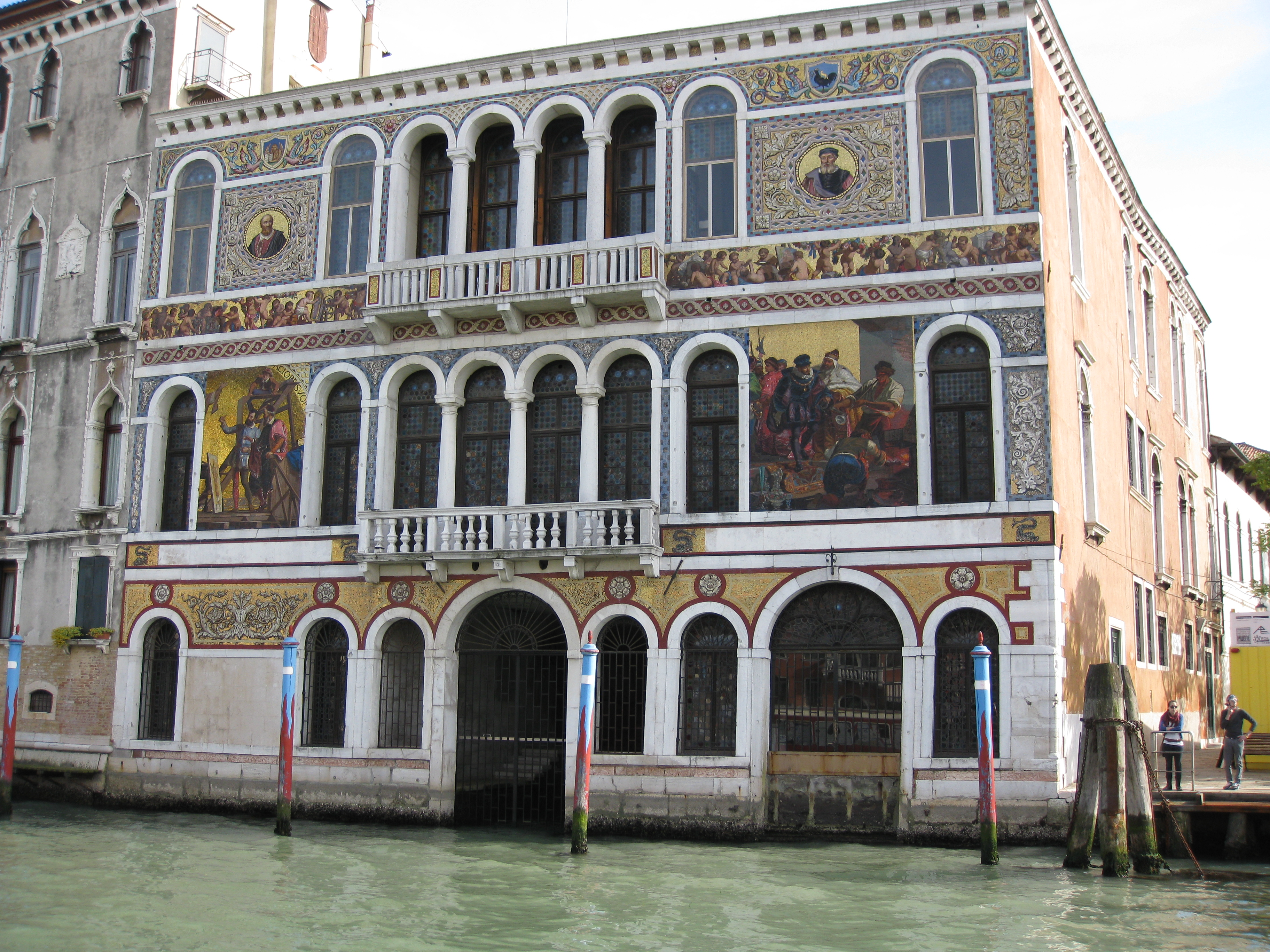
Palais Barbarigo

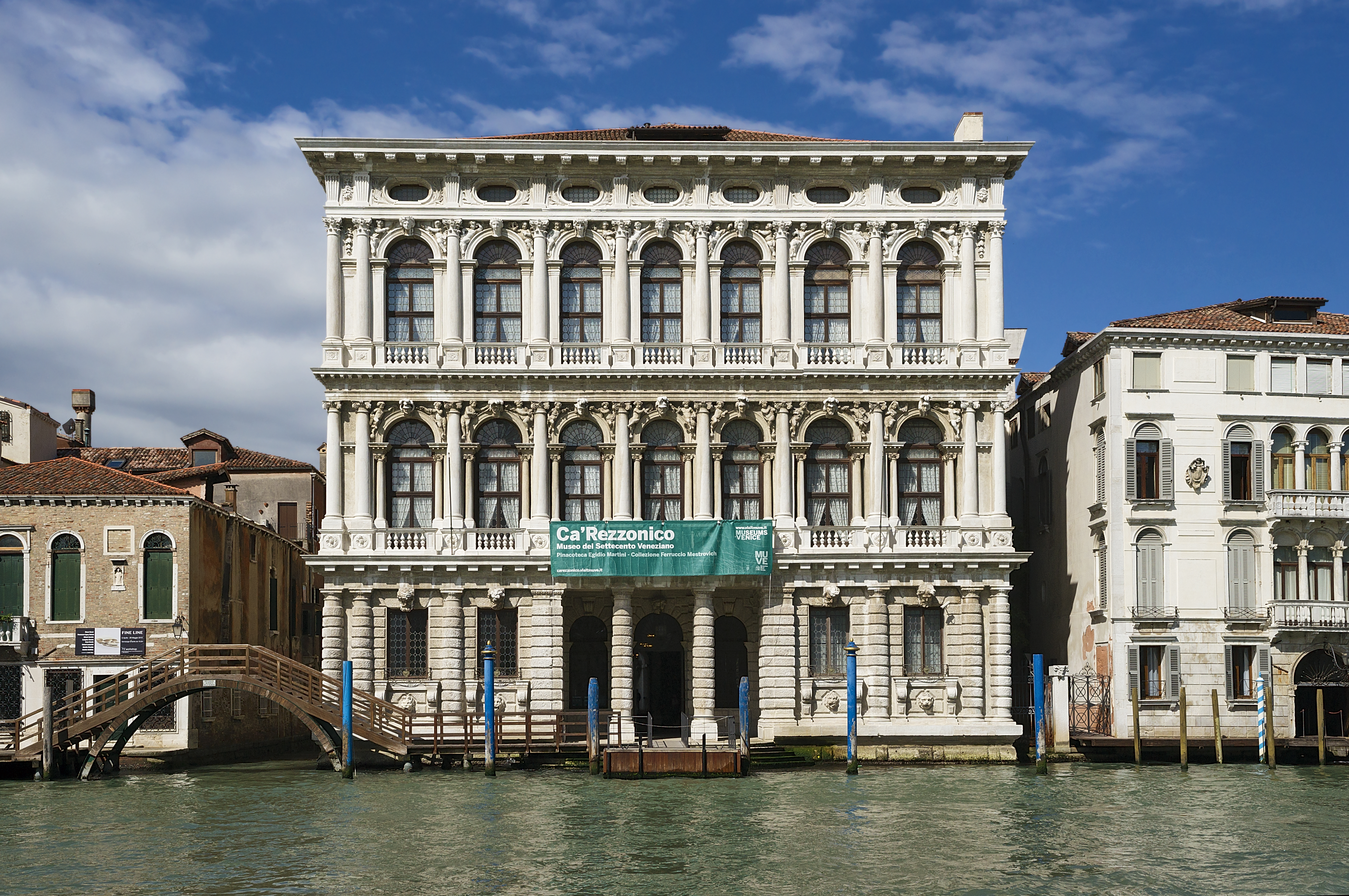
Ca' Rezzonico

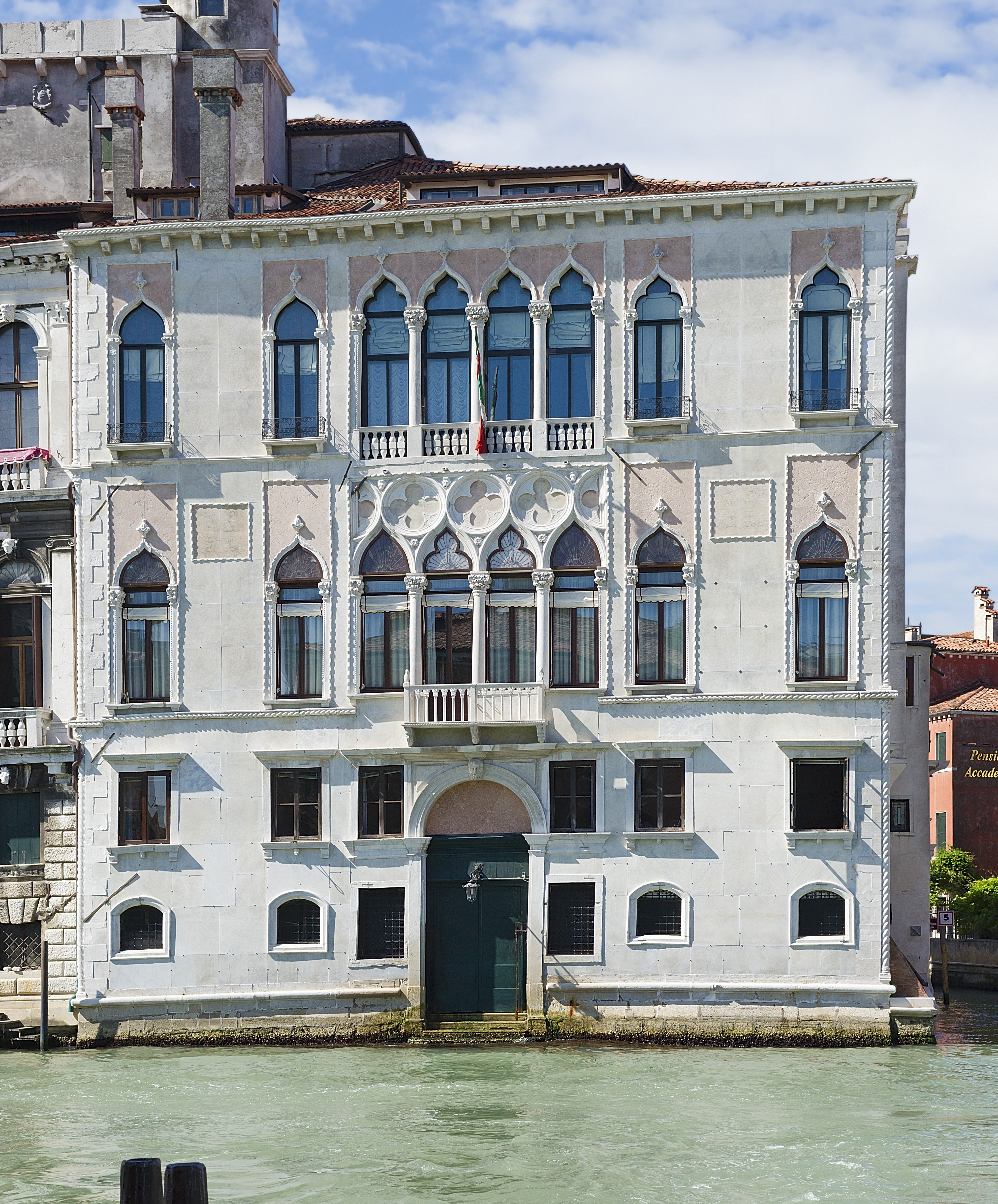
Palais Contarini de Corfù

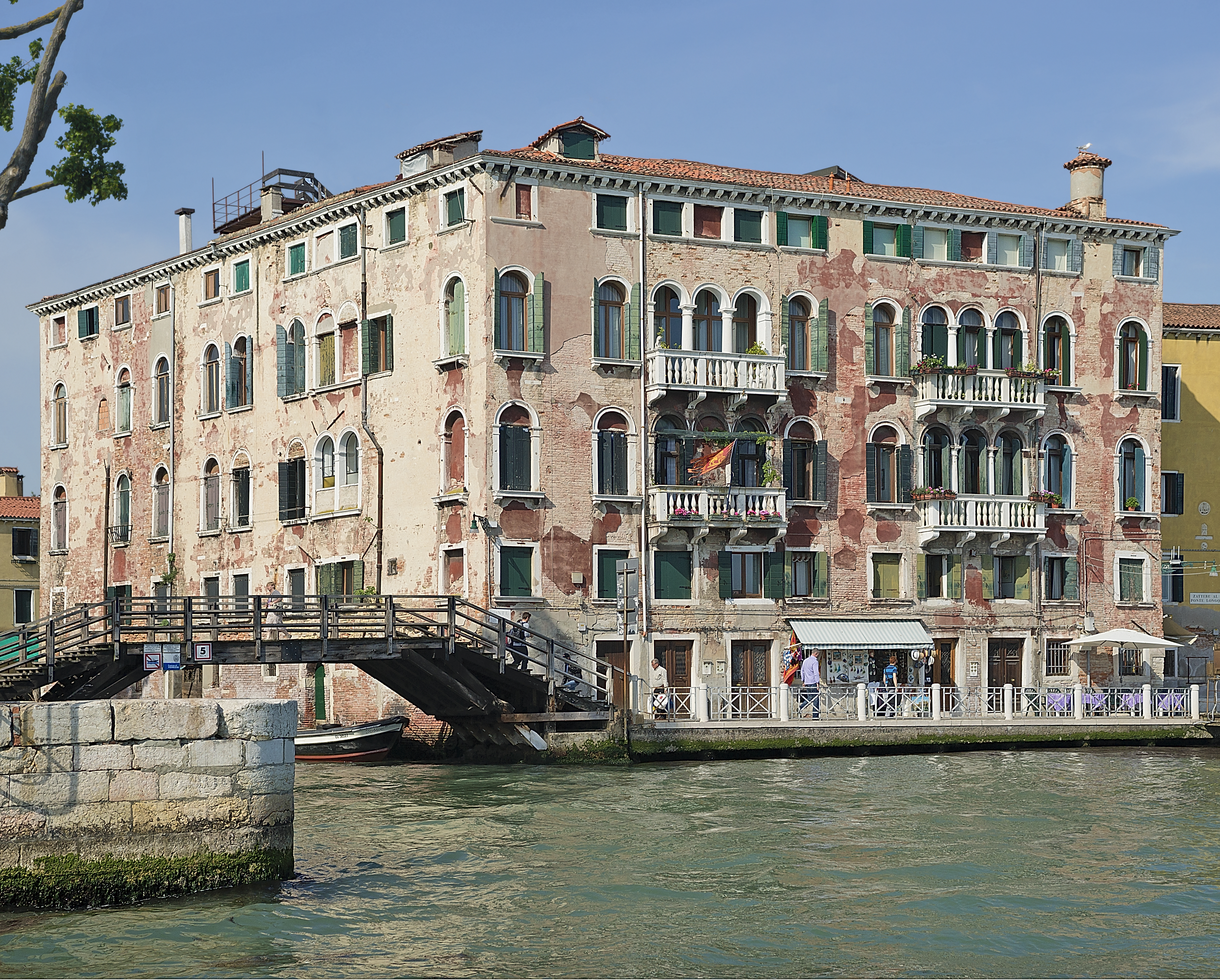
Palais Molin à San Basegio

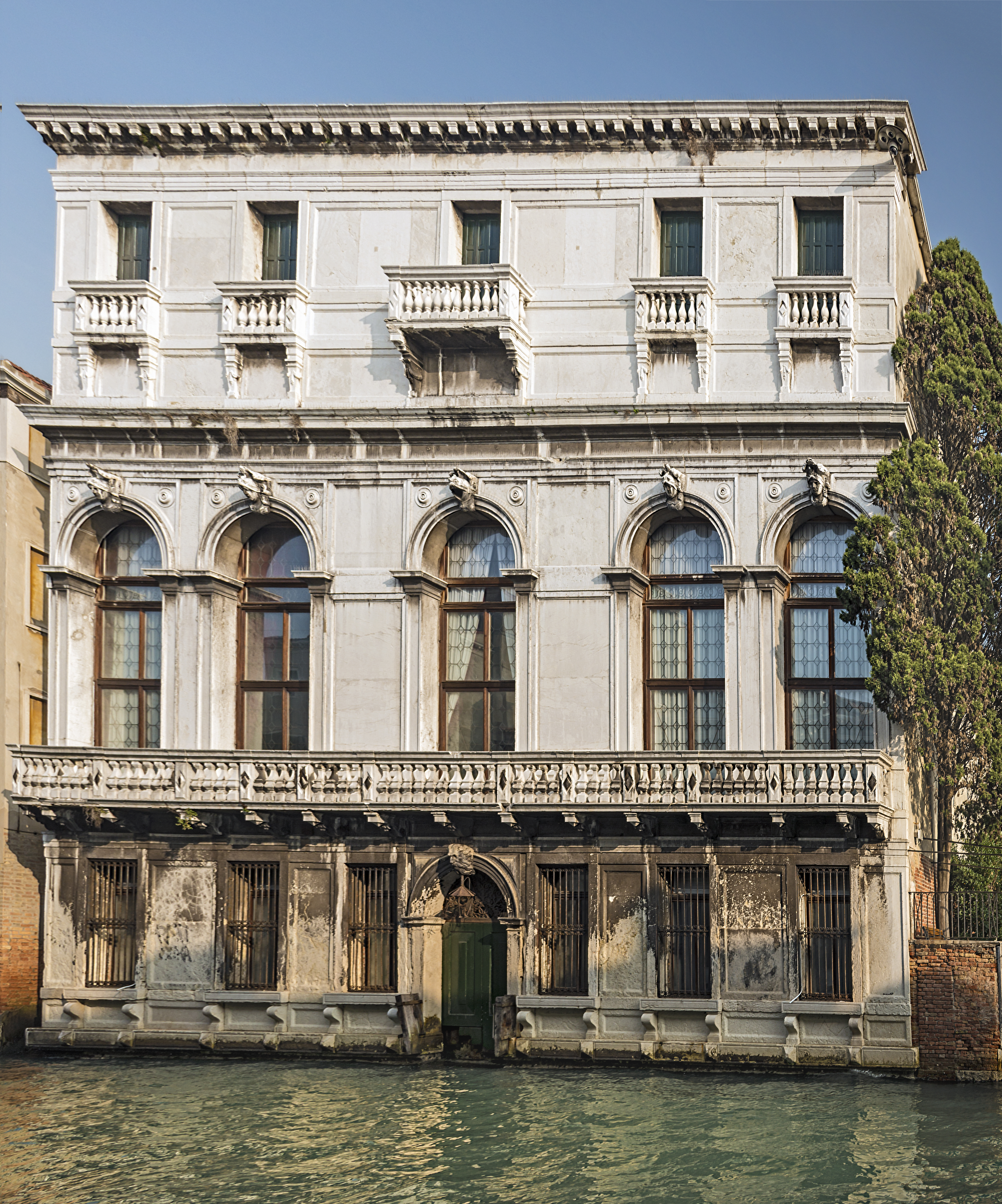
Palais Secco Dolfi

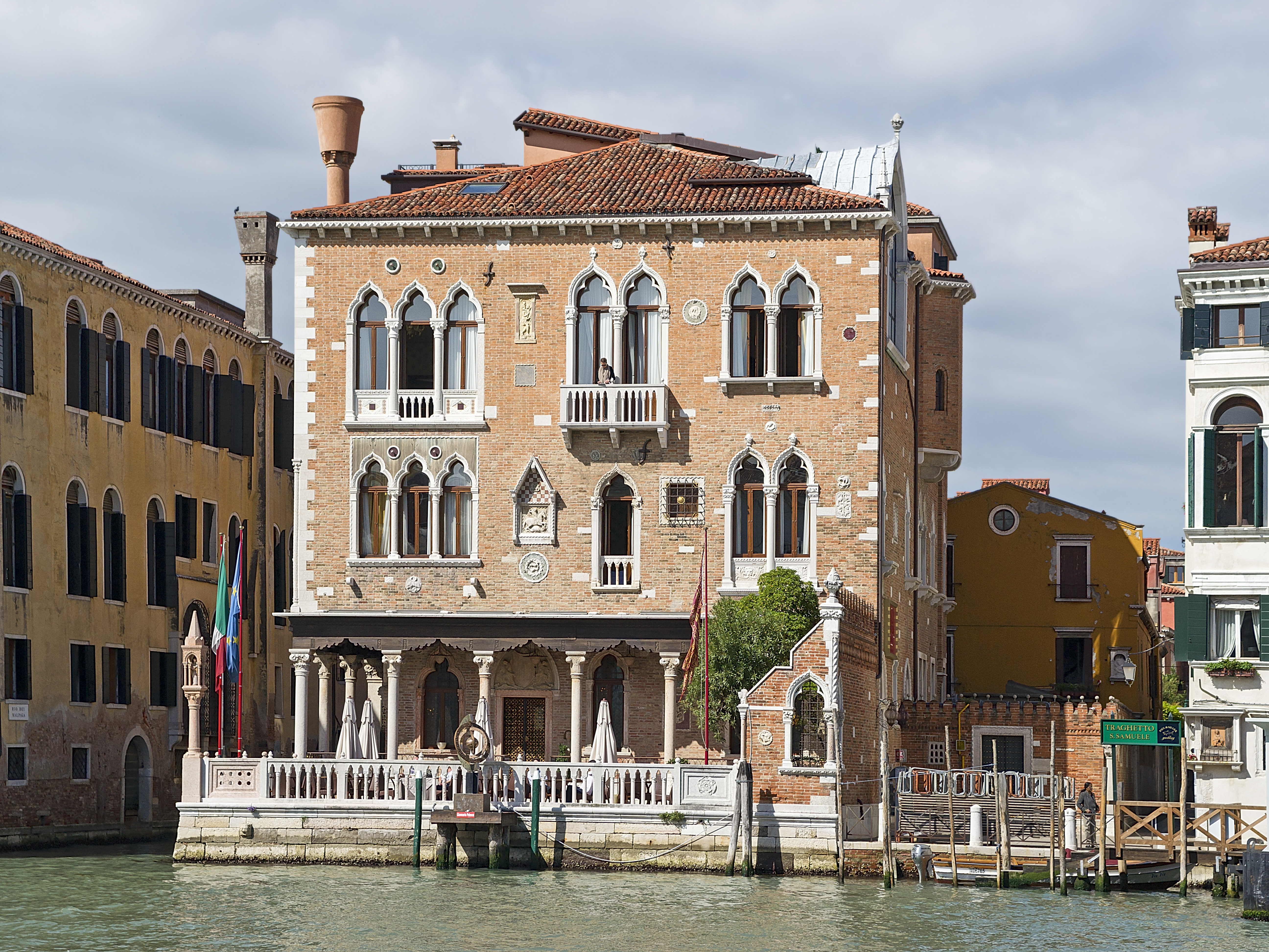
Palazetto Stern

| Nom du palais                                   | Nom alternatif                             | siècle                     | N.A.       |                                   |
| ----------------------------------------------- | ------------------------------------------ | -------------------------- | ---------- | --------------------------------- |
| Palais Angaran                                  |                                            |                            | 2534-2536  | fondamenta Briati                 |
| Palais Ariani Minotto Cicogna                   | Palazzo Ariani                             | XIVe siècle                | 2376       | fondamenta Briati                 |
| Petit Palais de l'Avogaria                      |                                            |                            | 1590,1591  | calle de l'Avogaria               |
| Palais Balbi                                    |                                            | XVIe siècle                | 3901       | calle del Remer                   |
| Palais Balbi Valier Sammartini                  | Molin Balbi Valier della Trezza            | XVIIe siècle               | 866        | piscina del Forner                |
| Palais Barbarigo                                |                                            | XVIe siècle                | 730        | campo S. Vio                      |
| Palais Barbarigo Nani Mocenigo                  | Palazzo Nani                               | XVe siècle                 | 960,961    | fondamenta Nani                   |
| Palais Barbaro Wolkoff                          | Palazzo Barbaro                            |                            | 351        | ramo Barbaro                      |
| Ca'Biondetti                                    | Casa Biondetti                             |                            | 714,715    | corte Venier dai Leoni            |
| Palais Bollani                                  | Palazzo Bolani a San Trovaso               | XVIIe siècle               | 1073       | fondamenta Toffetti               |
| Palais Brandolin Rota                           | Palazzo Rota                               | XVIIe siècle               | 878        | rio terá Antonio Foscarini        |
| Palazzina Briati                                | ou Casa Lorenzi                            |                            | 2530       | fondamenta Briati                 |
| Palais Canal                                    |                                            | XVIe siècle                | 3121       | rio terá Canal                    |
| Palais Caotorta Angaran                         |                                            | XVIIe siècle               | 3903       | campiello del Remer               |
| Palais Centani Morosini                         | Palazzo Centani                            |                            | 724        |                                   |
| Palais Cini, comprend le :                      | Valmarana Cini                             |                            | 864        | piscina del Forner                |
| Palais Loredan                                  | a San Pantalon                             | XVIe siècle                | 732        | campo S. Vio                      |
| Palais Clary                                    | Priuli Bon Clery                           | XVIIe siècle               | 1397       | fondamenta Zattere al Ponte Longo |
| Palais Contarini Michiel                        | à San Barnaba                              | XVIe siècle                | 2794       | calle del Tragheto                |
| Palais Contarini Polignac                       | Contarini Polignac dal Zaffo poi Manzoni   | XVe siècle                 | 875        | callesela Rota                    |
| les Palais Contarini degli Scrigni e Corfù (it) |                                            | XVe siècle et XVIIe siècle | 1057       | calle Contarini-Corfù             |
| Petit Palais Costantini (it)                    |                                            | XIVe siècle                | 70         | rio terá dei Catecumeni           |
| Palais Corner Della Frescada Loredan            | Ca' Bottacin                               | XVe siècle                 | 3911       | Crosera S. Pantalon               |
| Palais Da Mula Morosini (it)                    | Palazzo Da Mula                            | XVe siècle                 | 725        | ramo da Mula                      |
| Palais Dario                                    | Ca'Dario                                   | XVe siècle                 | 352        | calle Barbaro                     |
| Dogana da Mar                                   | Punta della Dogana                         |                            | 2-7        | fondamenta de la Dogana           |
| Ca' Foscari                                     | Palazzo Foscari                            | XVe siècle                 | 3246       | calle Foscari                     |
| Palais Foscari                                  | alle Zattere                               | XVIIe et XVIIIe siècles    | 558        | ramo Terzo dei Incurabili         |
| Palais Foscarini (it)                           | ai Carmini                                 | XVIe siècle                | 3463,3464  | fondamenta Foscarini              |
| Palais Foscolo                                  |                                            |                            | 3393       | calle del Magazen                 |
| Petit Palais Foscolo Corner                     |                                            |                            | 2927       | campo S. Margarita                |
| Palais Gabrieli Dolfin                          | Palazzo Gabrieli Dolfin Stivanello Gussoni | XVIIe siècle               | 3593,3612  | fondamenta Malcanton              |
| Palais Genovese                                 | Casa Genovese                              | XIXe siècle                | 173        | sotoportego de l'Abazia           |
| Palais Giustinian Bernardo                      | Ca'Bernardo                                |                            | 3199       | calle Bernardo                    |
| Palais Giustinian Recanati (it)                 | Palazzo Basadonna Giustinian Recanati      | XVIIe siècle               | 1402       | calle Trevisan                    |
| Les Palais Giustinian (it)                      |                                            | XVe siècle                 | 3228-3232  | calle Giustinian                  |
| Palazzo Loredan dell'Ambasciatore               | Palazzo Loredan                            | XVe siècle                 | 1262A      | calle dei Cerchieri               |
| Palais Marcello Sangiantoffetti                 | Ca'Bembo                                   | XVIe siècle                | 1075       | fondamenta Toffetti               |
| Palais Maravegia                                |                                            |                            | 1071       | fondamenta Bollani                |
| Palais Marcorà                                  |                                            |                            | 3448,3449  | fondamenta Bembo o del Malcanton  |
| Ca' Masieri                                     |                                            |                            | 3900       | calle del Remer                   |
| Palais Minotto                                  |                                            |                            | 2365       | fondamenta Briati                 |
| Palais Mocenigo Gambara (it)                    | Palazzo Gambara                            | XVIIe siècle               | 1056       | campiello Gambara                 |
| Palais Molin a San Basegio                      |                                            | XVIe siècle                | 1512-1522  | fondamenta Zattere al Ponte Longo |
| Palais Molin agli Ognissanti                    |                                            |                            | 1410-1412  | fondamenta Zattere al Ponte Longo |
| Palais Moro a San Barnaba                       |                                            | XVIe siècle                | 1263A      | calle dei Cerchieri               |
| Palais Nani Bernardo                            | Bernardo Nani Lucheschi                    |                            | 3197       | calle Bernardo                    |
| Palais Nani Mocenigo                            |                                            | XVIe siècle                | 178        | calle del Tragheto de S. Gregorio |
| Palais Orio Semitecolo Benzon                   |                                            | XIVe siècle                | 187        | calle del Bastion                 |
| Palais Paruta (Dorsoduro)                       |                                            |                            | 3721-3725  | corte Paruta                      |
| Ca' Pisani                                      | Ca'Pisani                                  |                            | 979        | calle larga Pisani                |
| Palais Querini a San Barnaba                    |                                            |                            | 2691       | calle longa Longa S. Barnaba      |
| Palais Querini alla Carità                      | Palazzo Querini Vianello                   |                            | 1051       | campo de la Caritá                |
| Ca' Rezzonico                                   | Palazzo Bon Rezzonico                      | XVIIIe siècle              | 3136       | fondamenta Rezzonico              |
| Palais Salviati                                 | Casa Salviati                              |                            | 195        | calle del Bastion                 |
| Palais Secco Dolfin                             | Ca'Dolfin                                  |                            | 3825E,3833 | calle de la Saoneria              |
| Palais Signolo                                  | Palazzo Loredan                            |                            | 3708       | campo S. Pantalon                 |
| Petit Palais Soranzo                            |                                            |                            | 2822-2824  | fondamenta Gherardini             |
| Petit Palais Stern (it)                         |                                            | XVe siècle                 | 2792B      | calle del Tragheto                |
| Palais Surian al Malcanton                      |                                            | XVIe siècle                | 3552       | fondamenta Malcanton              |
| Petit Palais Tito                               | Casa Tito                                  |                            | 2826       | fondamenta Gherardini             |
| Petit Palais Torni                              |                                            |                            | 3042,3043  | campo S. Margarita                |
| Palais Trevisan degli Ulivi                     | Palazzo Trevisan                           | XVe siècle                 | 810        | campo S. Agnese                   |
| Palais Vendramin dei Carmini                    |                                            | XVe siècle                 | 3462       | fondamenta Foscarini              |
| Petit Palais Venier                             |                                            |                            | 1844,1845  | fondamenta Lizza Fusina           |
| Palais Venier dei Leoni                         | Collection Peggy Guggenheim                | XVIIIe siècle              | 701        | calle S. Cristoforo               |
| Palais Ca' Zenobio degli Armeni                 | Palazzo Zenobio                            | XVIIe siècle               | 2593-2596  | fondamenta del Soccorso           |

#### Giudecca

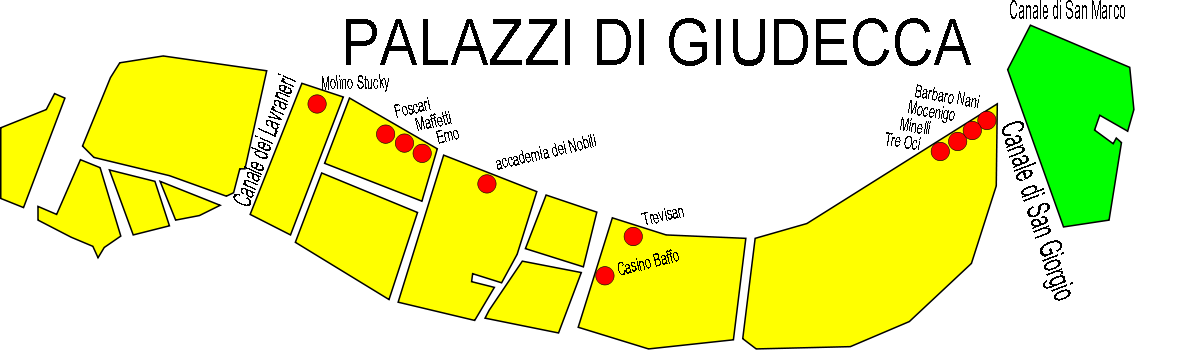

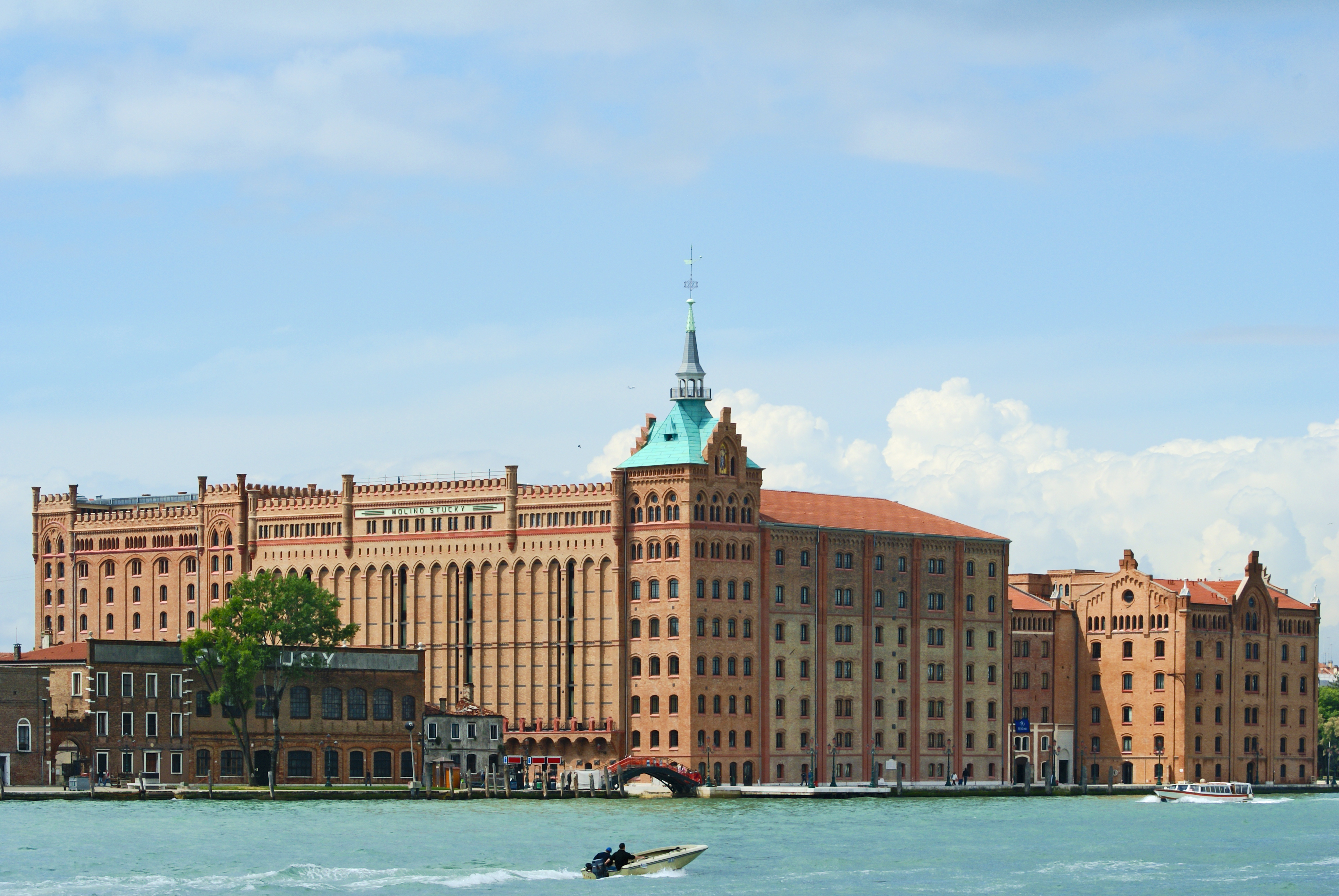
Le Moulin Stucky

| Nom du palais                    | Nom alternatif | siècle      | N.A.    | Ruelle                     |
| -------------------------------- | -------------- | ----------- | ------- | -------------------------- |
| Palais dell'Accademia dei Nobili |                |             | 607,608 | Fondamenta Sant'Eufemia    |
| Casa dei Tre Oci                 | Casa De Maria  | XXe siècle  | 43      | Fondamenta de la Croce     |
| Casino Baffo                     |                |             | 254     | Fondamenta del Ponte Longo |
| Moulin Stucky                    | Mulino Stucky  | XIXe siècle | 810-820 |                            |
| Palais Barbaro Nani              |                |             | 10      | Campo Nani o Barbaro       |
| Palais Emo                       |                |             | 761-777 | Fondamenta San Biagio      |
| Petit Palais Foscari             |                |             | 795     | Fondamenta San Biagio      |
| Palais Maffetti                  |                |             | 786     | Fondamenta San Biagio      |
| Petit Palais Minelli             |                |             | 50      | Fondamenta de la Croce     |
| Palais Mocenigo (it)             |                | XVIe siècle | 20-21   | Fondamenta San Giovanni    |
| Palais Trevisan                  | Rocca Bianca   |             | 221     | Fondamenta San Giacomo     |
| Villa Hériot (it)                |                | XXe siècle  | 54n     | Calle Michelangelo         |

### San Marco

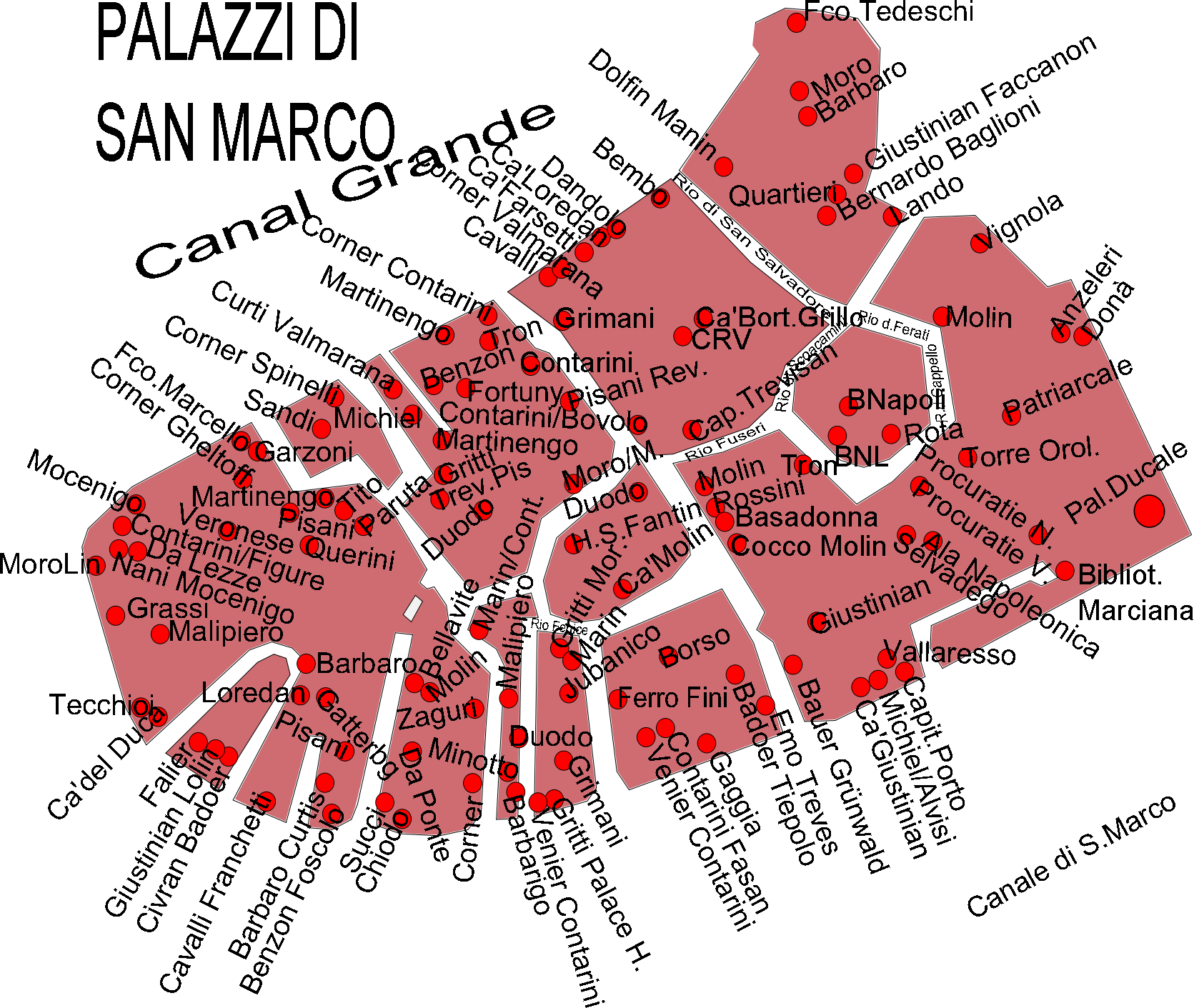
Palazzi di San Marco

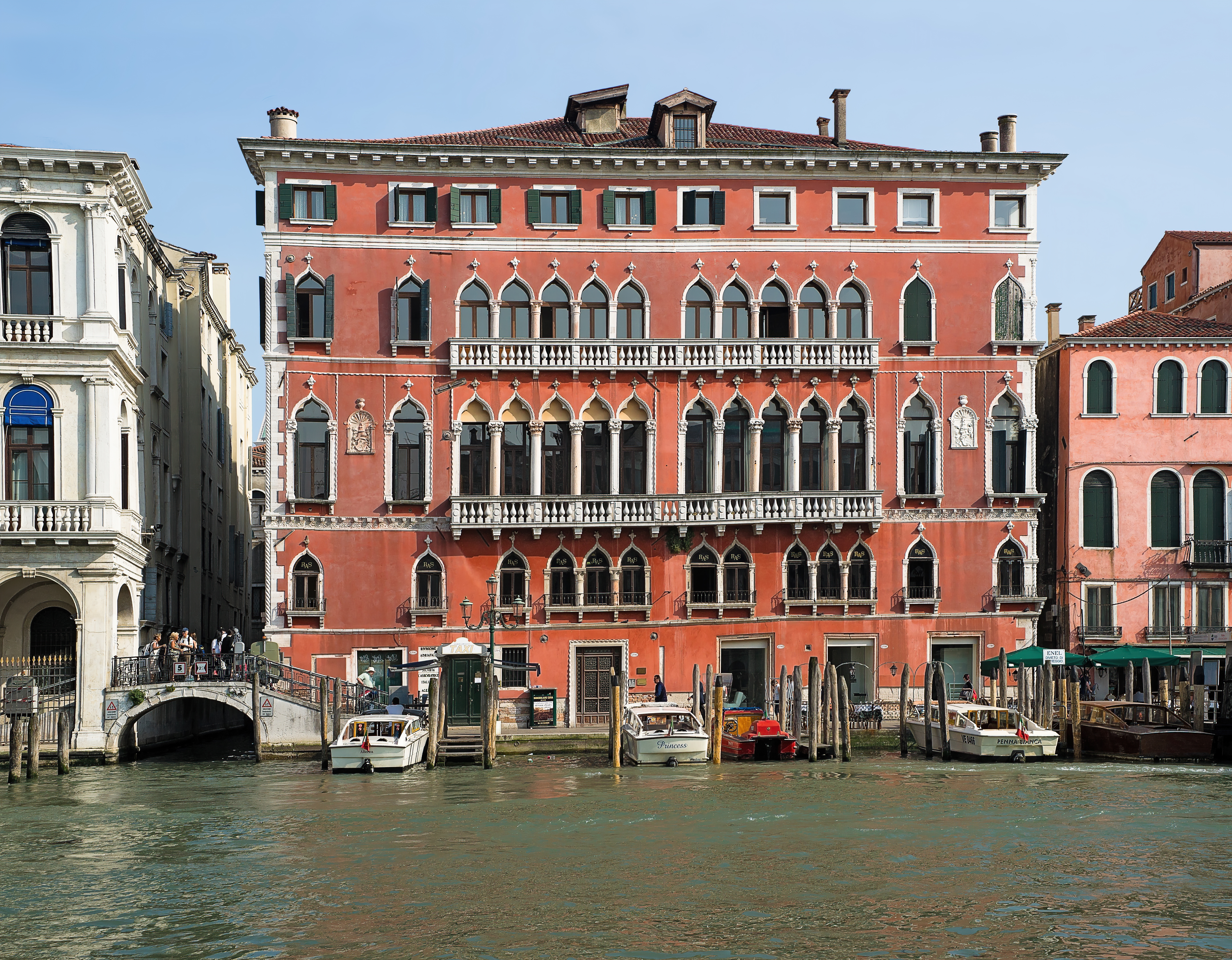
Palais Bembo

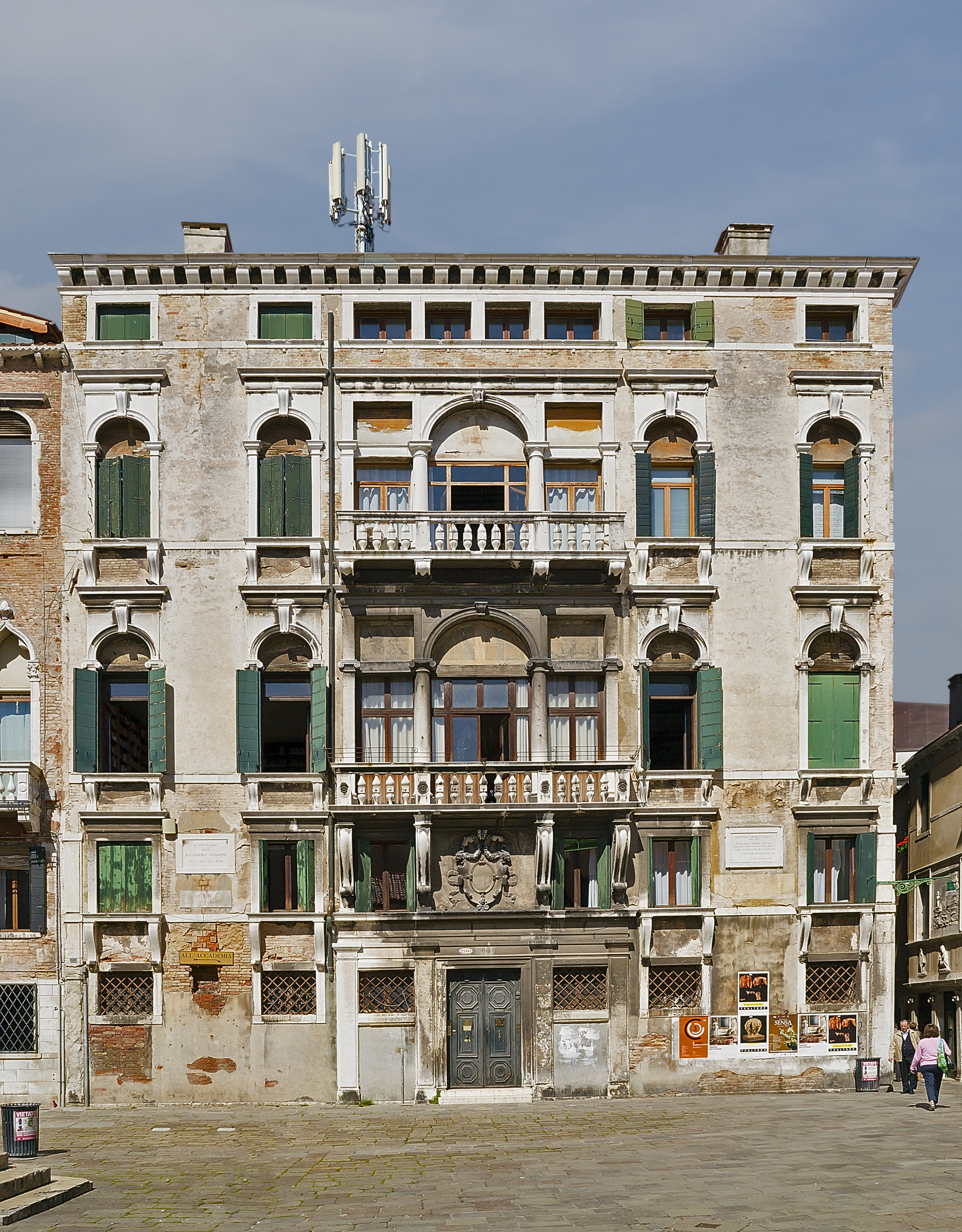
Palais Bellavite

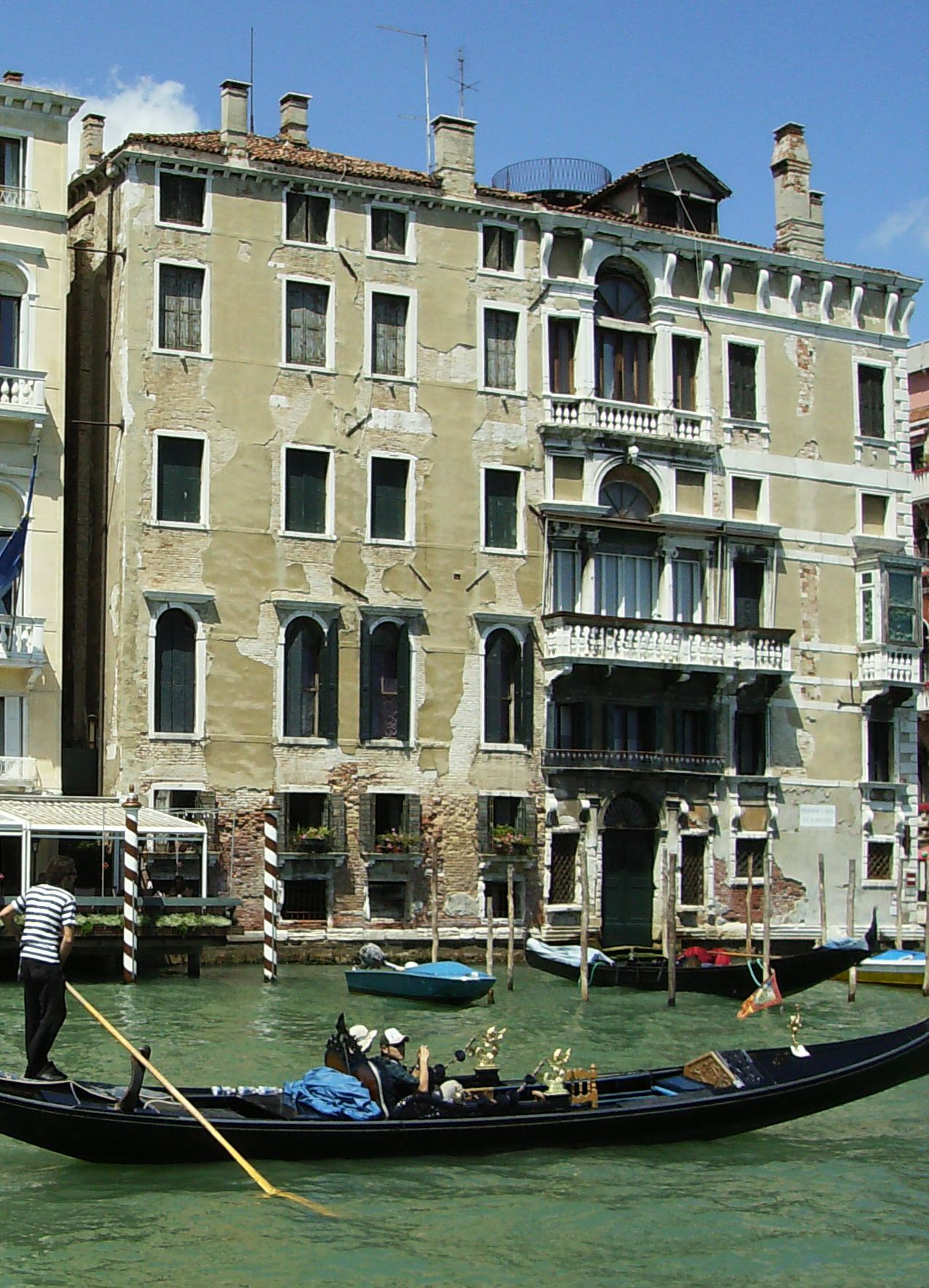
Palais Treves de Bonfili

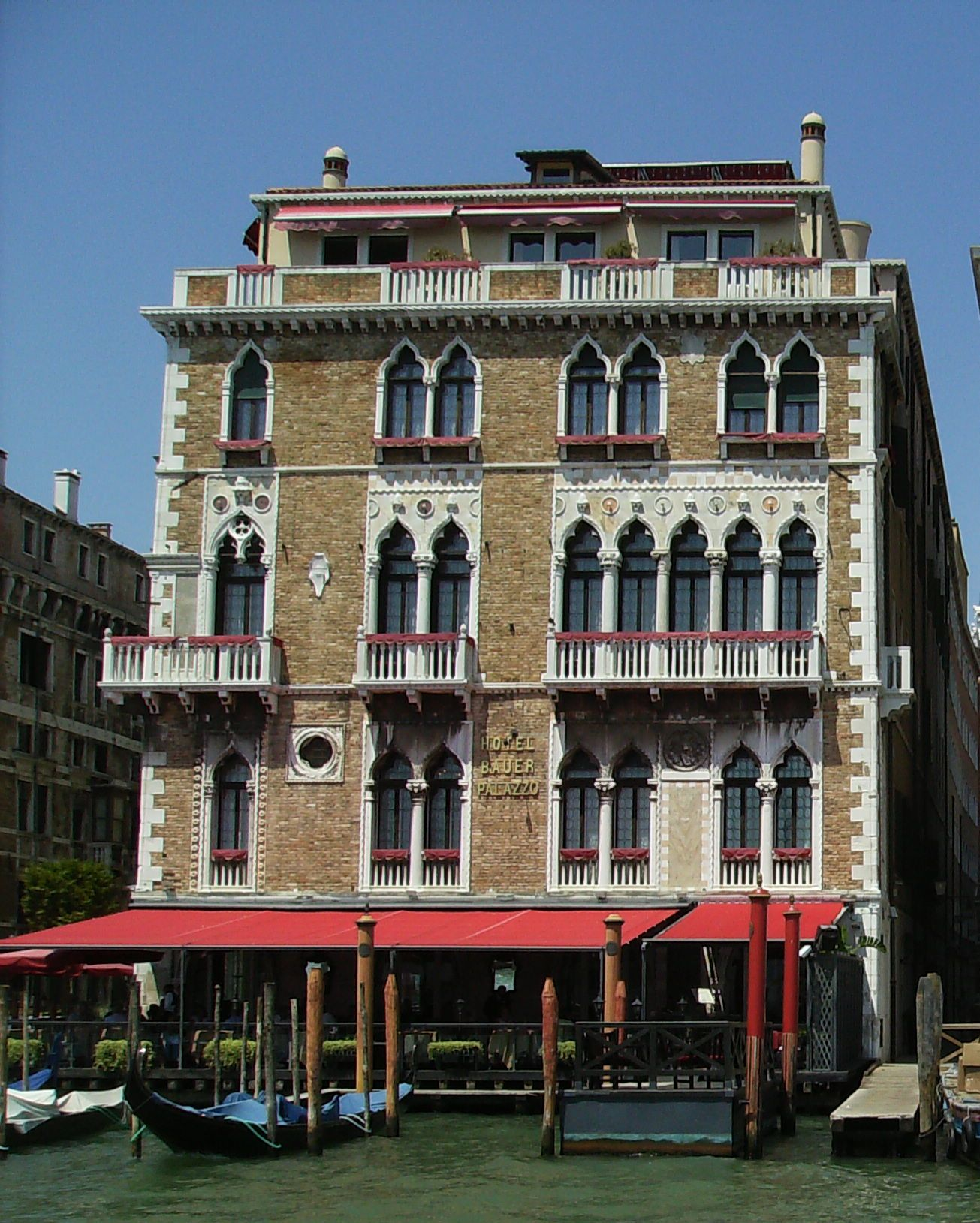
Hôtel Bauer Grünwald

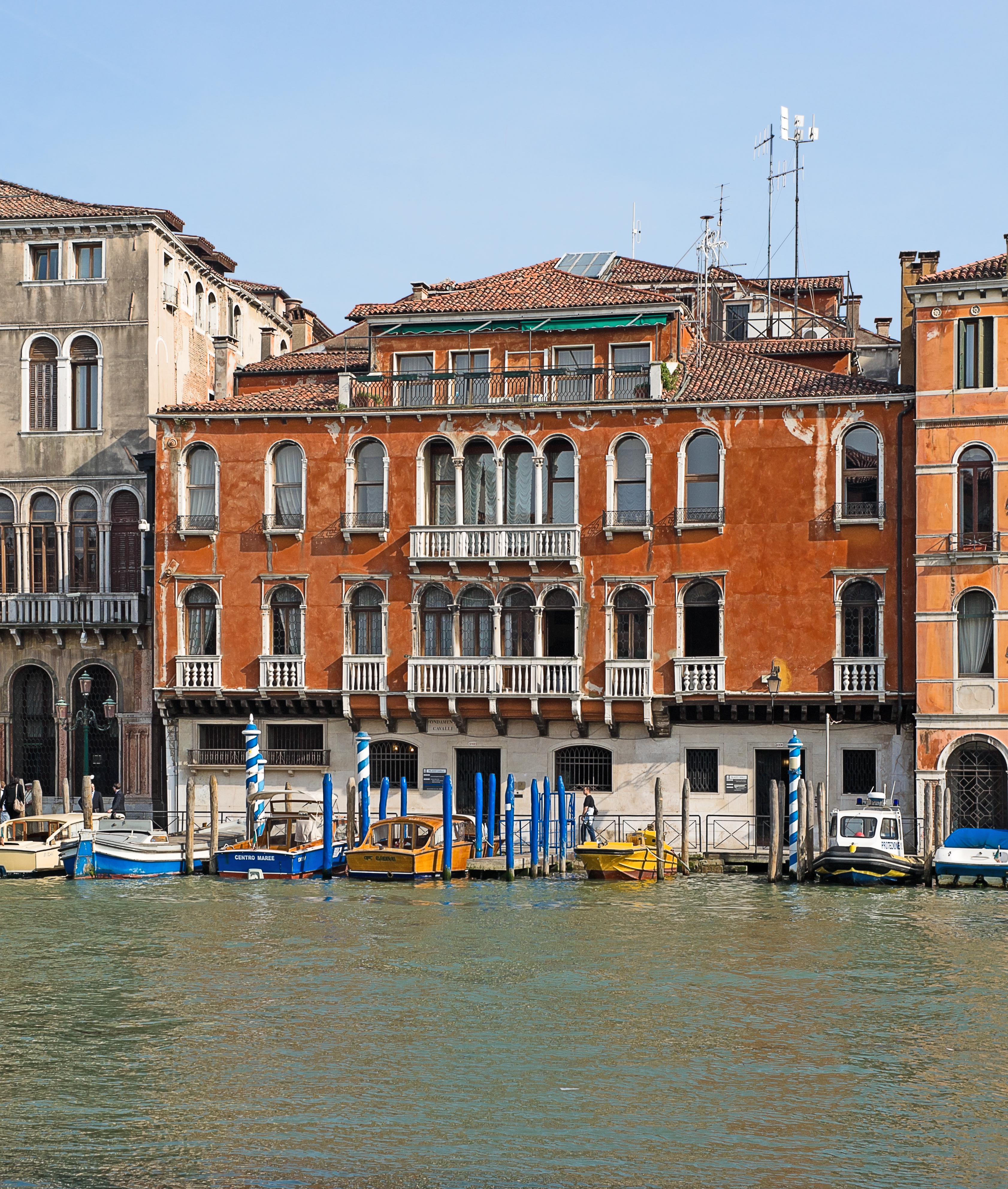
Palais Cavalli

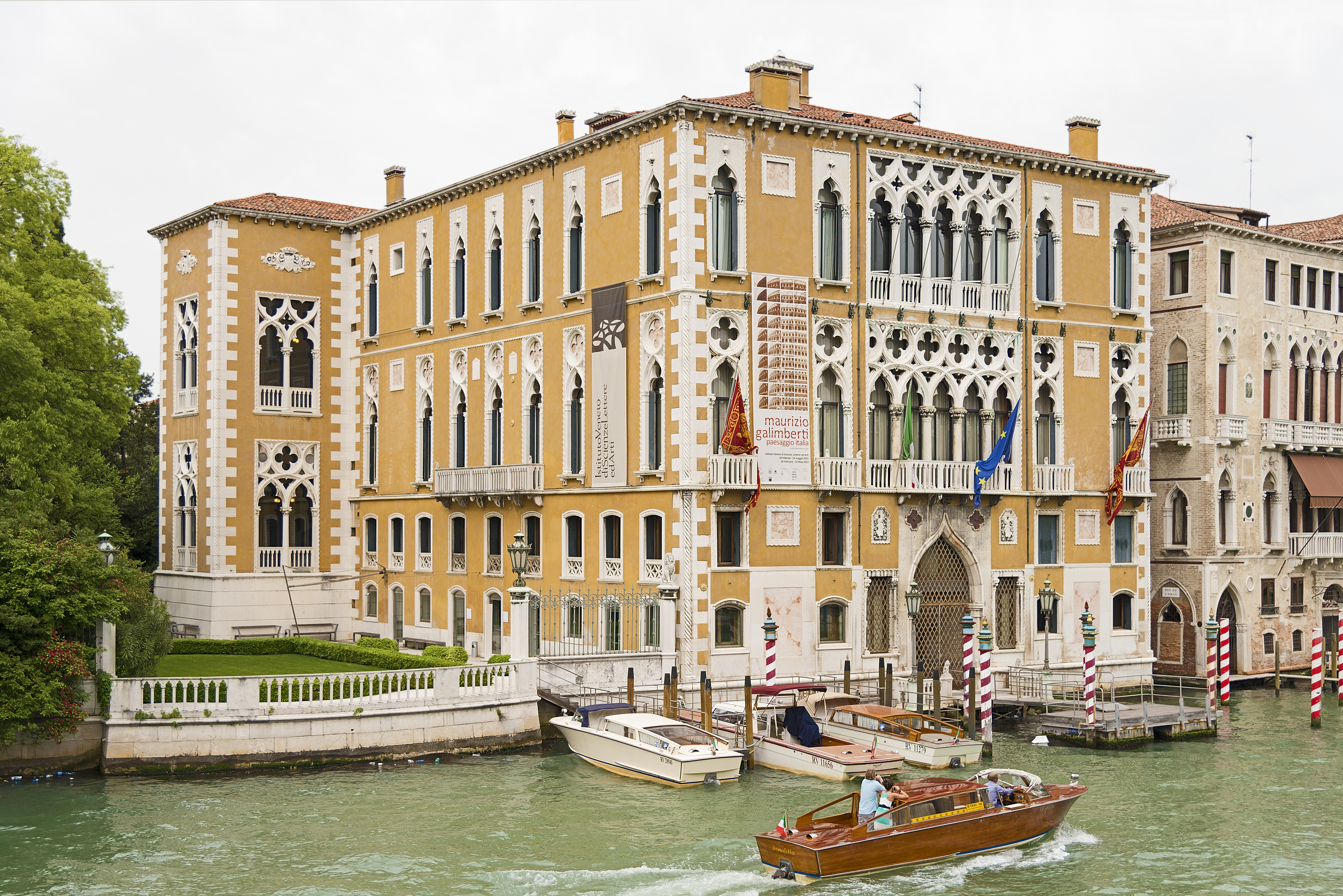
Palais Cavalli-Franchetti

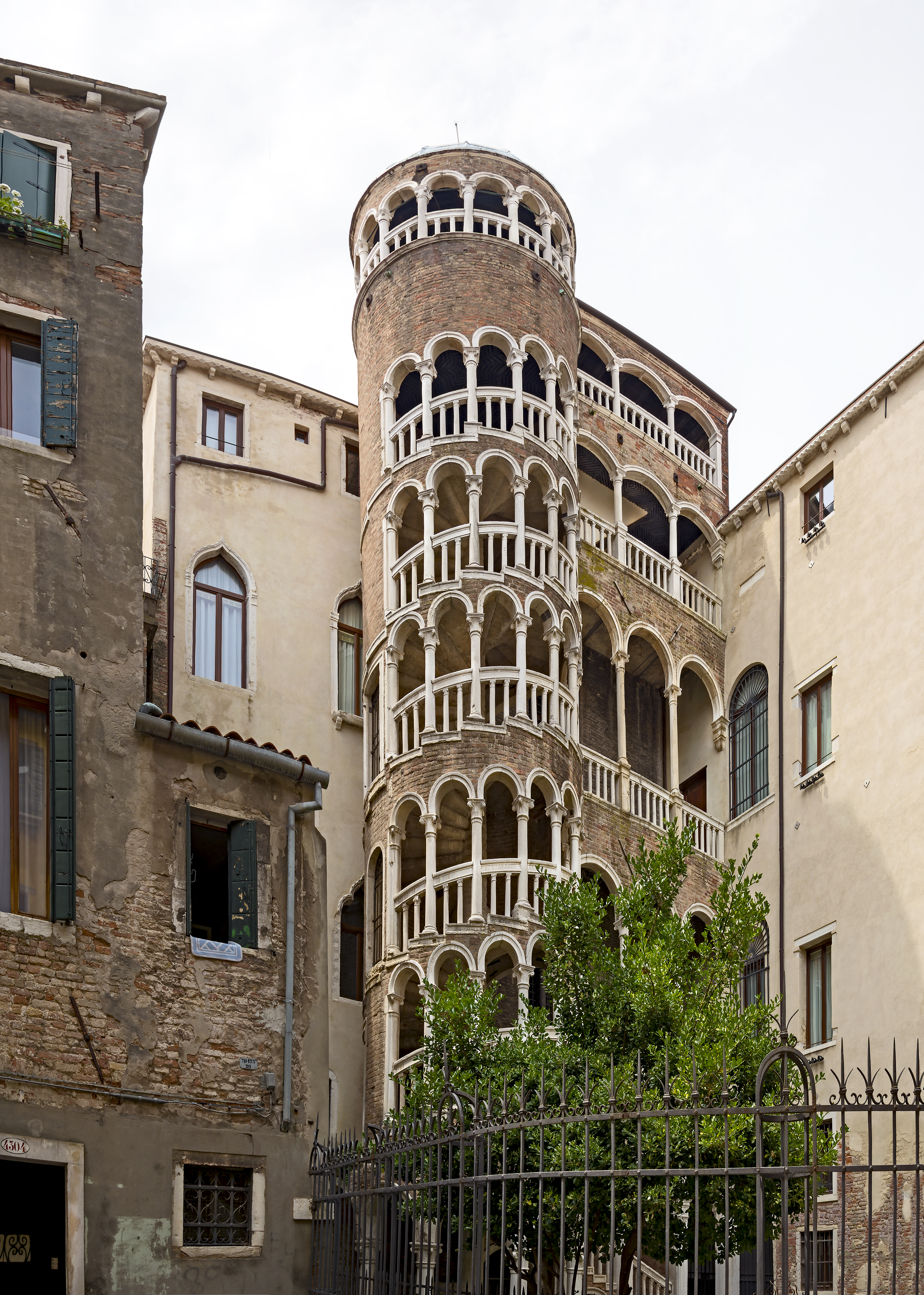
Palais Contarini del Bovolo

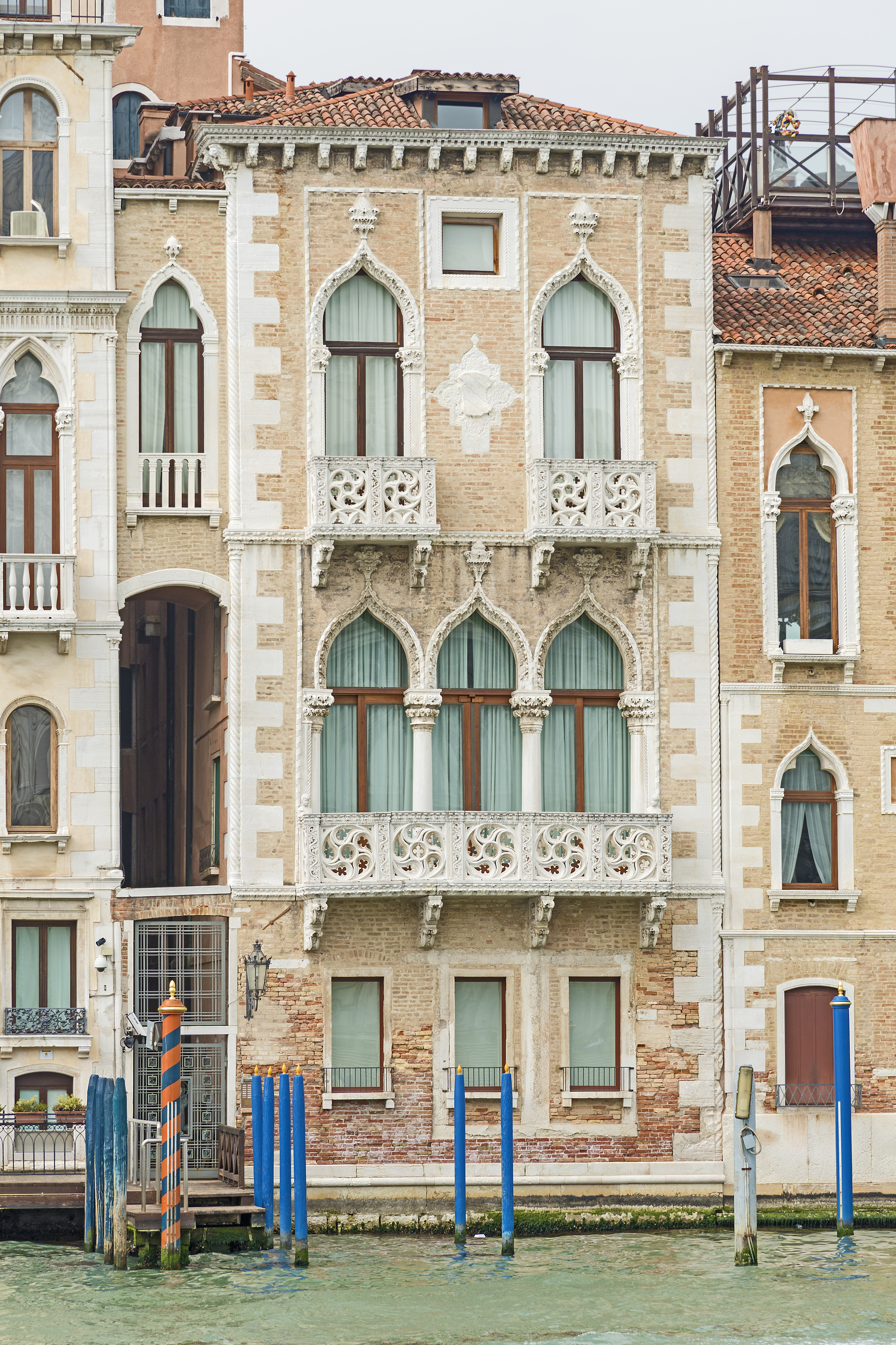
Palais Contarini Fasan

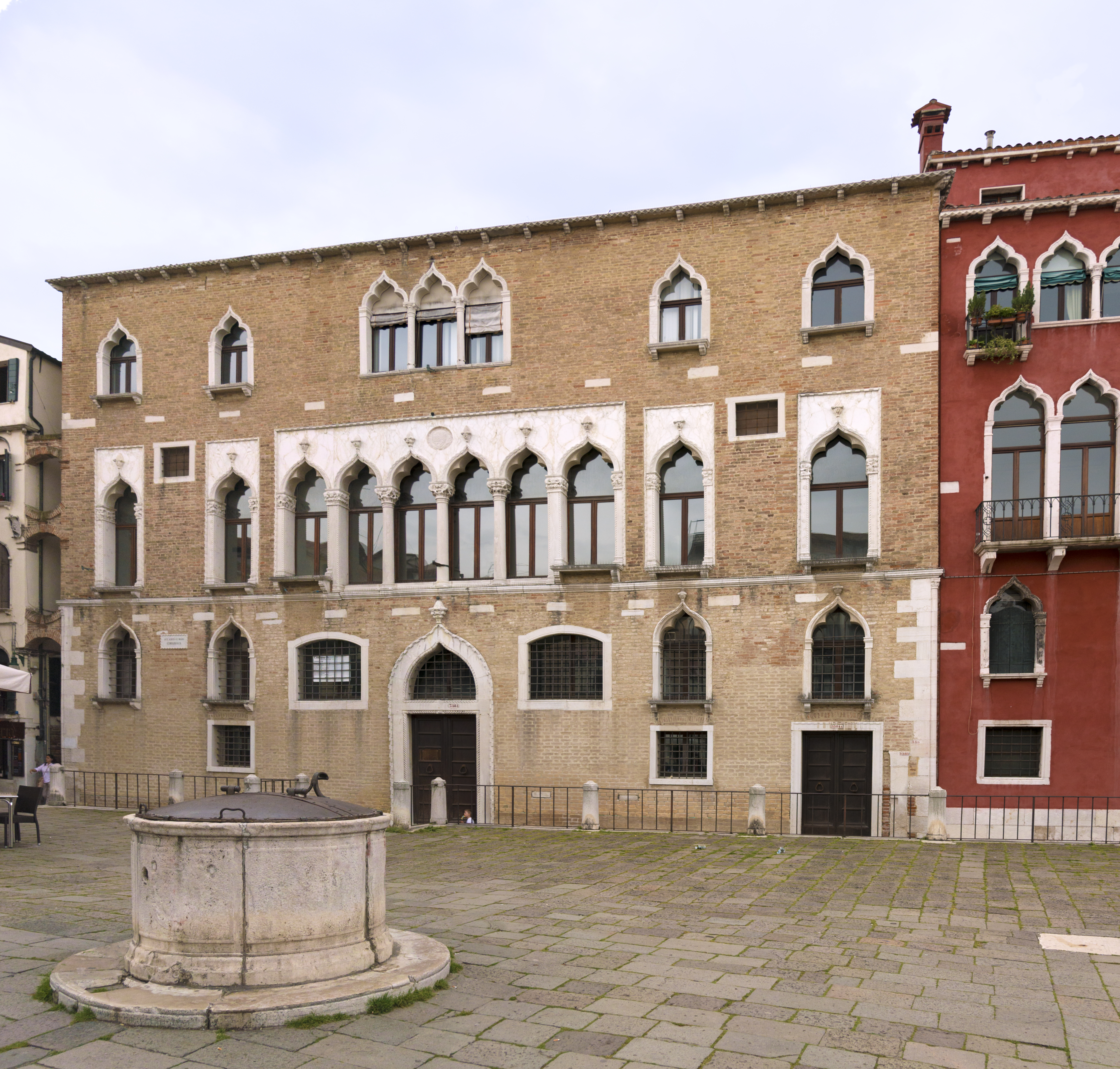
Palais Duodo a Sant'Angelo

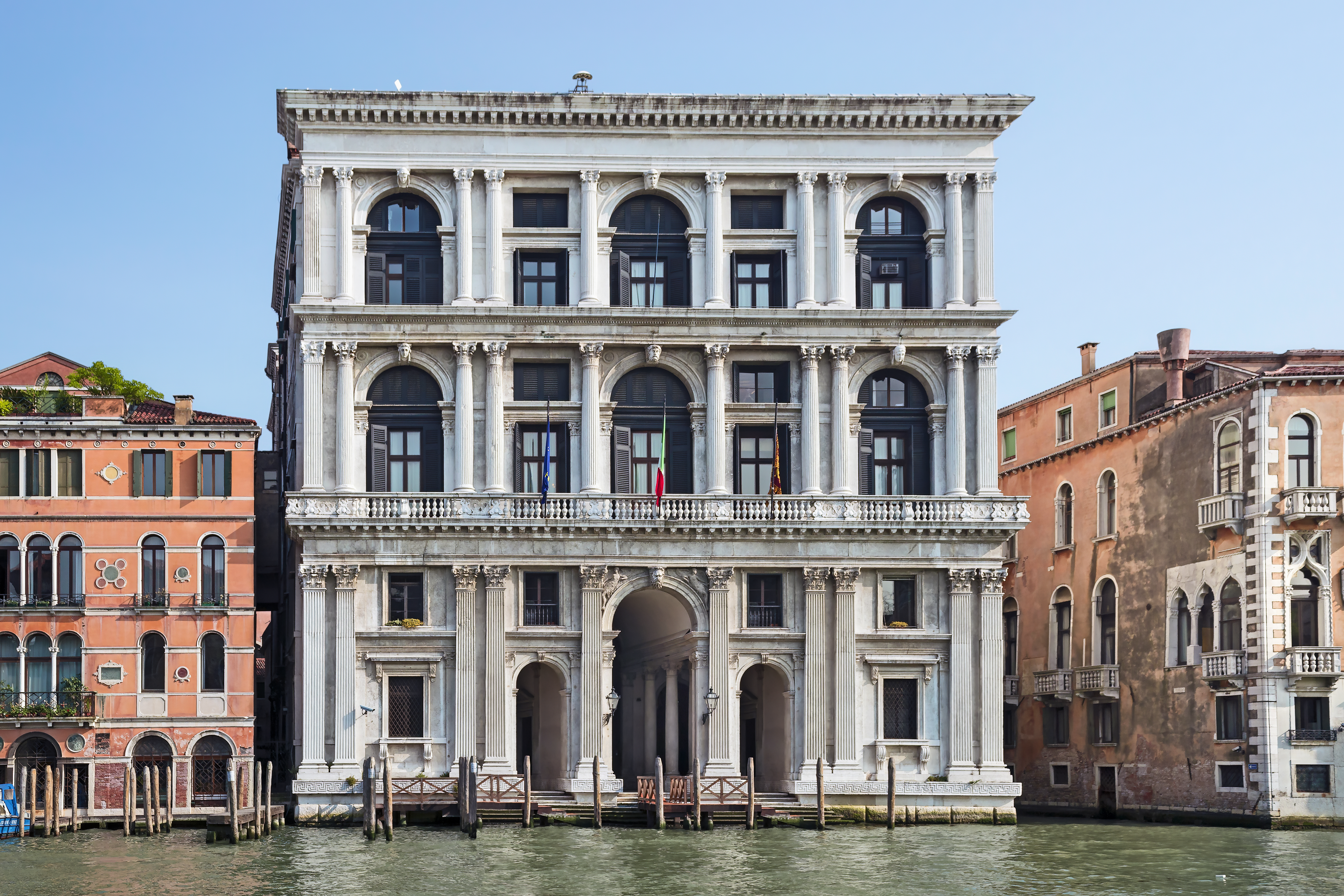
Palais Grimani di San Luca

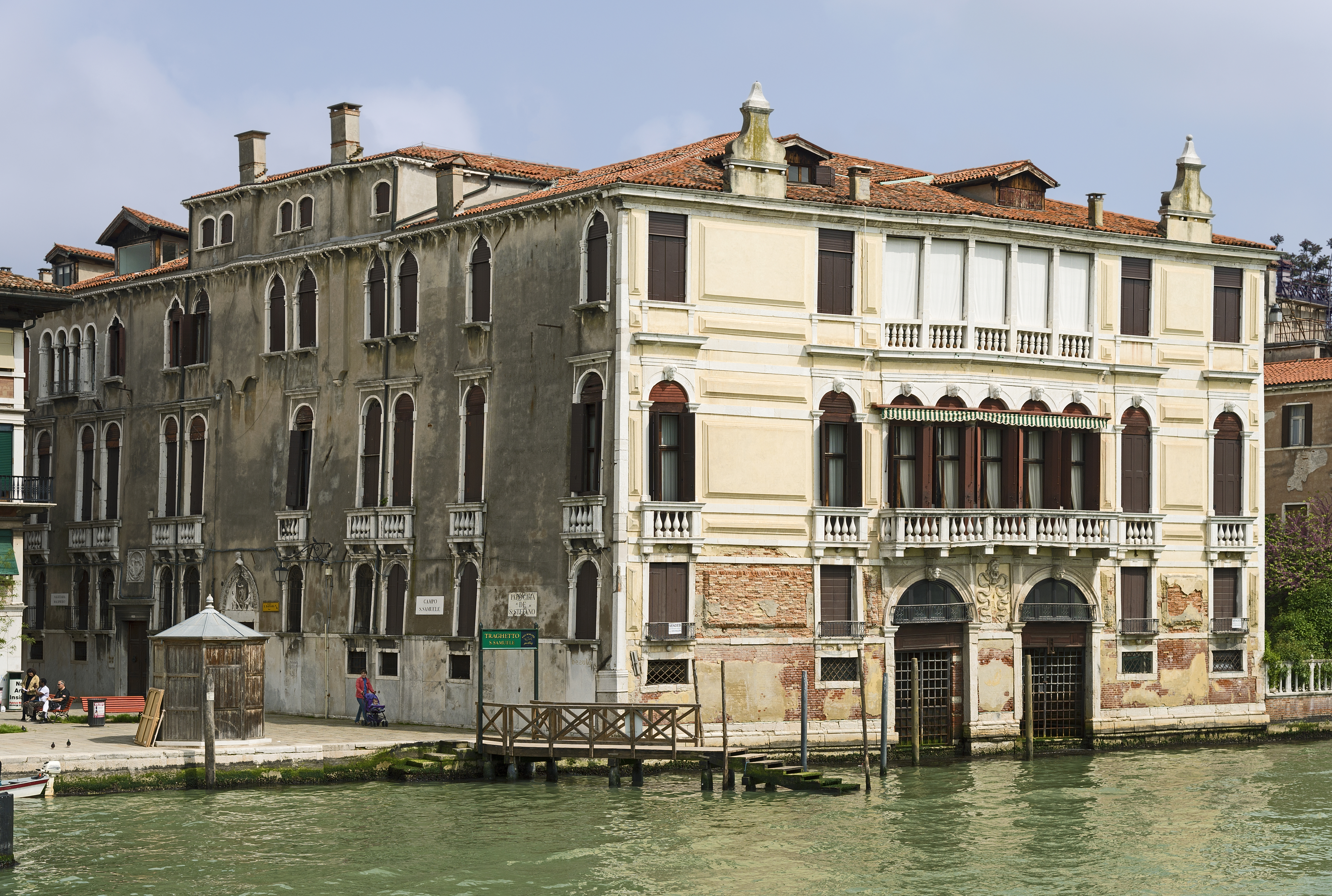
Palais Malipiero

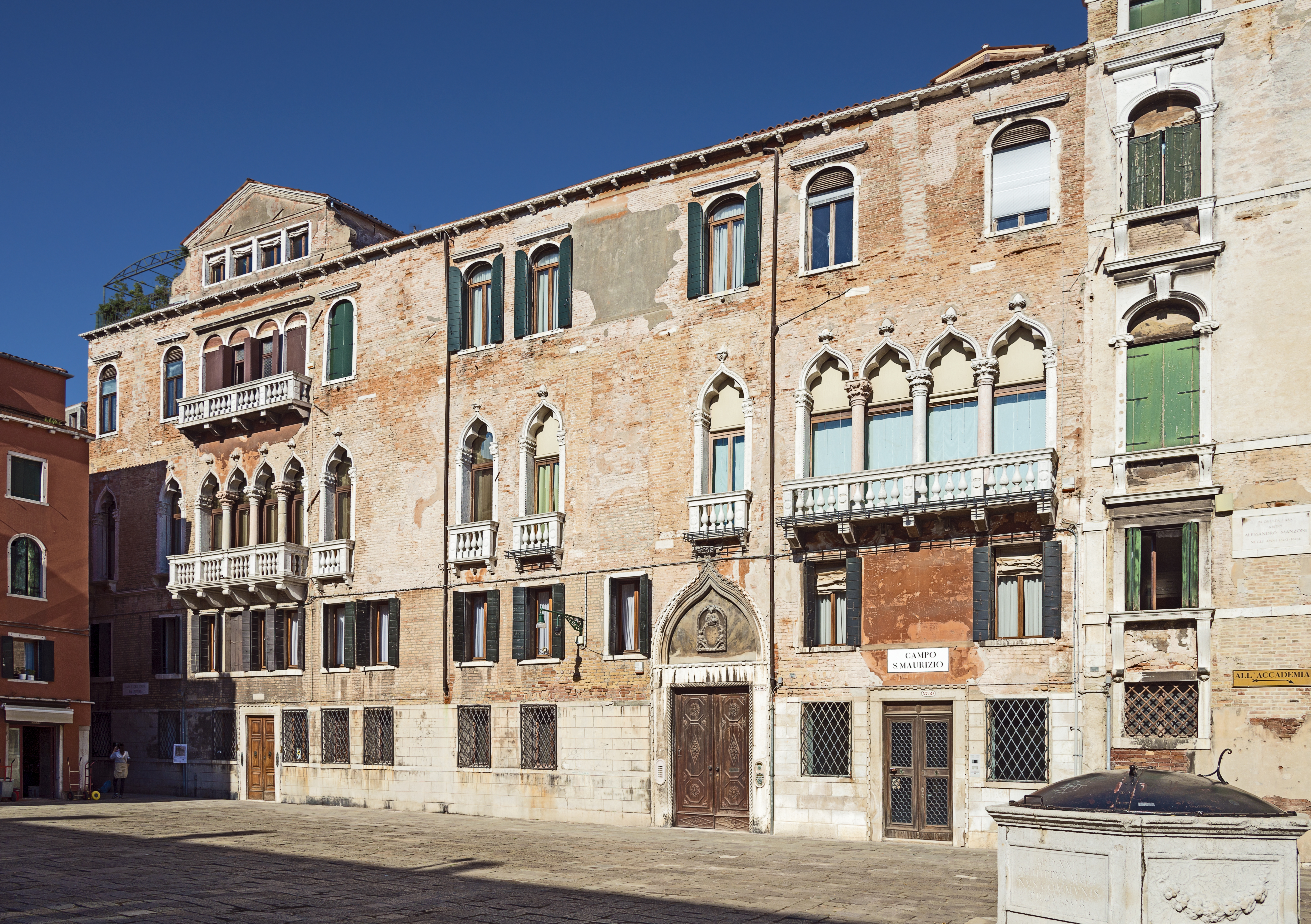
Palais Molin à Campo San Maurizio

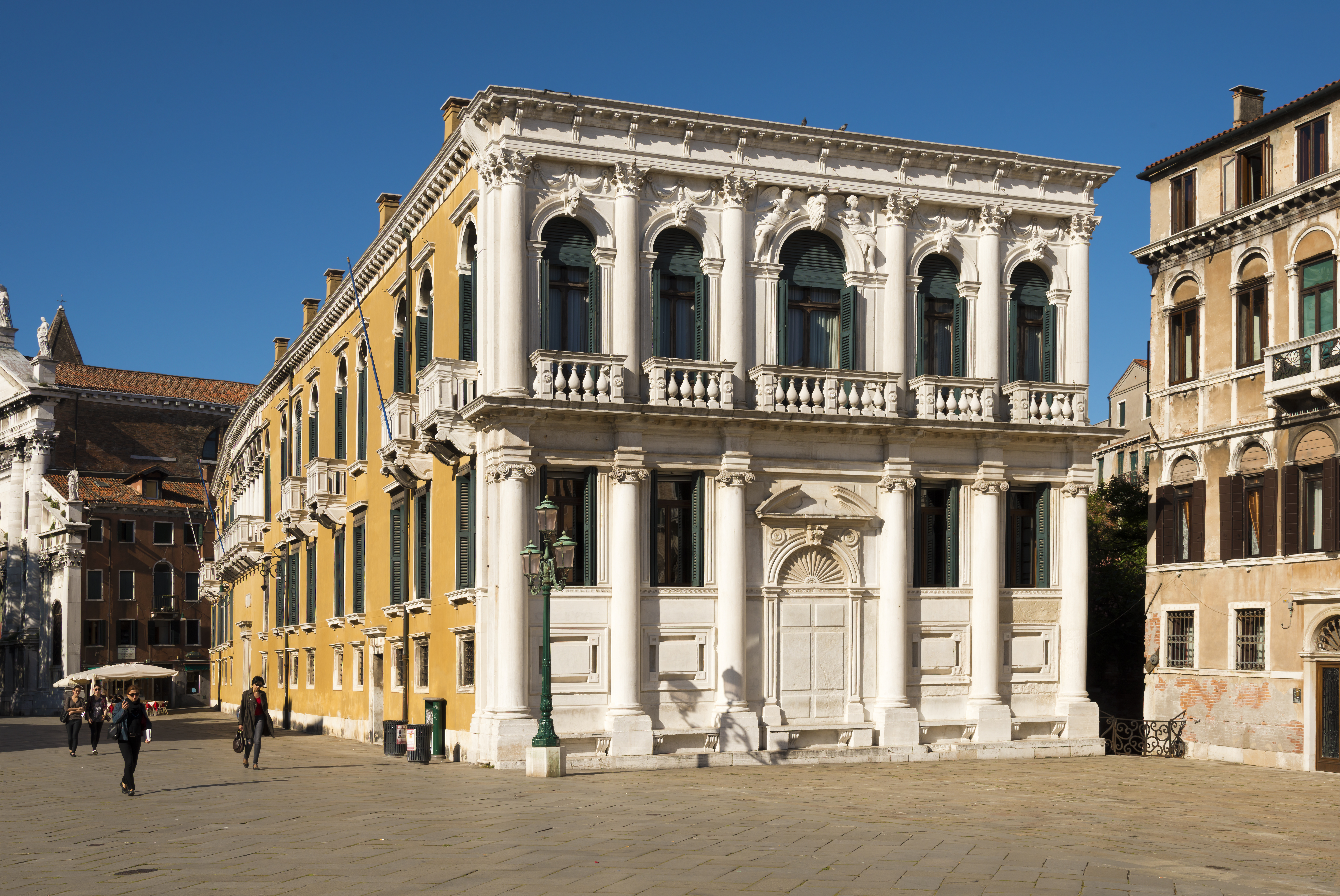
Palais Loredan à Campo Santo Stefano

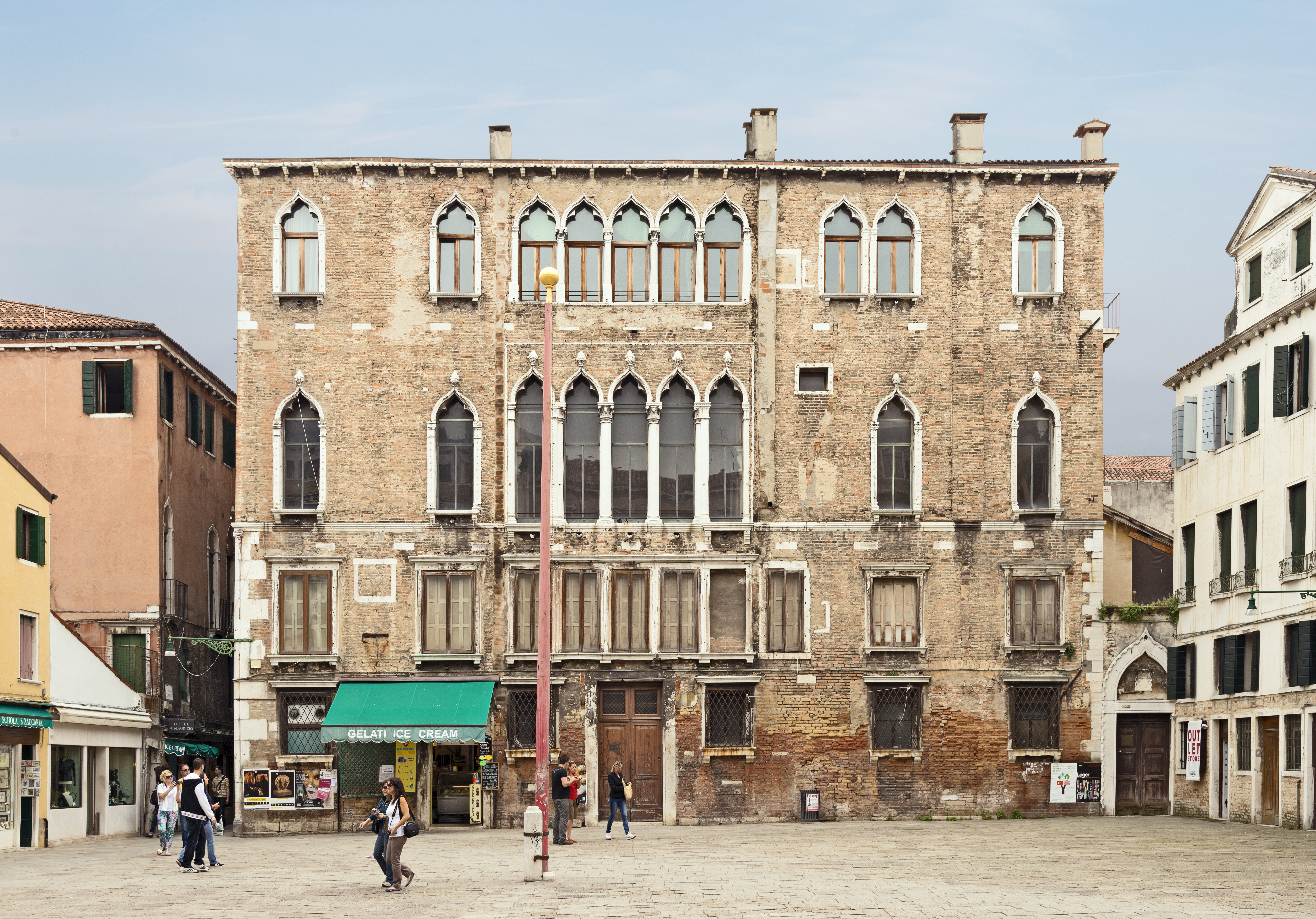
Palais Zaguri

| Nom du palais                                    | Nom alternatif                               | siècle                  | N.A.           | Ruelle                                   |
| ------------------------------------------------ | -------------------------------------------- | ----------------------- | -------------- | ---------------------------------------- |
| Palais Anzeleri                                  |                                              |                         | 413            | calle larga S. Marco                     |
| Palais Badoer Tiepolo                            | Hôtel Europa Palazzo Tiepolo                 | XVIe siècle             | 2161           | calle Barozzi                            |
| Palais de la Banque Nationale du Travail         | Palazzo della Banca Nazionale del Lavoro     |                         | 1117           | campo S. Gallo                           |
| Palais de la Banque de Naples                    | Palazzo del Banco di Napoli                  |                         | 1121           | campo S. Gallo                           |
| Palais Barbarigo                                 |                                              |                         | 2499           | sotoportego Barbarigo                    |
| Palais Barbaro a San Bartolomeo                  |                                              |                         | 5281,5282      | campo S. Bortolomio                      |
| Palais Barbaro a San Vidal, composé de :         |                                              | XVIIe siècle            |                |                                          |
| - Palais Barbaro-Curtis                          | - Palais Barbaro-Curtis                      | XVe siècle              | 2840           | fondamenta Barbaro                       |
| Palazzo Barbaro a Santo Stefano                  | Palazzo Barbaro a Santo Stefano              | XVIIe siècle            | 2947           | campo S. Stefano                         |
| Palais Basadonna                                 |                                              |                         | 1830           | ponte dei Barcaroli                      |
| Hôtel Bauer Grünwald                             |                                              |                         | 1459           | campo S. Moisé                           |
| Palais Bellavite Baffo (it)                      |                                              | XVIe siècle             | 2760           | campo S. Maurizio                        |
| Palazzo Bembo                                    |                                              | XVe siècle              | 4792           | fondamenta del Carbon                    |
| Palais Benzon Foscolo                            |                                              | XVIIe et XIXe siècles   | 2819           | corte Barbaro                            |
| Palais Bernardo Baglioni                         |                                              |                         | 4860-4866      | Marzaria del Capitelo                    |
| Palais Bianca Cappello                           |                                              |                         |                |                                          |
| Ca'Bortoluzzi Grillo                             |                                              |                         | 4590           | campo S. Luca                            |
| Palais de la Bourse et de la Chambre de Commerce |                                              |                         | 2032-2034      | calle larga Ventidue Marzo               |
| Palais de la Caisse d'Épargne de Venise          |                                              |                         | 4216           | campo Manin                              |
| Palais Cappello Malipiero Barnabò (it)           | Palazzo Malipiero a San Samuele              | XIVe et XVIIe siècles   | 3198-3201      | salizada Malipiero                       |
| Palais Cappello Trevisan in Canonica             |                                              | XVIe siècle             | 4328           | calle Coppo                              |
| Palazzo Cavalli                                  | Palazzo Corner Martinengo Ravà               | XVIe siècle             | 4089           | fondamenta Cavalli                       |
| Palais Cavalli-Franchetti                        |                                              | XVe siècle              | 2847           | campiello S. Vidal                       |
| Palais Chiodo                                    |                                              |                         | 2715           | calle del Dose da Ponte                  |
| Palais Civran Badoer Barozzi                     | Casa Civran Badoer                           |                         | 2887           | calle del Frutariol                      |
| Palais Cocco Molin                               |                                              | XVIe siècle             | 1659           | piscina de Frezzeria                     |
| Palais Contarini a San Beneto                    | Palazzo Contarini Mocenigo                   | XVIe siècle             | 3980           | ramo Contarini                           |
| Palais Contarini a Santa Maria Zobenigo          | Palazzo Venier Contarini                     |                         | 2307           | campiello Contarini                      |
| Palais Contarini dalle Figure                    |                                              | XVIe siècle             | 3327           | calle Mocenigo Ca' Vecchia               |
| Palais Contarini del Bovolo                      | Palais Contarini Minelli dal Bovolo          | XIVe siècle             | 4299           | calle de le Locande                      |
| Palais Contarini Fasan                           |                                              | XVe siècle              | 2307           | campiello Contarini                      |
| Palais Corner Contarini dei Cavalli              |                                              | XVe siècle              | 3978           | corte Contarini                          |
| Palazzo Corner Loredan                           | Palazzo Corner Piscopia                      | XVIe siècle             | 4137           | riva del Carbon                          |
| Palais Corner Spinelli                           | Palazzo Lando Corner Spinelli                | XVe siècle              | 3877           | campiello del Teatro                     |
| Palais Corner della Ca' Granda                   | Ca' Corner                                   |                         | 2662           | fondamenta Corner Zaguri                 |
| Palais Corner Gheltoff                           | Corner Gheltoff Alverà                       |                         | 3378           | calle Corner o del Magazen               |
| Palais Curti Valmarana                           |                                              |                         | 3901-3902A     | calle dei Avocati                        |
| Palais Da Lezze                                  |                                              |                         | 3311           | calle Lezze                              |
| Palais Da Ponte                                  |                                              | XVIe siècle             | 2746           | calle del Dose da Ponte                  |
| Petit Palais Dandolo                             |                                              |                         | 4168           | calle del Carbon                         |
| Palais D'Anna Viaro Martinengo Volpi di Misurata | Palazzo Martinengo                           | XVIe siècle             | 3946-3948      | calle del Tragheto                       |
| Palais Dolfin Manin                              | Ca' Dolfin Manin                             | XVIe siècle             | 4799           | calle larga Mazzini                      |
| Palais Donà                                      |                                              |                         | 383            | calle larga S. Marco                     |
| Palais des Doges                                 |                                              | XVe siècle              | 1-2            | piazzetta S. Marco                       |
| Ca' del Duca                                     |                                              |                         | 3051,3052      | salizada S. Samuele                      |
| Palais Duodo                                     | Duodo Balbi Valier                           | XVIe siècle             | 2506           | fondamenta Duodo o Barbarigo             |
| Palais Duodo a Sant'Angelo (it)                  |                                              | XVIIe siècle            | 3584           | campo S. Anzolo                          |
| Palais Duodo a San Fantin                        |                                              | XVe siècle              | 1887,1888      | campiello drio la Scuola                 |
| Palais Erizzo Nani Mocenigo                      | Palazzo Nani Mocenigo                        |                         | 3316-3319      | calle Lezze                              |
| Palais Falier                                    | Palazzo Falier Canossa                       | XIVe siècle             | 2906-2913      | calle Vitturi o Falier                   |
| Ca' Farsetti                                     | Palazzo Dandolo Farsetti                     | XIIIe et XIXe siècles   | 4136           | riva del Carbon                          |
| Palais Ferro Fini, composé de :                  |                                              | XVIIe siècle            | 2340           | fondamenta de le Ostreghe                |
| - Palais Flangini Fini                           | Contarini Flangini Fini                      |                         |                |                                          |
| -Palais Manolesso                                | Palazzo Morosini Ferro Manolesso             |                         |                |                                          |
| Fondaco Marcello                                 | Fondaco dell'Arte                            |                         | 3415           | calle del Tragheto o Garzoni             |
| Fontego dei Tedeschi                             | Fondaco dei Tedeschi                         | XVIe siècle             | 5554           | salizada del Fontego dei Tedeschi        |
| Fondaco della Farina                             | Capitainerie du port                         |                         | 1324A          | fondamenta delle Farine                  |
| Palazzo Fortuny                                  | Palazzo Pesaro degli Orfei                   | XVe siècle              | 3958           | campo S. Beneto                          |
| Palais Gaggia                                    |                                              |                         | 2207           | calle del Tragheto                       |
| Palais Garzoni                                   | Ca' Garzoni Moro                             | XVe siècle              | 3417           | calle del Tragheto o Garzoni             |
| Palais Giustinian Faccanon                       | Ca'Faccanon                                  | XIVe siècle             | 5016           | calle de le Acque                        |
| Palais Giustinian Lolin (it)                     |                                              | XVIIe siècle            | 2893           | calle del Frutariol                      |
| Ca' Giustinian (it)                              | Palazzo Giustinian Morosini                  | XVe siècle              | 1364           | calle del Ridoto                         |
| Palais Giustinian a San Moisè                    | Ufficio Biennale                             | XVe siècle              | 1474 1477-1482 | corte Foscara                            |
| Palais Grassi                                    |                                              | XVIIIe siècle           | 3231           | campo S. Samuele                         |
| Palais Grimani a Santa Maria Zobenigo            |                                              |                         | 2473,2474      | campo del Tragheto                       |
| Palais Grimani de San Luca                       |                                              | XVIe siècle             | 4041           | fondamenta de la Chiesa                  |
| Palais Gritti Morosini (it)                      | Palazzo Gritti                               |                         | 3832           | campo S. Anzolo                          |
| Palais Gritti Moroni                             |                                              | XVIe siècle             | 2546/2557      | calle del Piovan o Gritti                |
| Palais Jubanico                                  |                                              |                         | 2516           | campo S. Maria Zobenigo o del Giglio     |
| Palais Lando                                     |                                              |                         | 4935           | ponte privato da sotoportego de le Acque |
| Libreria Sansoviniana                            | Libreria di San Marco Biblioteca Marciana    | XVIe siècle             | 13A            | piazzetta S. Marco                       |
| Loggetta                                         |                                              |                         |                |                                          |
| Palais Loredan a Santo Stefano                   |                                              | XVIe siècle             | 2945           | campo S. Stefano                         |
| Palais Malipiero a Santa Maria Zobenigo          | alla Feltrina                                | XVe siècle              | 2513           | campiello de la Feltrina                 |
| Palais Marin                                     |                                              | XVIe siècle             | 2540,2541      | calle Rombiasio                          |
| Palais Marin Contarini                           | Palazzo Venier Contarini                     | XVe siècle              | 2488           | corte Malatin                            |
| Palais Martinengo a Sant'Angelo                  |                                              |                         | 3911-3918      | calle dei Avocati                        |
| Palais Martinengo a Santo Stefano                |                                              |                         | 3482           | calle del Pestrin                        |
| Palais Michiel                                   | casa Tornelli                                |                         | 3907           | calle dei Avocati                        |
| Palais Michiel Alvisi                            | Palazzo Giustinian Micheli Alvisi            |                         | 2207           | calle del Tragheto                       |
| Palais Minotto Barbarigo                         | Palazzo Minotto                              | XVe siècle              | 2504           | sotoportego Barbarigo                    |
| Palais Mocenigo                                  | a San Samuele                                | XVIe et XVIIe siècles   | 3328-3348      | calle Mocenigo Ca' Vecchia               |
| Palais Molin Campo San Maurizio                  |                                              | XVe siècle              | 2757,2758      | campo S. Maurizio                        |
| Palais Molin del Cuoridoro                       |                                              | XVe siècle              | 1827           | Frezzaria                                |
| Palais Molin a San Zulian                        |                                              |                         | 783            | Marzaria S. Zulian                       |
| Palais Moro                                      |                                              |                         | 5309,5310      | campo S. Bortolomio                      |
| Palais Moro Lin (it)                             |                                              | XVIIe siècle            | 3242           | calle Moro Lin                           |
| Palais Moro Marcello                             | Palazzo Marcello                             | XIVe siècle             | 3666           | fondamenta de la Verona                  |
| Palais Morosini Gatterburg                       | Palazzo Morosini                             | XVIIe siècle            | 2803           | calle Streta Morosini                    |
| Palais Nervi Scattolin (it)                      |                                              | XIXe siècle             |                |                                          |
| Palais Paruta                                    |                                              |                         | 3522/3824      | calle del Pestrin                        |
| Palais Patriarcale                               |                                              |                         | 318            | piazzetta dei Leoncini                   |
| Palais Pisani a Santo Stefano                    |                                              | XVIIe et XVIIIe siècles | 2809           | campo Pisani                             |
| Palais Pisani Gritti                             | Gritti Palace Hotel                          | XIVe siècle             | 2467           | campo del Tragheto                       |
| Palais Pisani a San Samuele                      |                                              | XVe siècle              | 3395           | piscina S. Samuele                       |
| Petit Palais Pisani Revedin                      |                                              |                         | 4013A          | calle S. Paternian                       |
| Procuratie Nuove                                 |                                              | XVIe siècle             | 42-70          | Procuratie Nove                          |
| Procuratie Nuovissime                            | Ala Napoleonica Fabbrica Nuova               |                         | 72-78          | Ala Napoleonica                          |
| Procuratie Vecchie                               |                                              |                         | 79-143         | Procuratie Vechie                        |
| Palais Quartieri                                 |                                              |                         | 430            | corte Quartieri                          |
| Palais Querini                                   |                                              |                         | 3431           | piscina S. Samuele                       |
| Palais Querini Benzon                            | Palazzo Benzon                               |                         | 3927           | calle Benzon                             |
| Petit Palais Rossini                             |                                              |                         | 1828           | Frezzaria                                |
| Palais Rota                                      |                                              |                         | 834            | calle dei Fabbri                         |
| Palais Salvadori Tiepolo                         | Casa Molin                                   |                         | 1979-1982/1997 | campo S. Fantin                          |
| Palais Sandi Porto Cipollato                     | Palazzo Sandi                                | XVIe siècle             | 3870           | corte de l'Alboro                        |
| Hôtel San Fantin                                 |                                              |                         | 1930A          | campiello Marinoni o de La Fenice        |
| Palais Selvadego                                 |                                              |                         | 1238           | Boca de Piassa                           |
| Palais Succi                                     | Casa Succi                                   |                         | 2716           | fondamenta del Tragheto                  |
| Palais Tecchio Mamoli                            |                                              |                         | 3055           | salizada S. Samuele                      |
| Petit Palais Tito                                | Casa Tito                                    |                         | 3478B          | Fondamenta del Teatro a Sant'Angelo      |
| Torre dell'Orologio                              |                                              |                         | 146,147        | Marzaria de l'Orologio                   |
| Palais Treves de Bonfili                         | Palazzo Barozzi Corner Emo Treves de Bonfili | XVIIe siècle            | 2156           | corte Barozzi                            |
| Palais Trevisan Pisani                           | a Sant'Angelo                                | XVIIe siècle            | 3831           | campo S. Anzolo                          |
| Les palais Tron, composés de :                   |                                              |                         |                |                                          |
| - Palazzo Tron a San Beneto                      |                                              |                         | 3950           | corte Tron                               |
| - Petit Palais Tron Memmo                        |                                              |                         | 3950           |                                          |
| Palais Tron a San Gallo                          |                                              |                         | 1126           | calle Tron                               |
| Palais Vallaresso Erizzo                         | Palazzo Dandolo Hôtel Monaco Gran Canal      |                         | 1332           | calle Vallaresso                         |
| Palais Valmarana                                 | Palazzo Corner Valmarana                     |                         | 4091           | fondamenta Cavalli                       |
| Palais Venier Contarini                          | Palazzo Marin Contarini                      |                         | 2469           | campo del Tragheto                       |
| Petit Palais du Veronese                         |                                              |                         | 3338           | salizada S. Samuele                      |
| Palais Vignola                                   |                                              | XVe et XVIIIe siècles   | 515            | campo de la Guerra                       |
| Palais Zaguri (it)                               |                                              | XVe siècle              | 2668           | campo S. Maurizio                        |

### San Polo

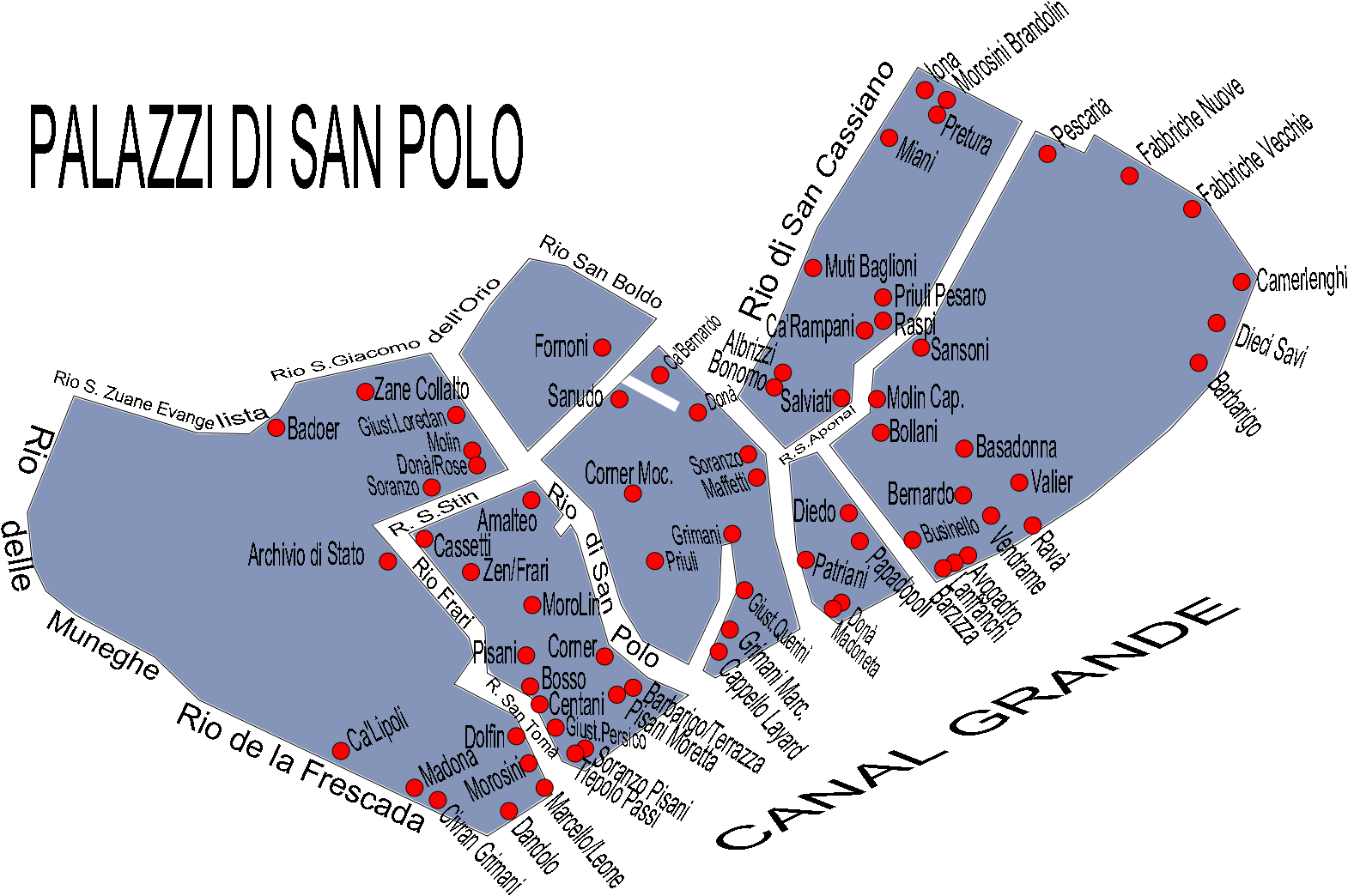

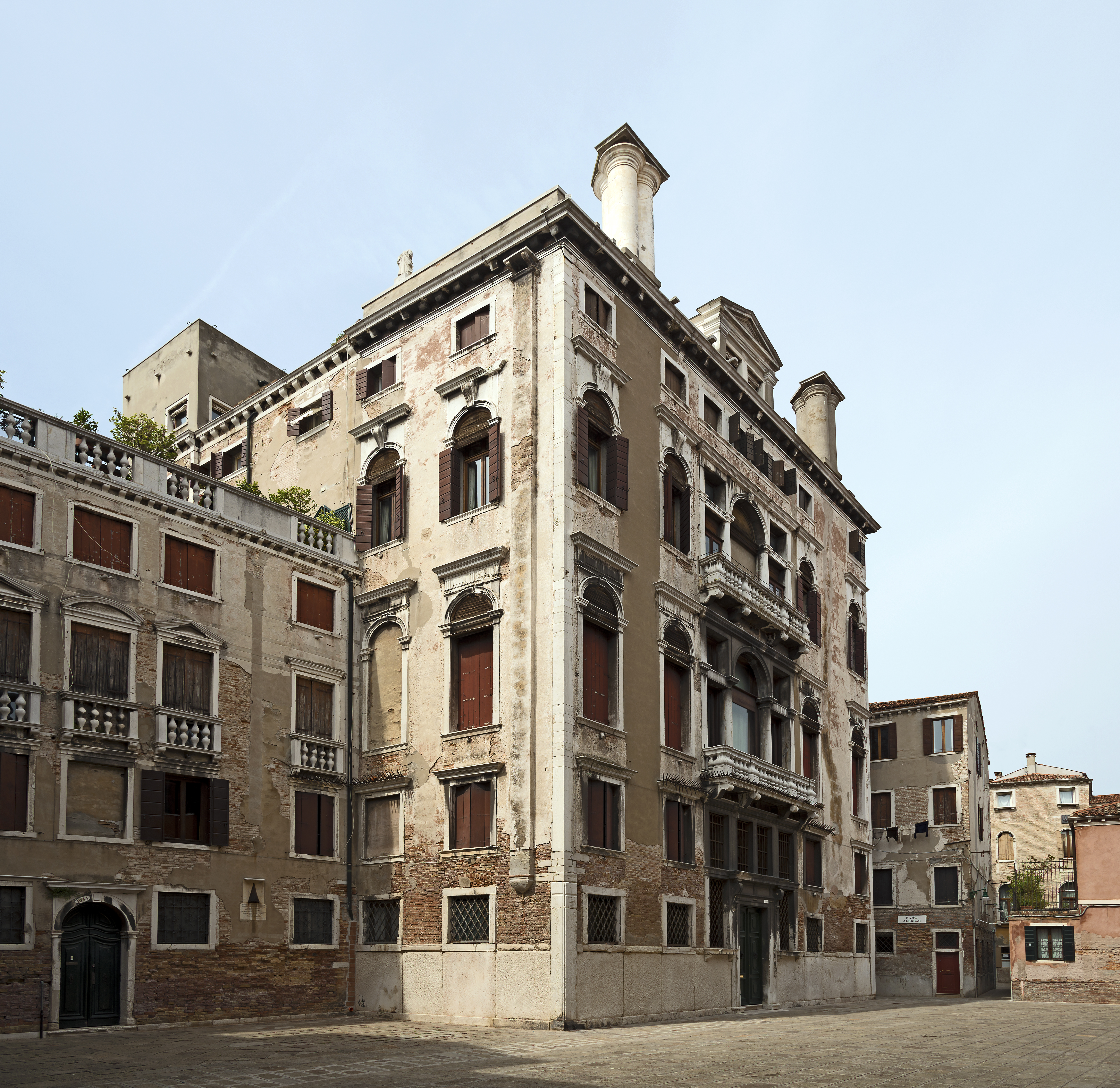
Palais Albrizzi

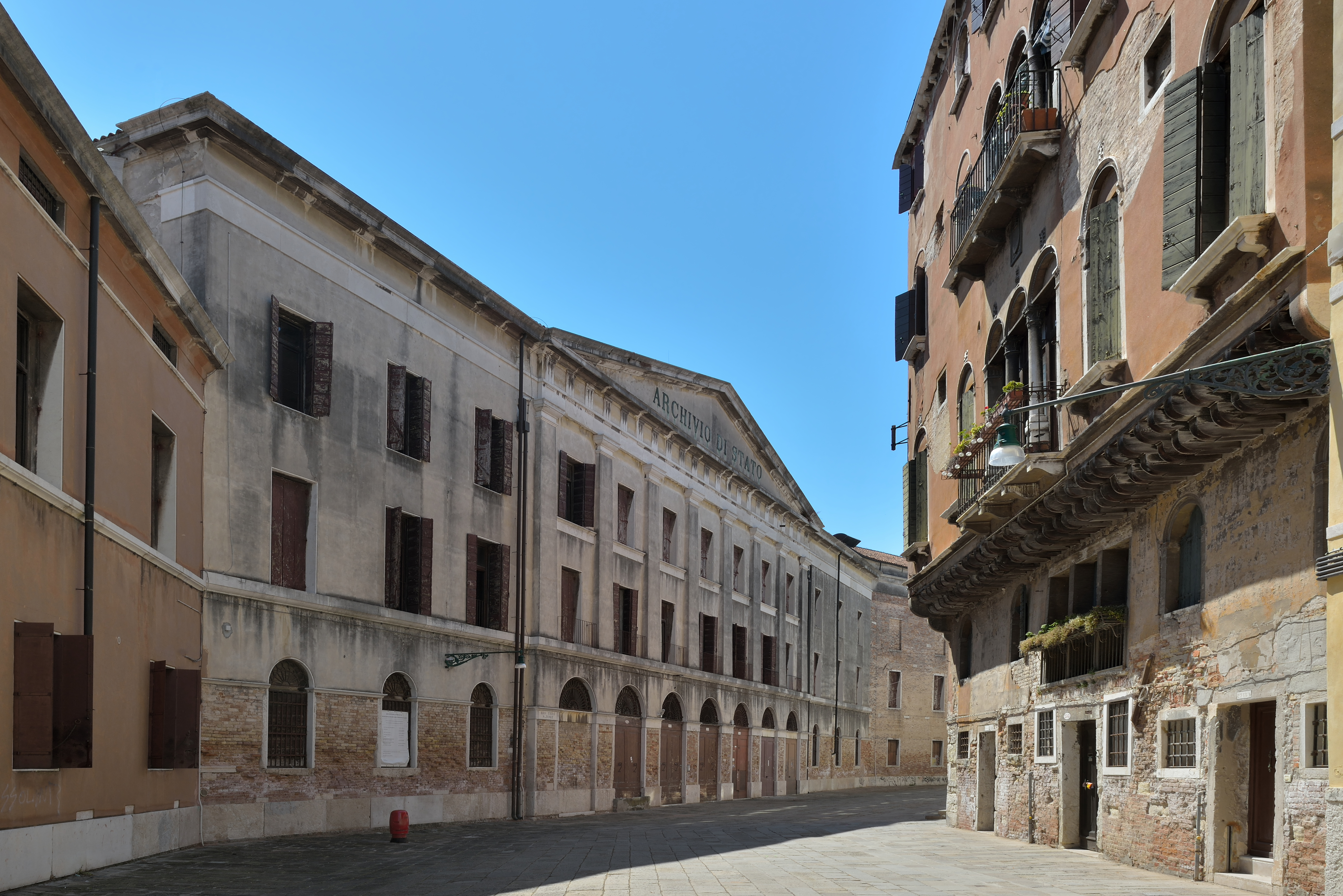
Archivio di Stato

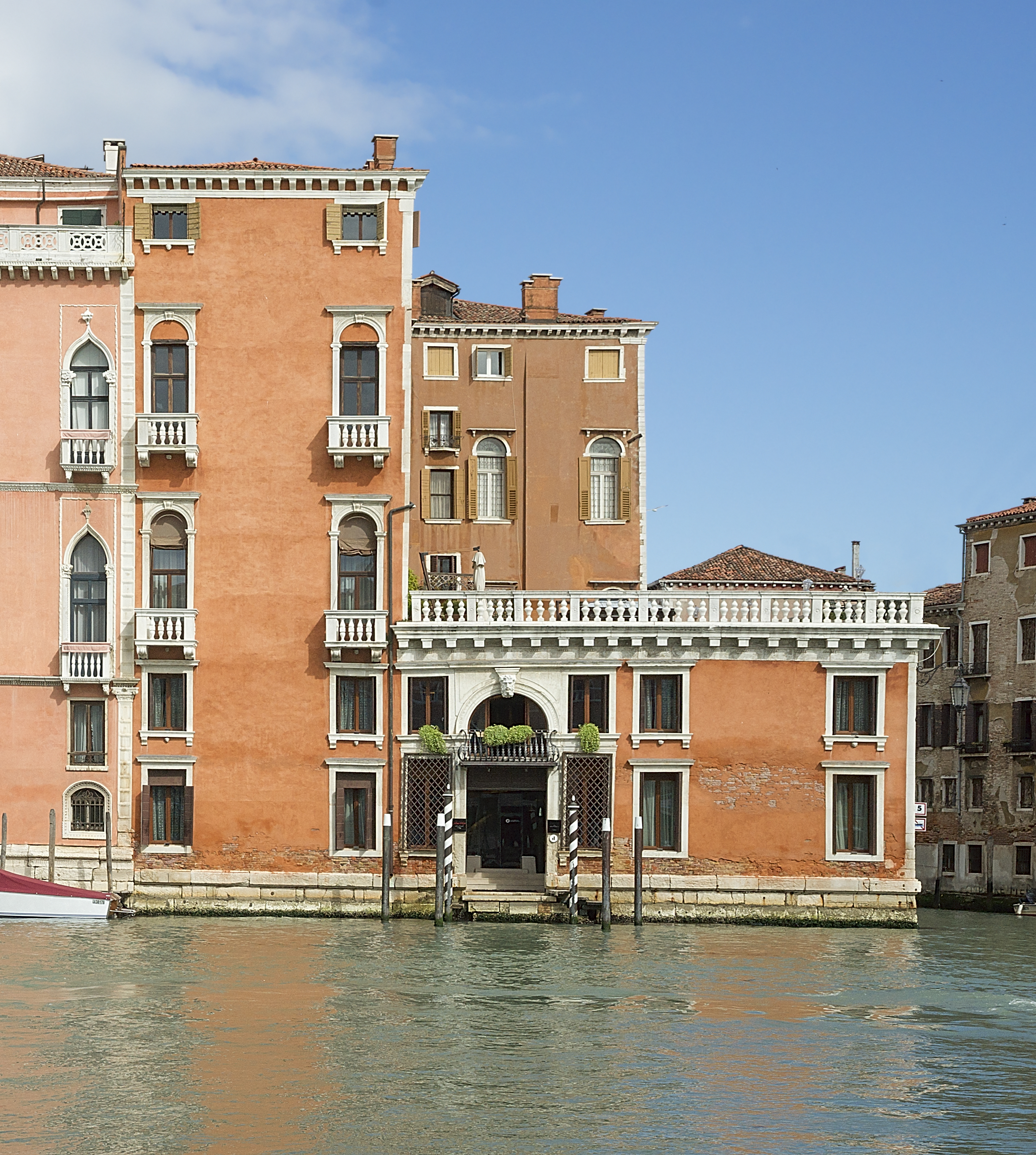
Palais Barbarigo della Terrazza

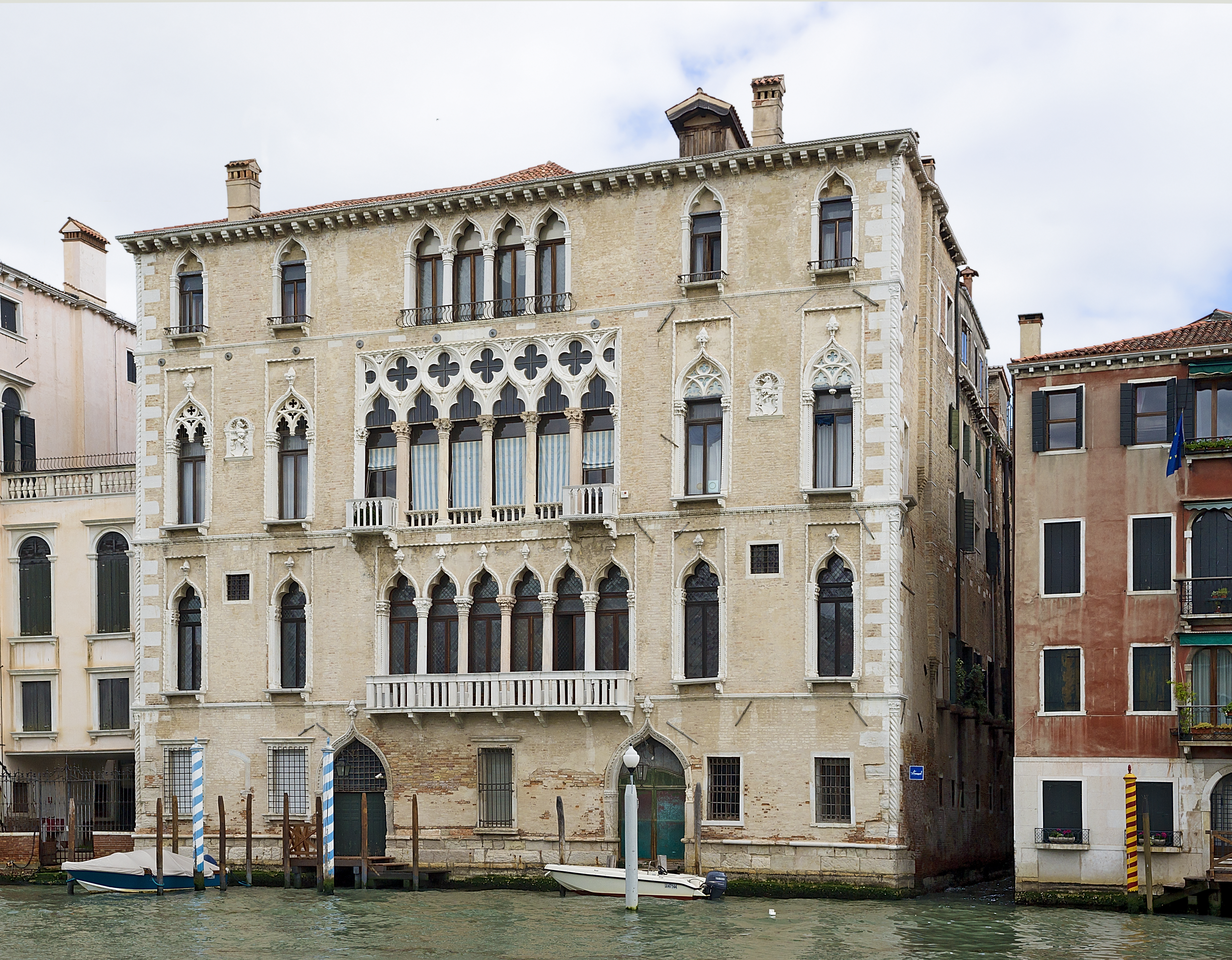
Palais Bernardo di Canal

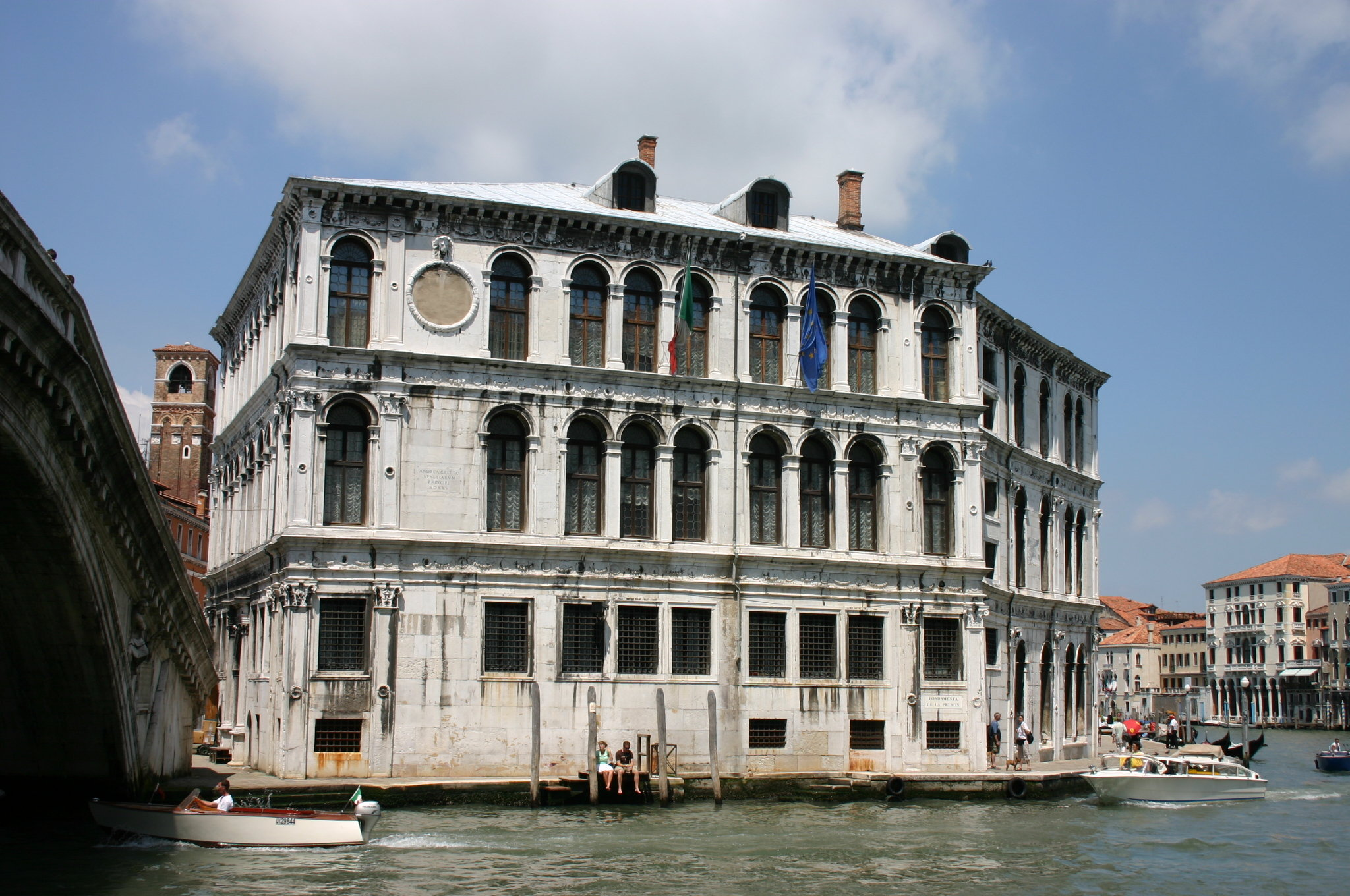
Palais des Camerlenghi

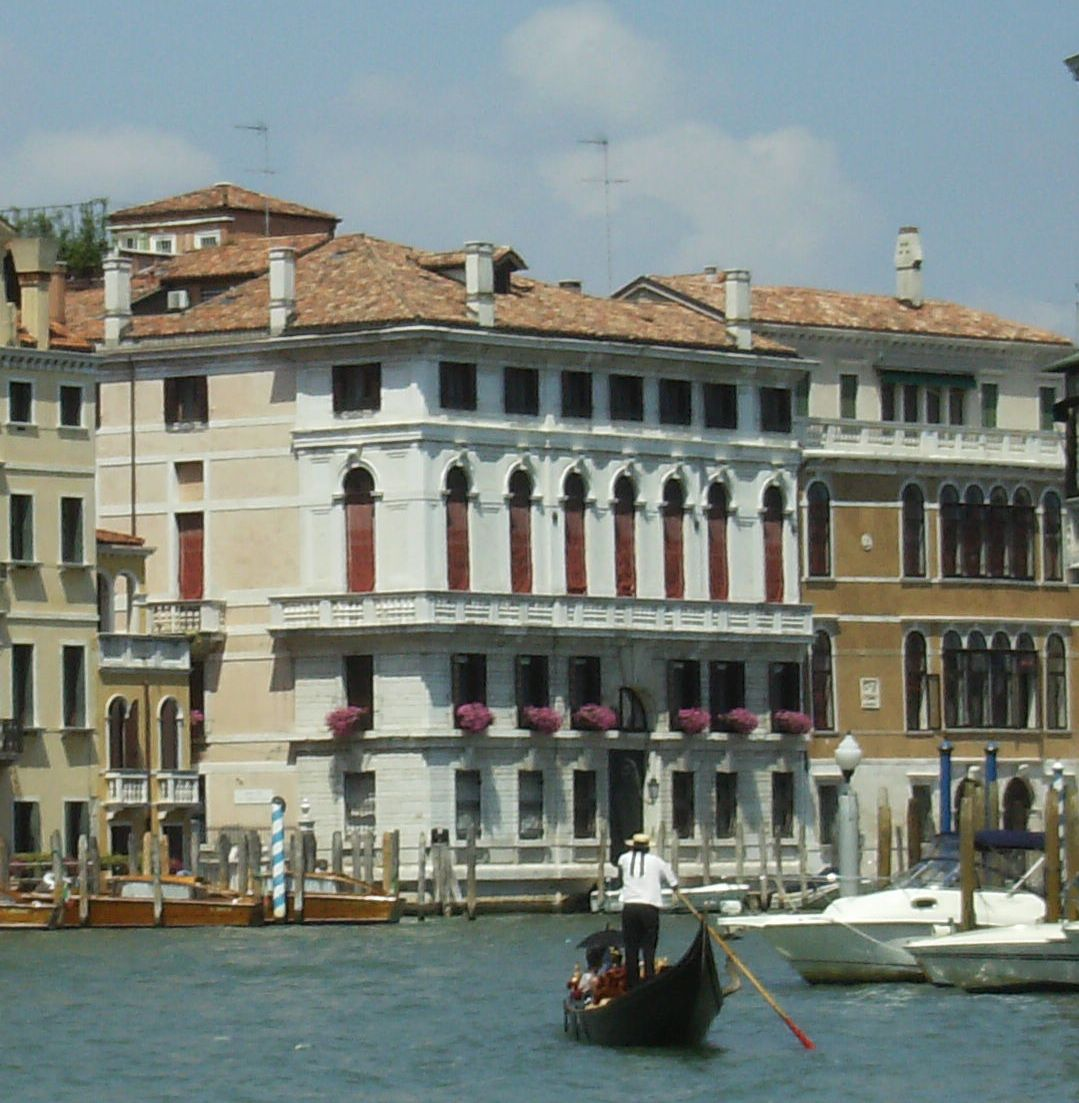
Palais Civran Grimani

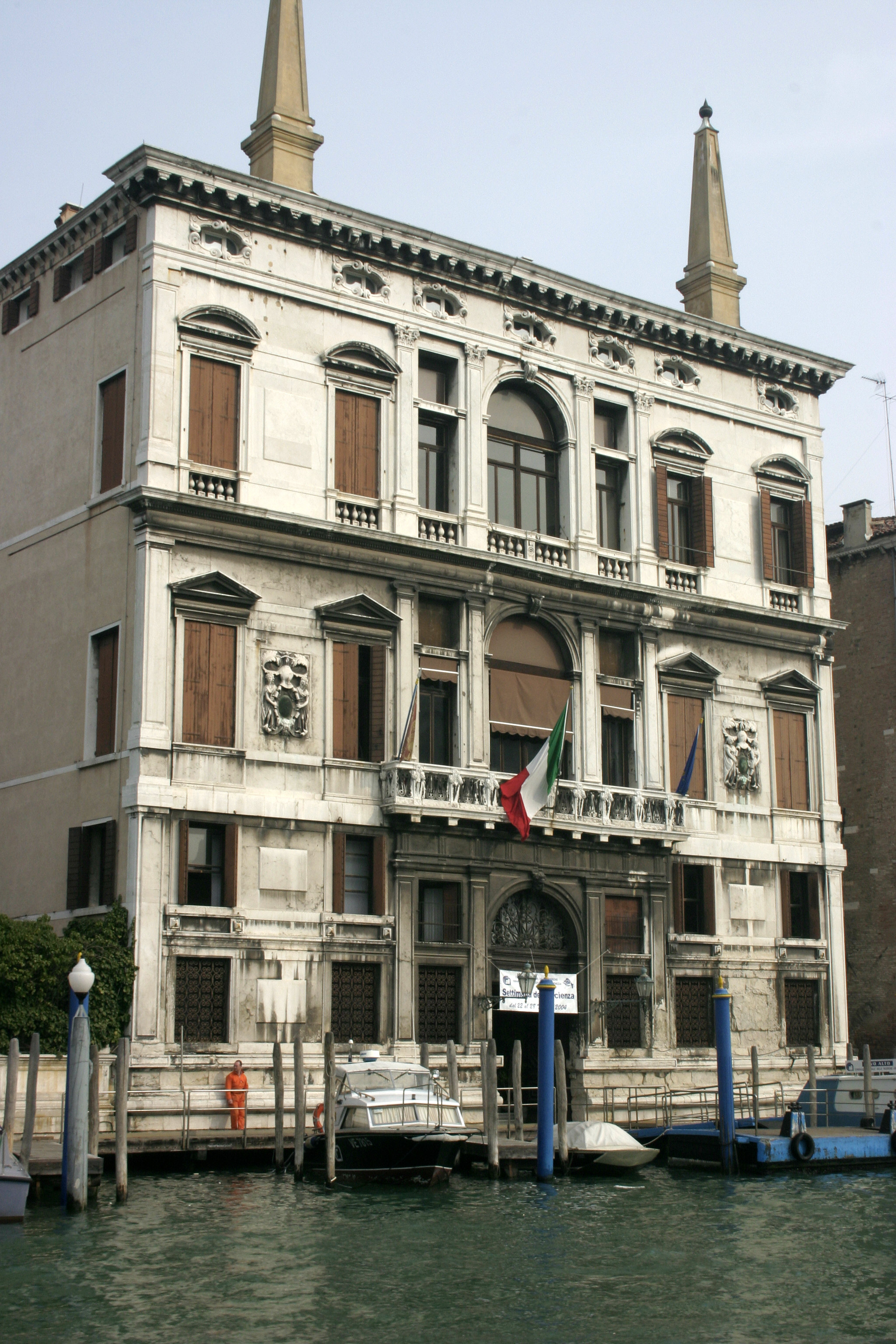
Palais Papadopoli

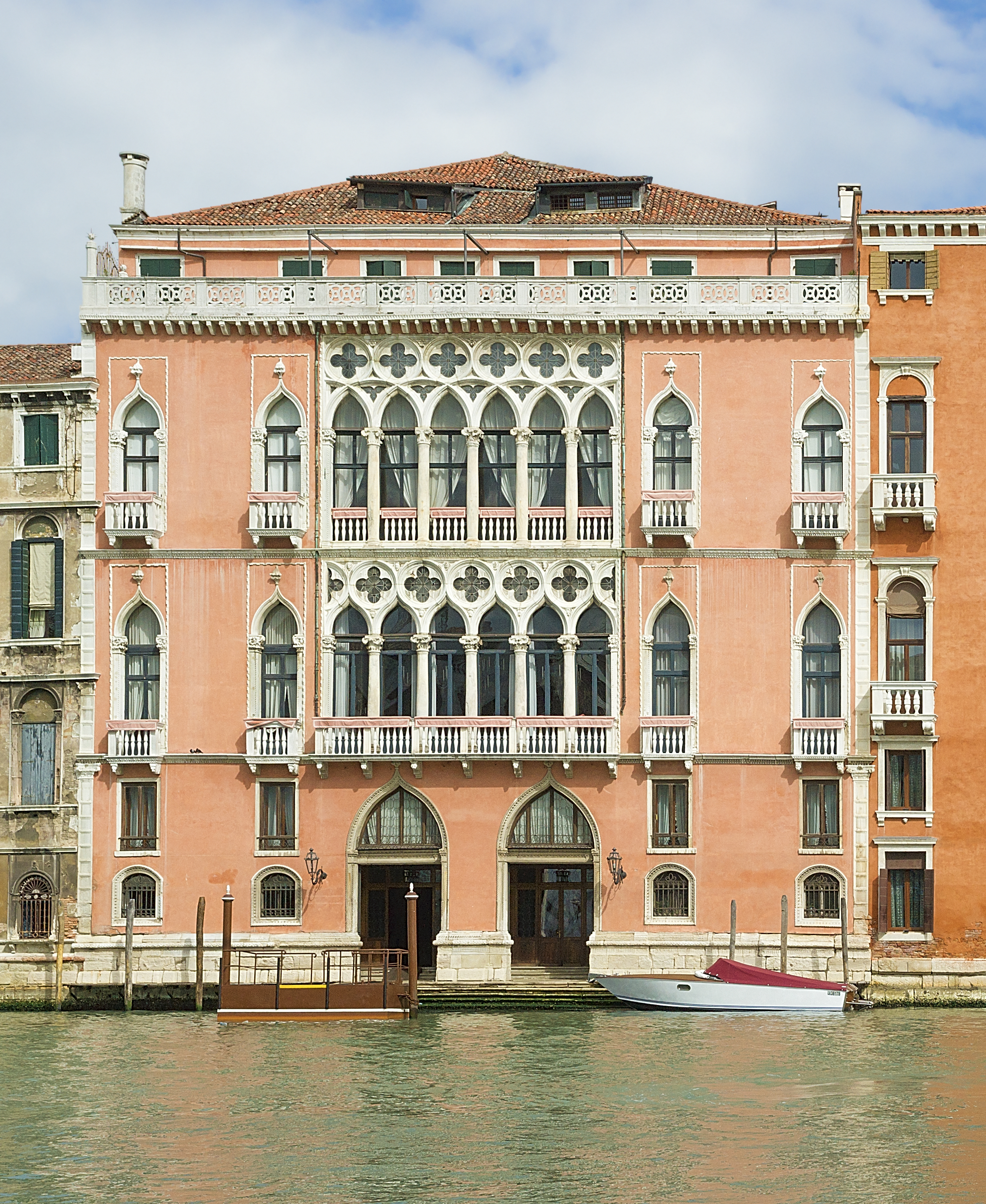
Palais Pisani Moretta

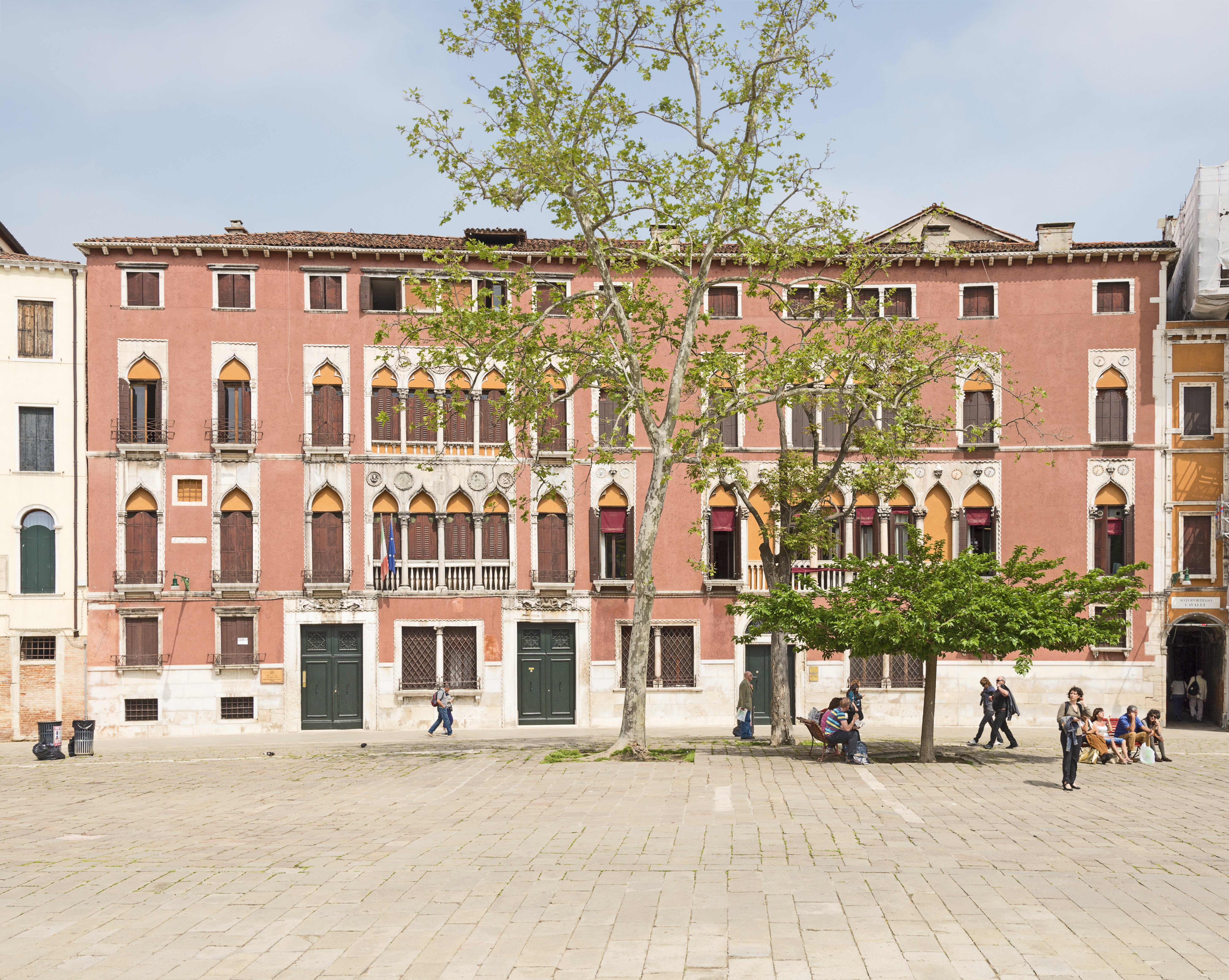
Palais Soranzo

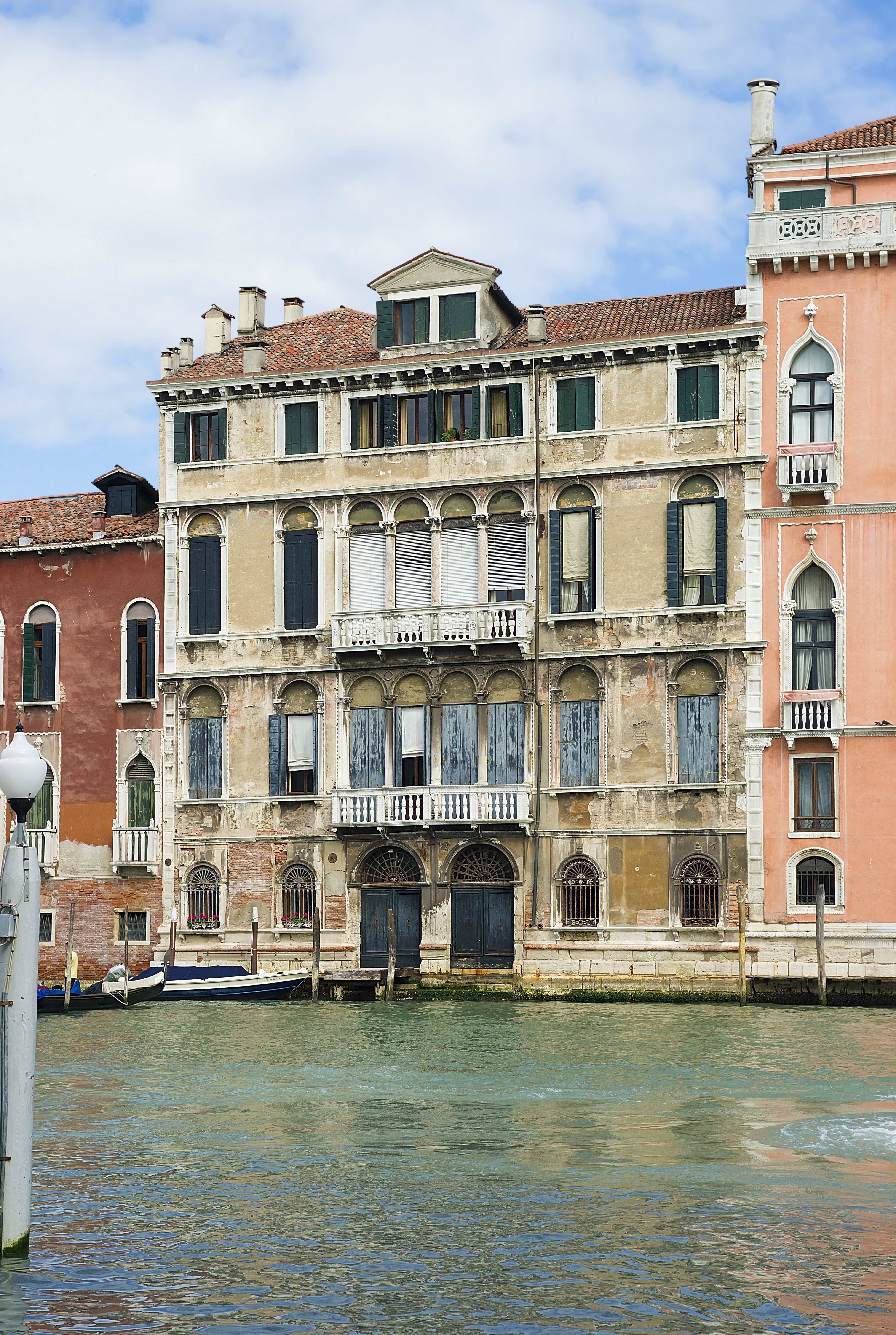
Palais Tiepolo

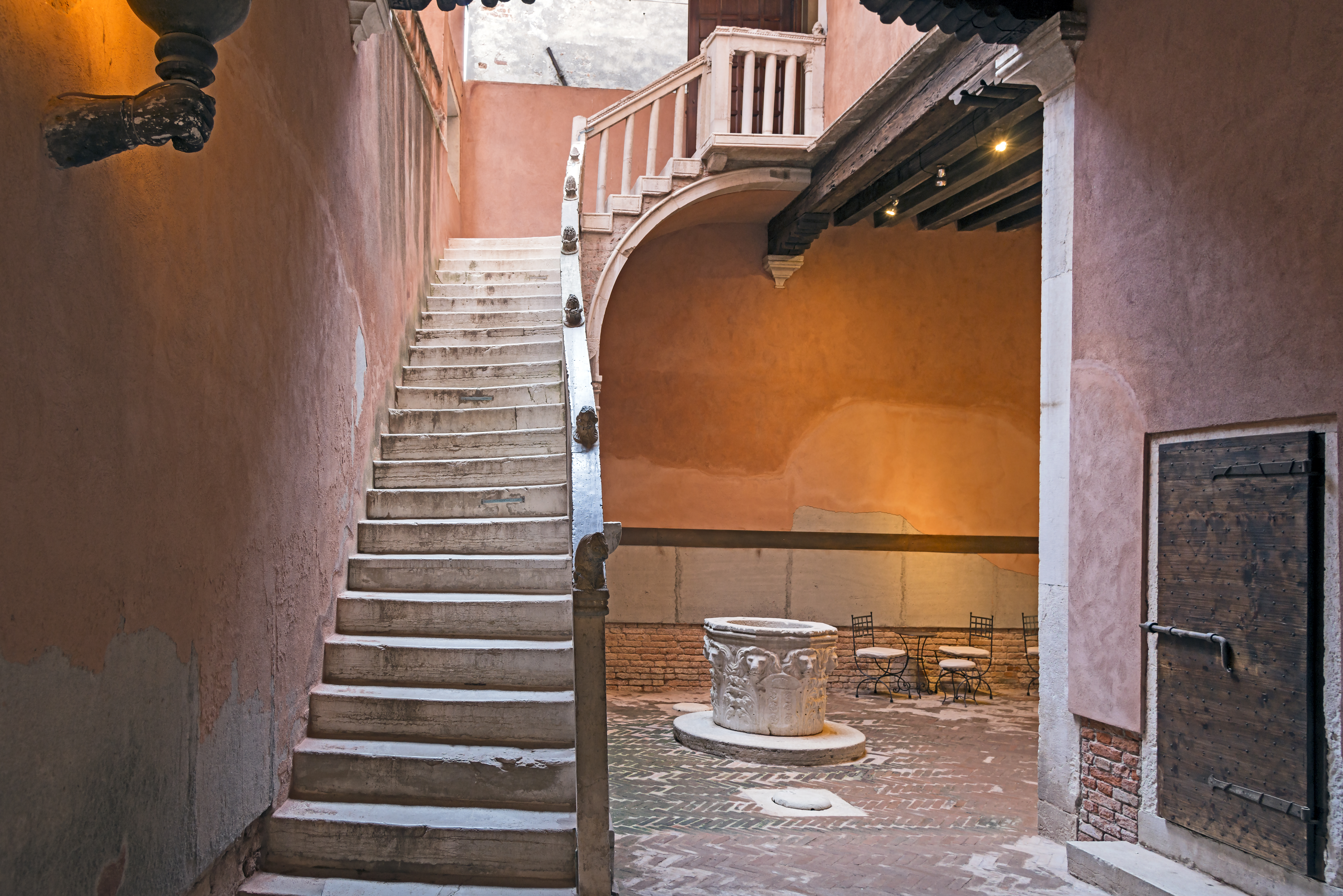
Palais Centani

| Nom du palais                        | Nom alternatif                        | siècle                | N.A.             | Ruelle                                           |
| ------------------------------------ | ------------------------------------- | --------------------- | ---------------- | ------------------------------------------------ |
| Archivio di Stato                    |                                       |                       | 3002             | campo dei Frari                                  |
| Palais Albrizzi                      | Palazzo Albrizzi                      | XVIe siècle           | 1940             | campiello Albrizzi                               |
| Palais Amalteo                       | Ca' Amalteo                           | XVIe siècle           | 2646             | corte Amaltea                                    |
| Palais Avogadro                      | Palazzo Chiurlotto                    |                       | 1113-1114        | fondamenta de la Pasina                          |
| Palais Badoer                        |                                       |                       | 2468             | calle Vitalba                                    |
| Palais Balbi                         |                                       |                       | 2172             | campo San Polo                                   |
| Palais Barbarigo                     | Hotel Marconi                         |                       | 729              | fondamenta del Vin                               |
| Palais Barbarigo della Terrazza (it) |                                       | XVIe siècle           | 2765             | ramo Pisani e Barbarigo                          |
| Palais Barzizza (it)                 | Ca'Barzizza                           | XIIIe siècle          | 1172-1173        | corte Barzizza                                   |
| Palais Basadonna                     |                                       |                       | 1055             | rio terá S. Silvestro                            |
| Ca' Bernardo                         | Palazzo Bernardo San Polo             | XVe siècle            | 2184-2195        | calle Bernardo                                   |
| Palais Bernardo a San Silvestro      |                                       |                       | 1125             | campo S. Silvestro                               |
| Palais Bernardo di Canal             | Palazzo Bernardo a San Polo           | XVe siècle            | 1978             | ramo de la Madona                                |
| Palais Bollani                       |                                       |                       | 1296             | calle dei Coralli o Bollani                      |
| Palais Bonomo Albrizzi               | Palazzo Albrizzi a San Apollinare     | XVIe siècle           | 1940             | campiello Albrizzi                               |
| Petit Palais Bosso                   |                                       |                       | 2802             | ponte S. Tomá                                    |
| Palais Camerlenghi                   | Palazzo dei Camerlenghi               | XVIe siècle           | 1                | ruga dei Oresi                                   |
| Palais Cappello Layard Carnelutti    | Ca'Cappello                           | XVIe siècle           | 2035             | ramo Dolfin                                      |
| Palais Cassetti                      |                                       |                       | 2557,2574        | fondamenta dei Frari                             |
| Palais Centani                       | Casa di Carlo Goldoni Palazzo Zantani |                       | 2794             | calle dei Nomboli                                |
| Palais Civran Grimani                | Palazzo Civran                        | XVIIIe siècle         | 2896             | calle del Campaniel                              |
| Palais Corner                        |                                       |                       | 2758A            | rio terá dei Nomboli                             |
| Palais Corner Mocenigo (it)          | Palazzo Corner                        | XVIe siècle           | 2128             | campo S. Polo                                    |
| Palais Coccina Tiepolo Papadopoli    | Palazzo Papadopoli                    | XVIe siècle           | 1364             | calle Papadopoli                                 |
| Palais Dandolo Paolucci              | Palazzo Dandolo                       | XVIIe siècle          | 2879             | calle del Tragheto Vechio                        |
| Palais dei Dieci Savi alle Decime    | Palazzo X Savi                        | XVIe siècle           | 19               | sotoportego Camerale                             |
| Palais Diedo                         |                                       |                       | 1345             | ponte dei Meloni                                 |
| Palais Dolfin                        |                                       |                       | 2809,2878        | calle del Tragheto                               |
| Palais Donà a San Polo               | Ca' Donà                              |                       | 2177             | rio terá S. Antonio                              |
| Palais Donà a Sant'Aponal            |                                       |                       | 1426             | calle del Tragheto de La Madoneta                |
| Palais Donà della Madoneta (it)      | ou Madonetta                          | XIIIe siècle          | 1429             | calle del Tragheto de La Madoneta                |
| Palais Donà                          | Palazzo Donà delle Rose a San Stin    | XVIe siècle           | 2515             | calle Donà o del Spezier                         |
| Fabbriche Nuove                      | ou Fabbriche Nove                     |                       | 119,170-186      | sotoportego del Banco Giro campo Cesare Battisti |
| Fabbriche Vecchie                    |                                       |                       | 129-131, 137-144 | sotoportego de l'Erbaria                         |
| Petit Palais Fornoni                 |                                       |                       | 2230             | corte del Scaleter                               |
| Palais Giustinian Loredan            | Palazzo Cicogna Loredan a San Stin    | XVIIe siècle          | 2351             | sotoportego del Pozzolongo                       |
| Palais Giustinian Querini Dubois     | Palazzo Querini Dubois                | XVIe siècle           | 2004             | sotoportego de le Erbe                           |
| Palais Giustinian Businello (it)     | Palazzo Businello                     | XIIIe siècle          | 1207             | fondamenta Businelo                              |
| Palais Giustinian Persico            |                                       |                       | 2788             | campiello Centanni                               |
| Palais Grimani                       |                                       |                       | 1994,1995        | campiello del Librer                             |
| Ca' Grimani Marcello                 | Ca' Grimani de l'albero d'Oro         |                       | 2033             | ramo Dolfin                                      |
| Petit Palais Jona                    | Palazzetto Iona                       |                       | 1810             | corte del Teatro Vechio                          |
| Palais Lanfranchi                    |                                       |                       | 1175             | ramo Barzizza                                    |
| Ca' Lipoli                           |                                       |                       | 2933,2934        | fondamenta de la Dona Onesta                     |
| Petit Palais Madonna                 |                                       |                       | 2902             | fondamenta del Forner                            |
| Palais Maffetti Tiepolo              | Palazzo Tiepolo                       |                       | 1957             | campo S. Polo                                    |
| Palais Marcello dei Leoni            |                                       |                       | 2810             | fondamenta del Tragheto                          |
| Palais Miani                         |                                       |                       | 1845             | ramo Miani                                       |
| Palais Molin                         | a San Stin                            | XIIIe et XIXe siècles | 2513             | calle Donà o del Spezier                         |
| Palais Molin Cappello                | Palazzo Cappello                      |                       | 1279,1280        | rio terá S. Aponal                               |
| Palais Moro Lin                      | Palazzo Morolin Michiel Olivo         | XVe siècle            | 2672             | calle Moro Lin                                   |
| Palais Morosini Brandolin            | Palazzo Brandolin Morosini            | XVe siècle            | 1789             | riva de la Riva de I'Ogio                        |
| Palais Morosini                      | a San Tomà                            | XVIIe siècle          | 2812             | fondamenta del Tragheto                          |
| Palais Muti Baglioni                 |                                       | XVIIe siècle          | 1866             | calle Muti o Baglioni                            |
| Palais Patriani                      |                                       |                       | 1449             | sotoportego Petriana                             |
| Pescheria                            | Loggia della Pescheria Nuova          |                       | 337-340          | campo de la Pescaria                             |
| Palais Pisani ai Nomboli             |                                       |                       | 2709             | rio terá dei Nomboli                             |
| Palais Pisani Moretta                |                                       | XVe siècle            | 2766             | ramo Pisani e Barbarigo                          |
| Palais della Pretura                 | Tribunal d'instance                   |                       | 1772             | calle del Campaniel                              |
| Palais Priuli Pesaro                 | Palazzo Priuli a San Cassiano         |                       | 1560             | calle dei Boteri                                 |
| Ca' Priuli a San Polo                |                                       |                       | 2025             | salizada S. Polo                                 |
| Ca' Rampani                          |                                       |                       | 1517-1518C       | calle drio Rampani o Rizzo                       |
| Palais Raspi                         |                                       |                       | 1551             | ramo Raspi                                       |
| Palais Ravà                          | Casa Ravà                             | XXe siècle            | 1099             | fondamenta del Vin                               |
| Palais Salviati                      |                                       |                       | 1500             | fondamenta dei Banco Salviati                    |
| Palais Sansoni                       |                                       |                       | 898              | campiello dei Sansoni                            |
| Palais Sanudo Turloni                | Palazzo Sanudo                        | XVe siècle            | 2162             | calle Pezzana                                    |
| Palais Soranzo Campo San Polo        | Palazzo Soranzo                       | XIVe et XVe siècles   | 2169-2170        | Campo San Polo                                   |
| Palais Soranzo a San Stin            |                                       | XIVe siècle           | 2542             | fondamenta Contarini o del Botter                |
| Palais Soranzo Pisani                |                                       |                       | 2778             | corte Tiepolo                                    |
| Ca' Tiepolo Passi                    | Palazzo Tiepolo                       | XVIe siècle           | 2781             | corte Tiepolo                                    |
| Ca' Tiepoletto Passi                 | Palazzo Tiepolo detto Tiepoletto      |                       | 2774             | corte Tiepolo                                    |
| Palais Valier                        |                                       |                       | 1022             | rio terá S. Silvestro                            |
| Palazzo Vendrame                     |                                       |                       | 1121             | campiello Pasina S. Silvestro                    |
| Palais Zane Collalto (it)            |                                       | XVIIe siècle          | 2360             | calle Colalto                                    |
| Palais Zen ai Frari (it)             |                                       | XVe siècle            | 2580             | campiello Zen                                    |

### Santa Croce

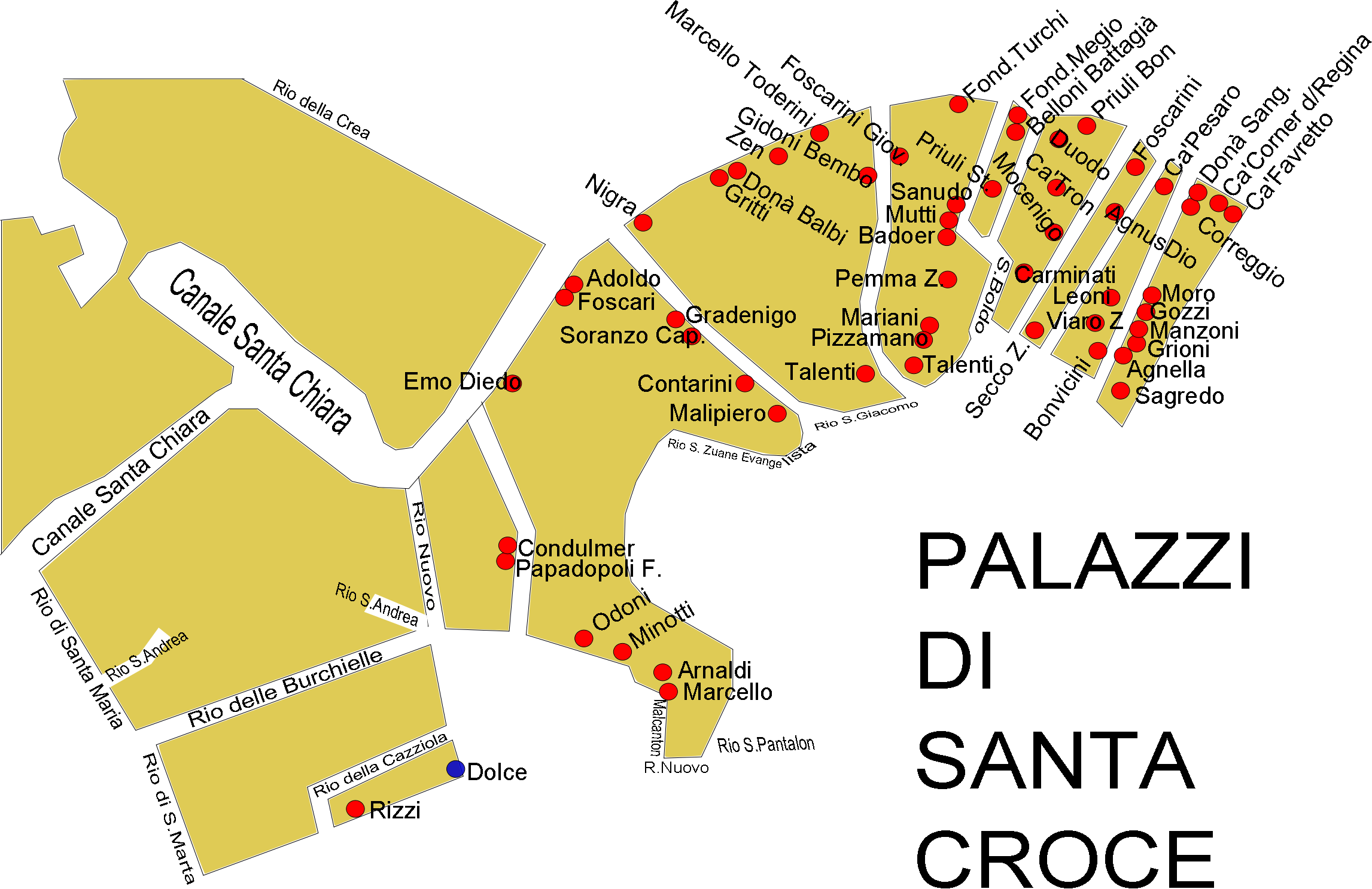

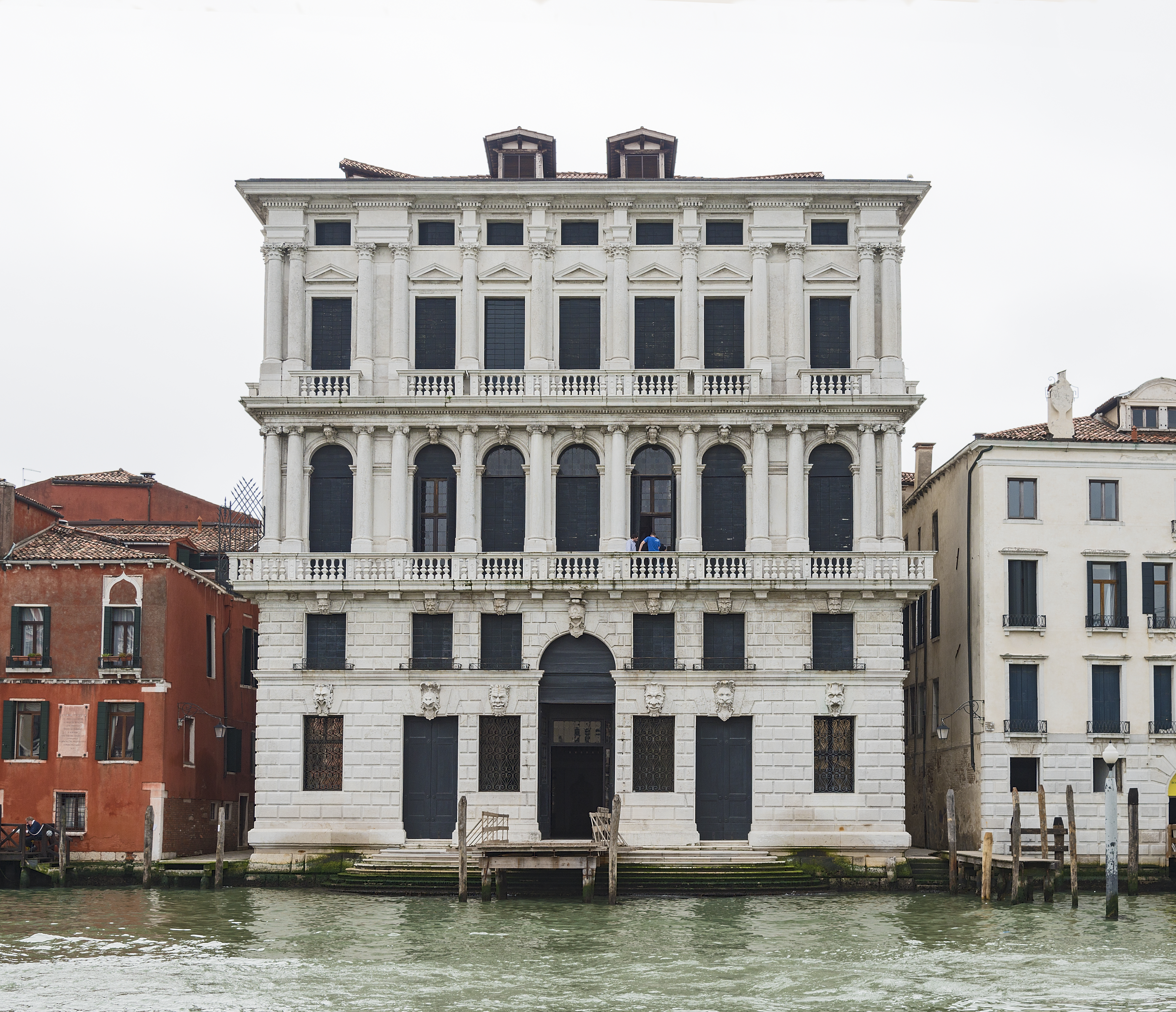
Ca' Corner della Regina

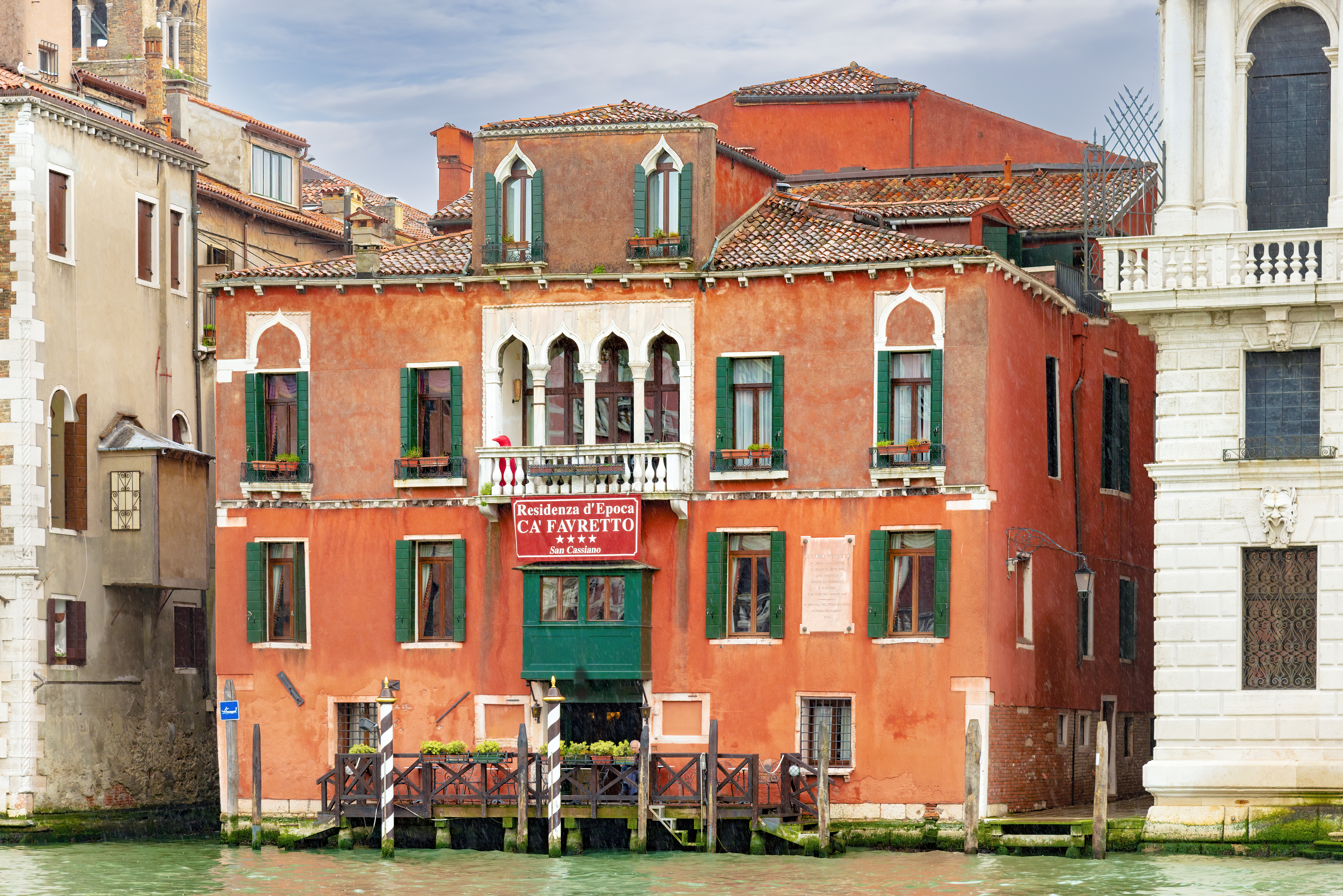
Ca'Favretto

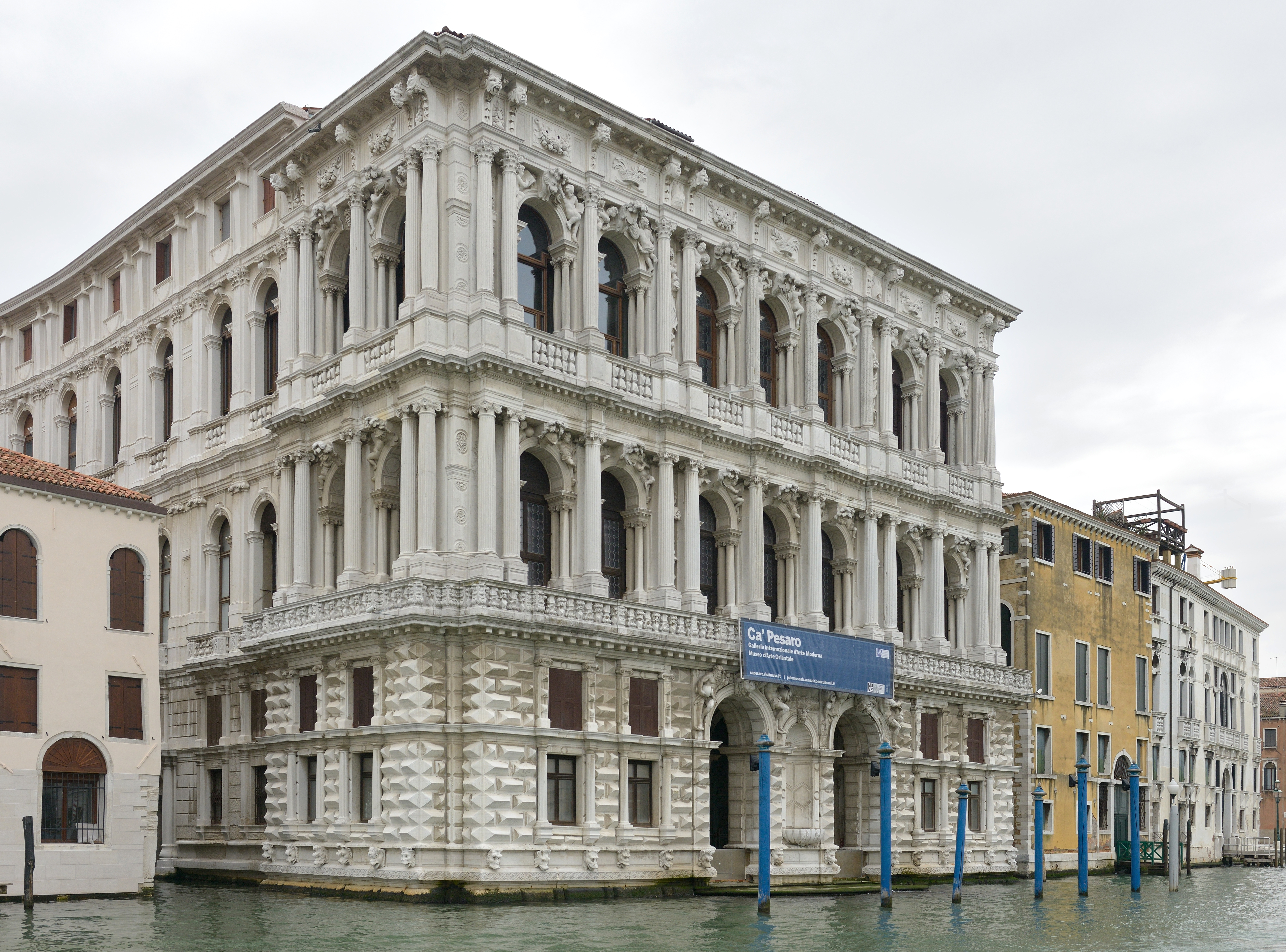
Ca' Pesaro

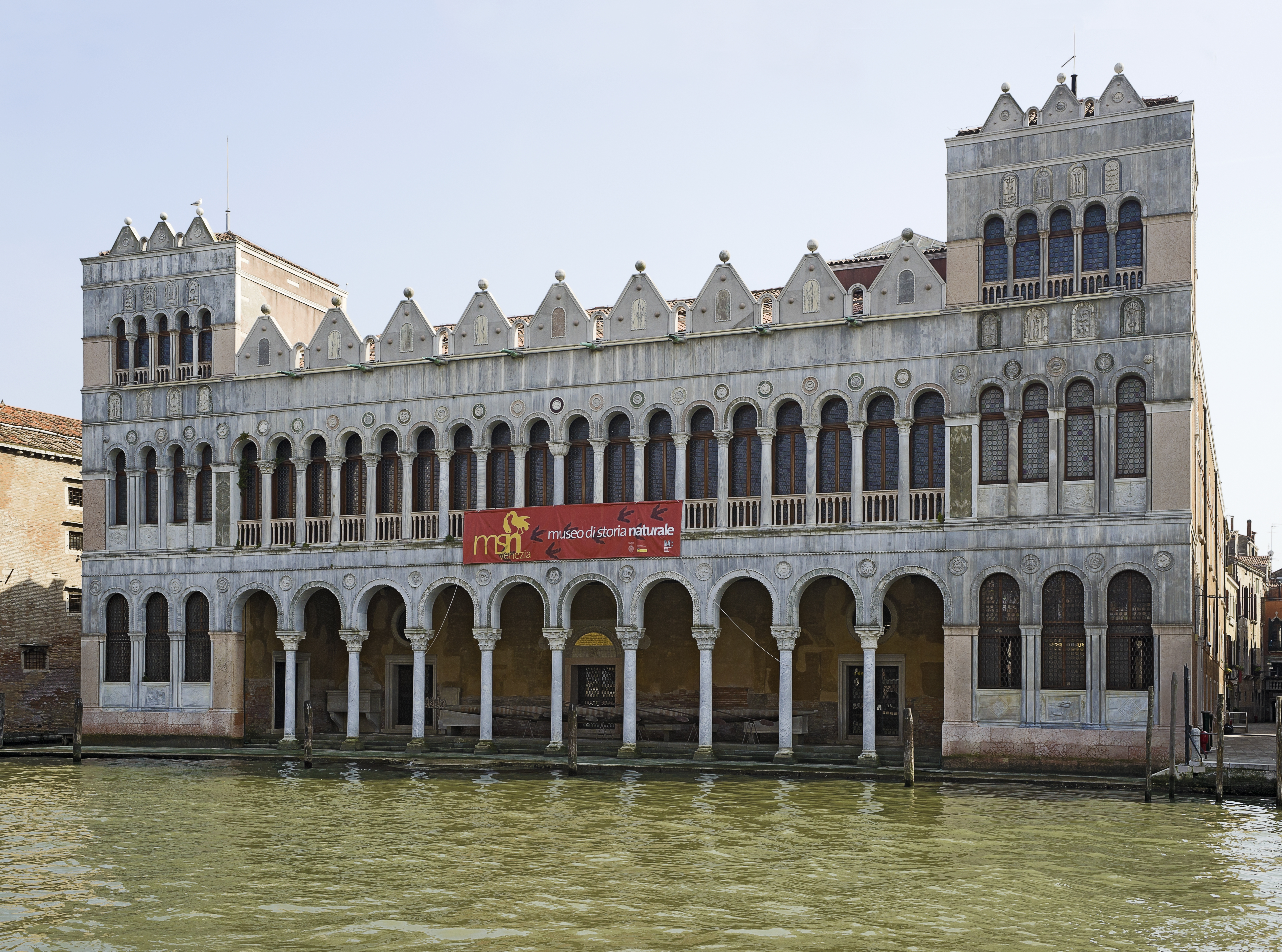
Fondaco dei Turchi

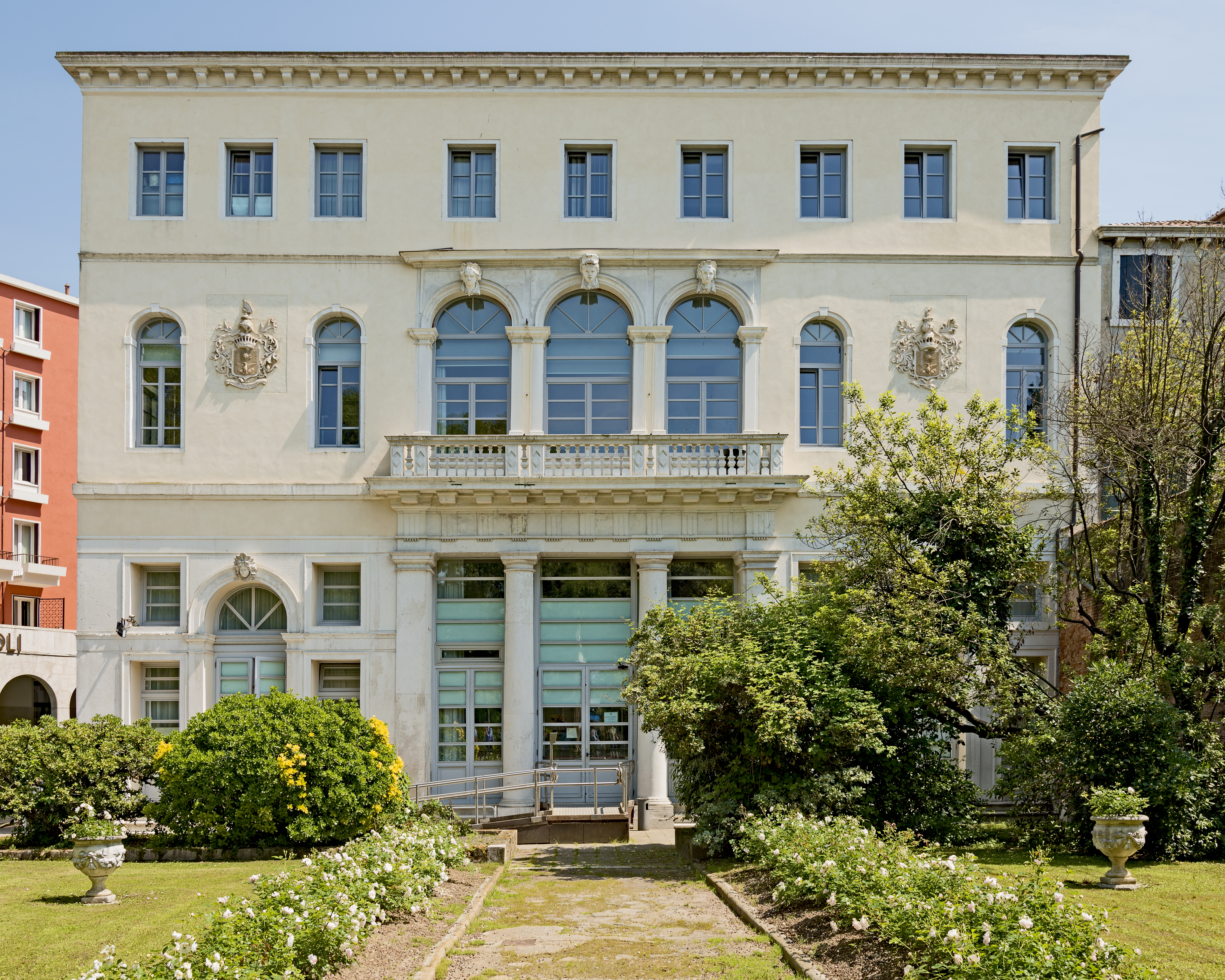
Palais Foresti Papadopoli

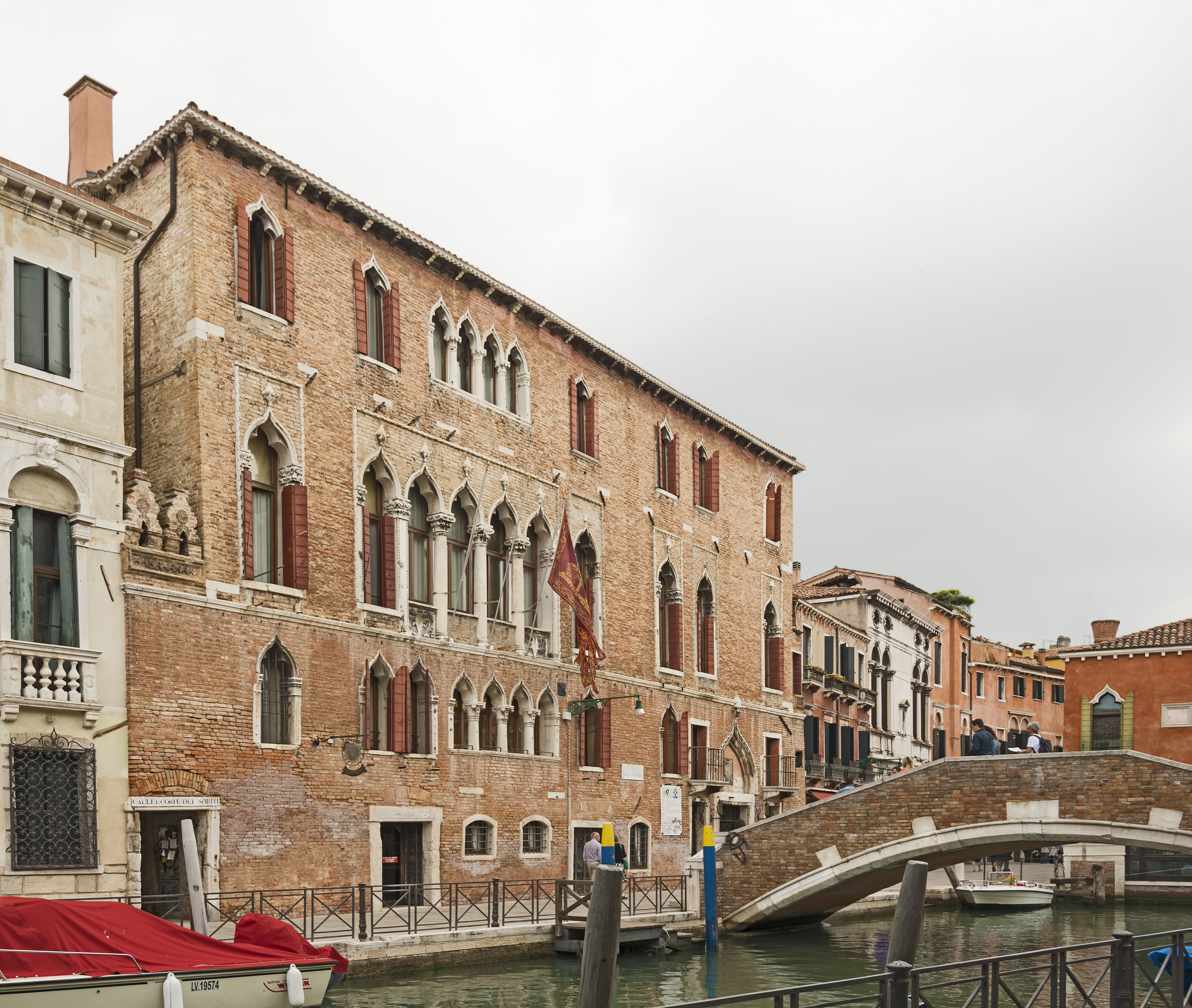
Palais Marcello

| Nom du palais                               | Nom alternatif                             | siècle                | N.A.      | Ruelle                          |
| ------------------------------------------- | ------------------------------------------ | --------------------- | --------- | ------------------------------- |
| Palais Adoldo                               | Casa Adoldo                                |                       | 711-712   | fondamenta S. Simeon Picolo     |
| Palais Agnella                              |                                            |                       | 2275      | fondamenta de l'Agnello         |
| Palais Agnusdio                             | Palazzo Agnusdio o dei Quattro Evangelisti | XIVe siècle           | 2060      | ponte del Forner                |
| Palazzo Arnaldi                             |                                            |                       | 34-35     | ramo Arnaldi                    |
| Petits Palais Badoer                        |                                            |                       | 1662      | calle Larga                     |
| Palais Belloni Battagià (it)                | Palazzo Belloni Battaglia                  | XVIIe siècle          | 1783      | calle del Megio                 |
| Palais Bonvicini                            |                                            | XVIe et XVIIe siècles | 2161A     | calle de Ca' Bonvicini          |
| Palais Bragadin Soranzo Cappello (it)       |                                            | XVIe siècle           | 770       | fondamenta Cappello o Gradenigo |
| Palais Businello (it)                       | Palazzo Grioni                             | XVIe siècle           | 2271      | ramo de l'Agnella               |
| Palais Carminati                            |                                            | XVIe siècle           | 1882      | salizada Carminati              |
| Palais Coccina Giunti Foscarini Giovannelli | Palazzo Foscarini                          | XVIe siècle           | 2070      | calle Ca' Pesaro                |
| Palais Condulmer                            |                                            |                       | 251       | fondamenta Condulmer            |
| Palais Contarini                            | Case Contarini                             |                       | 802-803   | fondamenta rio Marin            |
| Palais Corner                               |                                            |                       | 1302      | riva di Biasio                  |
| Ca'Corner della Regina (it)                 | Ca' Corner della Regina                    | XVIIIe siècle         | 2214      | calle Corner                    |
| Palais Correggio                            |                                            |                       | 2207      | calle Correggio                 |
| Petit Palais Dolce                          |                                            |                       | 297       | fondamenta Rizzi                |
| Palais Donà Sangiantoffetti                 | Palazzo Donà                               |                       | 2211      | corte Correggio                 |
| Palais Donà Balbi                           |                                            |                       | 1299      | riva de Biasio                  |
| Palais Duodo Balbi Valier (it)              | Palazzo Duodo                              | XVe siècle            | 1958      | corte Dandolo                   |
| Palais Emo Diedo (it)                       | Palazzo Diedo                              | XVIIe siècle          | 561       | fondamenta de S. Simeon Picolo  |
| Ca'Favretto                                 | Palazzo Bragadin Favretto                  |                       | 2232      | calle de la Rosa                |
| Fontego del Megio (it)                      | Depositi del Megio                         |                       | 1780      | fondamenta sul Canalazzo        |
| Fontego dei Turchi                          | Palazzo Corner                             | XIIIe siècle          | 1730      | salizada del Fontego dei Turchi |
| Palais Foresti Papadopoli                   | Palazzo Papadopoli Foresti                 | XVIe siècle           | 250       | fondamenta Condulmer            |
| Palais Foscari Contarini                    | Palazzetti Foscari                         | XVIe siècle           | 713-714   | fondamenta S. Simeon Picolo     |
| Palais Gidoni Bembo                         |                                            |                       | 1317      | fondamenta S. Zan Degolà        |
| Palais Foscarini Giovanelli                 | Palazzo Giovanelli                         |                       | 1681      | corte Giovannelli               |
| Palais Gozzi                                |                                            |                       | 2268-2269 | ramo de la Regina               |
| Palais Gradenigo (it)                       | a San Simeon Grande                        | XVIIIe siècle         | 768       | fondamenta Cappello o Gradenigo |
| Palais Gritti a Santa Croce                 |                                            | XVe siècle            | 1303      | riva de Biasio                  |
| Palais Leoni                                | Casa Leoni                                 |                       | 2180      | calle de la Chiesa              |
| Palais Malipiero (Santa Croce)              |                                            |                       | 837       | fondamenta rio Marin            |
| Palais Manzoni                              |                                            |                       | 2267      | ramo de la Regina               |
| Palais Marcello (it)                        | ai Tolentini                               | XVe siècle            | 134       | fondamenta Minotto              |
| Palais Marcello Toderini                    | Palazzetto Marcello                        |                       | 1289      | riva de Biasio                  |
| Palais Mariani                              |                                            |                       | 1585-1586 | campo S. Giacomo da l'Orio      |
| Palais Minotto                              | ai Tolentini                               | XVIIe siècle          | 143       | fondamenta Minotto              |
| Palais Mocenigo                             |                                            | XVIIe siècle          | 1992      | salizada S. Stae                |
| Palais Moro                                 |                                            |                       | 2265      | calle de la Regina              |
| Palais Mutti delle Contrade                 |                                            |                       | 1666      | calle Larga                     |
| Petit palais Nigra                          | Casa Nigra                                 |                       | 930       | campo S. Simeon Grando          |
| Palais Odoni                                | Palazzetto Oddoni                          | XVe siècle            | 151-152   | fondamenta Minotto              |
| Palais Pemma Zambelli                       | Palazzo Pemma                              |                       | 1624      | campo S. Giacomo da l'Orio      |
| Palais Pizzamano                            |                                            |                       | 1582-1583 | calle del Tentor                |
| Palais Priuli Stazio                        | Palazzo Priuli                             |                       | 1777      | calle del Megio                 |
| Palais Priuli Bon                           |                                            |                       | 1979      | campo S. Stae                   |
| Ca' Pesaro                                  | Palazzo Pesaro                             | XVIIIe siècle         | 2076      | fondamenta Ca' Pesaro           |
| Palais Rizzi                                |                                            |                       | 316       | fondamenta Rizzi                |
| Palais Sagredo                              |                                            |                       | 2288-2289 | calle del Teatro                |
| Palais Sanudo                               | Casa Sanudo                                |                       | 1757      | fondamenta del Megio            |
| Palais Secco Zorzi                          |                                            |                       | 2005      | calle del Modena                |
| Palais Talenti                              |                                            |                       | 1546      | calle de le Oche                |
| Palais Talenti delle Oche                   |                                            |                       | 1033      | calle de le Oche                |
| Ca'Tron (it)                                | Palazzo Tron a San Staè                    | XVIe siècle           | 1947      | calle dei Albanesi              |
| Palais Viaro Zane                           | Casa Viaro Zane                            | XIVe siècle           | 2123      | campo S. Maria Mater Domini     |
| Palais Zen                                  |                                            |                       | 1290      | riva de Biasio                  |
| Palais Zustinian Contarini                  |                                            | XVIe siècle(détruit)  | près 1958 |                                 |

## Murano
- Palais Giustinian (Murano)
- Palais Trevisan (Murano) (XVIe siècle)